# Place de la Concorde
Pour les articles homonymes, voir Place de la Concorde (homonymie) et Place de la Révolution.
La place de la Concorde (initialement « place Louis XV »), qui s’étend sur 7,56 hectares, est la plus grande place de Paris. Elle est située dans le 8e arrondissement.
Elle est, avec la place des Vosges, la place Dauphine, la place des Victoires et la place Vendôme, l'une des cinq places royales parisiennes.
Elle a la spécificité d'avoir connu de nombreux changements de nom, en fonction des événements politiques majeurs traversés par la France, s'appelant successivement : place Louis-XV, place de la Révolution, place de la Concorde, place Louis-XVI (1826-1830) et, de 1830 jusqu'à nos jours, de nouveau place de la Concorde.

## Situation et accès
Située sur la rive droite dans le 8e arrondissement, au pied des Champs-Élysées, elle relie ceux-ci, qui montent vers le nord-ouest, au jardin des Tuileries qui s'étend vers le sud-est. Par la rue Royale, elle ouvre au nord sur l'église de la Madeleine et au sud, par le pont de la Concorde qui traverse la Seine vers le 7e arrondissement, sur le palais Bourbon. Administrativement, la place elle-même est située dans le quartier des Champs-Élysées dont elle est l’extrémité orientale. Mais les deux bâtiments qui la bordent au nord, de part et d’autre de la rue Royale, sont dans le quartier de la Madeleine, toujours dans le 8e arrondissement, tandis que le jardin des Tuileries qui la jouxte est situé dans le quartier Saint-Germain-l'Auxerrois du 1er arrondissement.
Proche du centre de Paris, la place occupe une position privilégiée car elle ponctue deux grands axes :
- axe nord-sud constitué par Montmartre, les grands magasins du boulevard Haussmann, l'église de la Madeleine, l'Assemblée nationale ;
- axe ouest-est constitué par l'arche de la Défense, l'Arc de Triomphe, l'avenue des Champs-Élysées, le jardin des Tuileries et le musée du Louvre.

La place de la Concorde est desservie par les lignes de métro 1, 8 et 12 à la station Concorde.

## Description

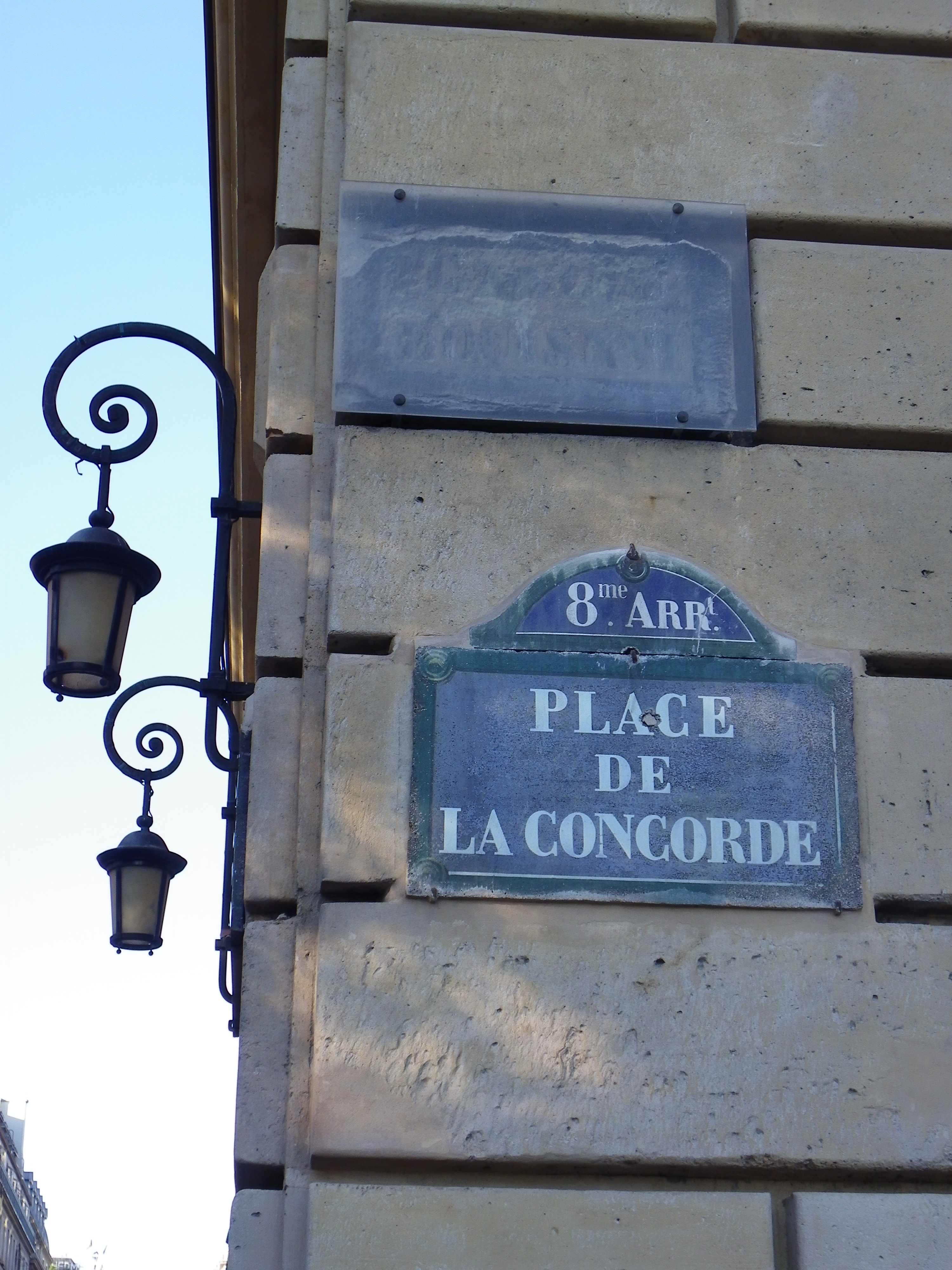
Plaque de la place de la Concorde avec, au-dessus, la plaque de son ancien nom sous la Restauration, « place Louis XVI ».

Cet ensemble monumental est, au point de vue de l'aménagement urbain, la plus importante création du siècle des Lumières dans la capitale. Il exprime un moment privilégié dans l'évolution du goût français : celui qui voit, vers le milieu du XVIIIe siècle, le déclin du style rocaille et la naissance d'un nouveau classicisme dont Ange-Jacques Gabriel, son architecte, et Edme Bouchardon, le sculpteur de la statue équestre de Louis XV érigée au centre de la place et détruite à la Révolution, sont parmi les pionniers.
Sa dénomination a changé de nombreuses fois, traduisant l'instabilité des régimes politiques de la France depuis 1789 et une série d'événements joyeux, tragiques ou glorieux, certains d'une grande portée historique, qui se sont déroulés sur son sol. Elle s'est appelée « place Louis XV », puis « place de la Révolution » après le 10 août 1792, « place de la Concorde » sous le Directoire, le Consulat et l'Empire, à nouveau « place Louis XV » puis « place Louis XVI » sous la Restauration, « place de la Charte » en 1830, pour reprendre enfin sous la monarchie de Juillet le nom de « place de la Concorde » ; de même, les monuments qui ont orné ou auraient dû orner son centre : statue équestre de Louis XV, statue de la Liberté, statue de Louis XVI, obélisque de Louxor.
Les aménagements, modestes sous la Révolution (installation des chevaux de Marly en 1794), ont été importants sous la monarchie de Juillet (en 1836, érection de l'obélisque, travaux d'embellissement de Hittorff : les deux fontaines, les statues des huit principales villes de France (les huit « matrones » vêtues à la grecque et couronnées de tours, leurs socles logeant des fonctionnaires et leur famille en attendant l'érection des statues, les lampadaires et les colonnes rostrales). Le Second Empire bouleversa la physionomie de la place : sur ordre de l'empereur, les jardins bas de Gabriel seront supprimés pour améliorer la circulation, contre l'avis du baron Haussmann qui déplorera cette mesure dans ses mémoires. Le dernier aménagement sur le plan de l'architecture a été en 1931 la disparition de l'hôtel Grimod de La Reynière, construit en 1775 dans le respect de l'ordonnance de Gabriel, mais défiguré au fil du temps par des adjonctions successives, et son remplacement par l'ambassade des États-Unis dans le respect du projet originel. Depuis 1937, aucun changement notable ne peut plus affecter la place qui est classée dans son ensemble. Signalons un dernier embellissement en 1998, à l'initiative de l'égyptologue Christiane Desroches Noblecourt, la mise en place du pyramidion doré de l'obélisque.

## Origine du nom
Le nom aurait été choisi par le Directoire pour marquer la réconciliation des Français après la Terreur et les appeler à la « concorde », dans le souhait où se trouvait le nouveau régime d'abandonner le nom de « place de la Révolution » qui avait été donné à la place au commencement de la première Terreur à la chute de la monarchie lors de la journée du 10 août 1792,,,,,.

## Histoire
Originellement, le terrain occupé par cette place se trouvait au milieu de bas-fonds marécageux livrés aux hasards des débordements de la Seine.

### XVIIIesiècle

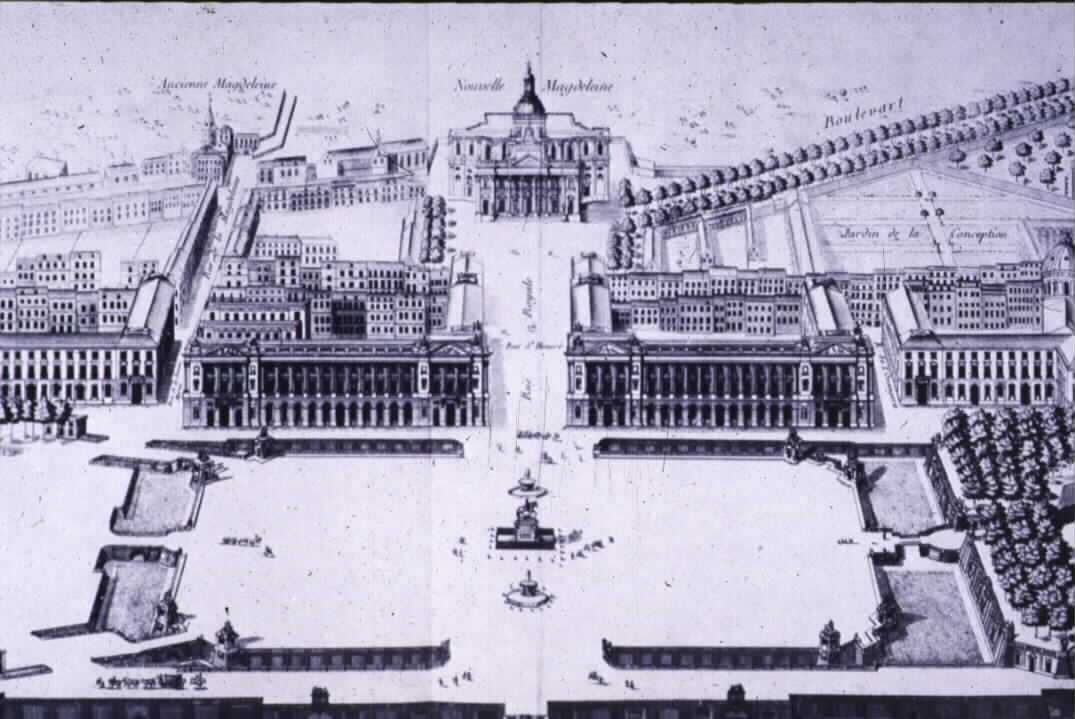
Le projet de Gabriel pour la place Louis XV.

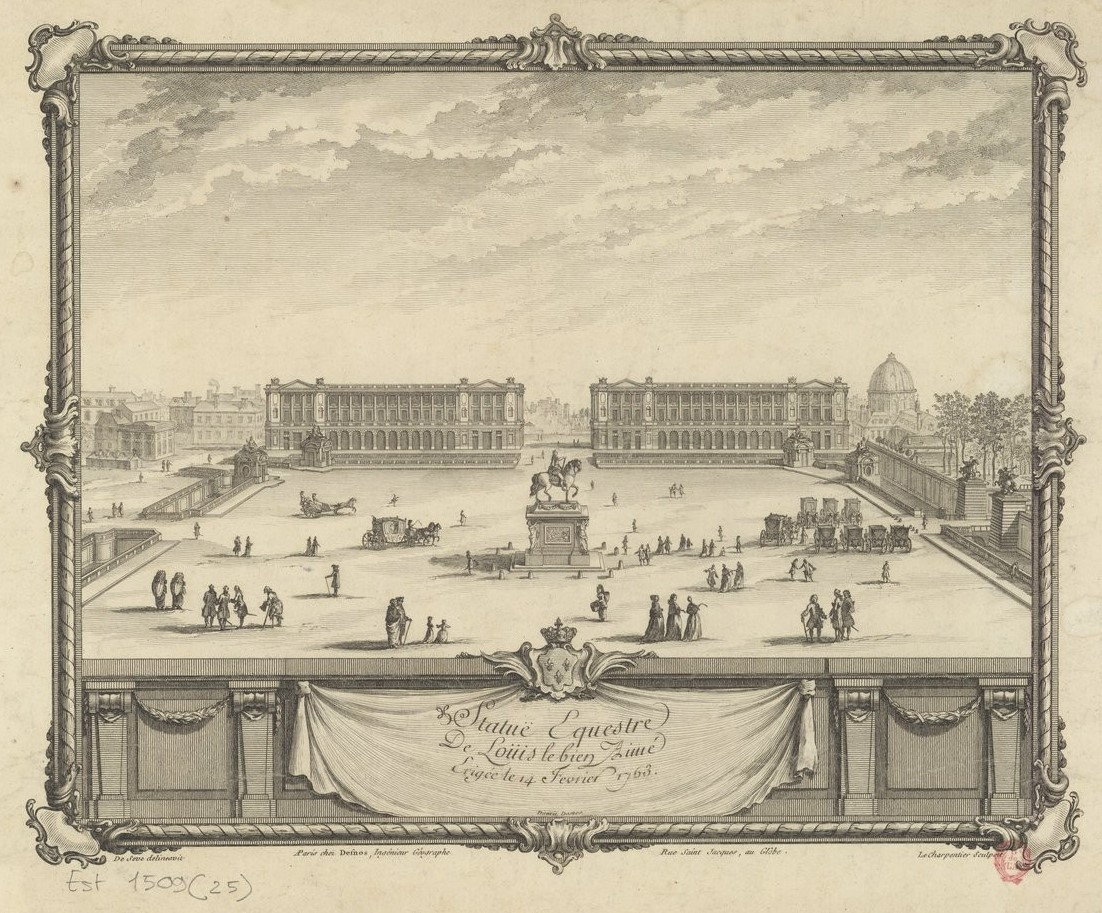
La statue équestre de Louis XV telle qu'elle fut inaugurée en 1763.

Au XVIIIe siècle, ce n'était qu'une esplanade entourée, à moitié d'un fossé qui servait de Dépôt des marbres pour les Bâtiments du Roi et communiquait par une barrière, avec un poste de gabelle et le port aux marbres. Deux grands égouts découverts traversaient les deux extrémités de ce terrain, l'un coulant dans le fossé des Tuileries, l'autre le long des Champs-Élysées.
La Ville de Paris, en la personne de ses échevins et de son prévôt des marchands, décide, en 1748, d'ériger une statue équestre de Louis XV pour fêter le rétablissement du roi après la maladie dont il a été atteint à Metz. Un concours est lancé pour trouver le meilleur emplacement, concours auquel participent dix-neuf architectes, parmi lesquels Germain Boffrand, Gabriel de Lestrade et Jacques-Germain Soufflot. L'un d'eux, Ange-Jacques Gabriel, propose de retenir une simple esplanade de terre battue, sans fonction, sans dessin, qui se situe au bout du jardin des Tuileries, et qu'on appelle « esplanade du Pont-Tournant », en référence à un pont de bois qui enjambe alors le fossé bordant la terrasse des Tuileries. Bien qu'excentré, l'endroit peut servir à l'urbanisation des nouveaux quartiers qui tendent à se construire vers l'ouest de la capitale, dans le faubourg Saint-Honoré.
Le Roi est propriétaire de l'essentiel de ces terrains, ce qui permet de limiter les expropriations nécessaires. Avant même que la décision ait été officiellement prise, des négociations ont été engagées avec les héritiers de John Law, propriétaires de terrains qui empiètent sur l'emplacement nécessaire à la création, à cet endroit, d'une place royale , inscrite dans le vaste réseau de places royales qui vont, à Rennes, Rouen, Bordeaux, Dijon, Nantes ou Montpellier, théâtraliser la représentation équestre de Louis XV. Espaces de parade pour la statue, ces places se développent selon un principe qui va rester, à Paris, très ouvert, parce qu'il s'inscrit dans une zone encore vierge d'urbanisation. Valorisée par les façades dessinées par Gabriel, la place Louis XV devient un intermède architectural entre les frondaisons des Tuileries et l'échappée verte des Champs-Élysées.
En 1753, un concours est ouvert pour l'aménagement de l'esplanade, réservé aux membres de l'Académie royale d'architecture. Gabriel, directeur de l'Académie en sa qualité de Premier architecte du Roi, est chargé d'établir un projet empruntant les meilleures idées émises par les concurrents. Bénéficiant du soutien de Madame de Pompadour, qui supervisera l'ensemble des travaux, son projet est accepté en 1755. L'accord entre la Ville de Paris, les représentants du Roi et les héritiers de Law est signé en 1758. En échange des terrains qu'ils cèdent, les héritiers recevront le bâtiment situé au nord-ouest de la place ainsi que les terrains à construire de part et d'autre de la future rue Royale. Ils consentent à payer la construction des façades de tous les bâtiments dont ils auront la propriété et acceptent la servitude de galeries publiques sur la place.

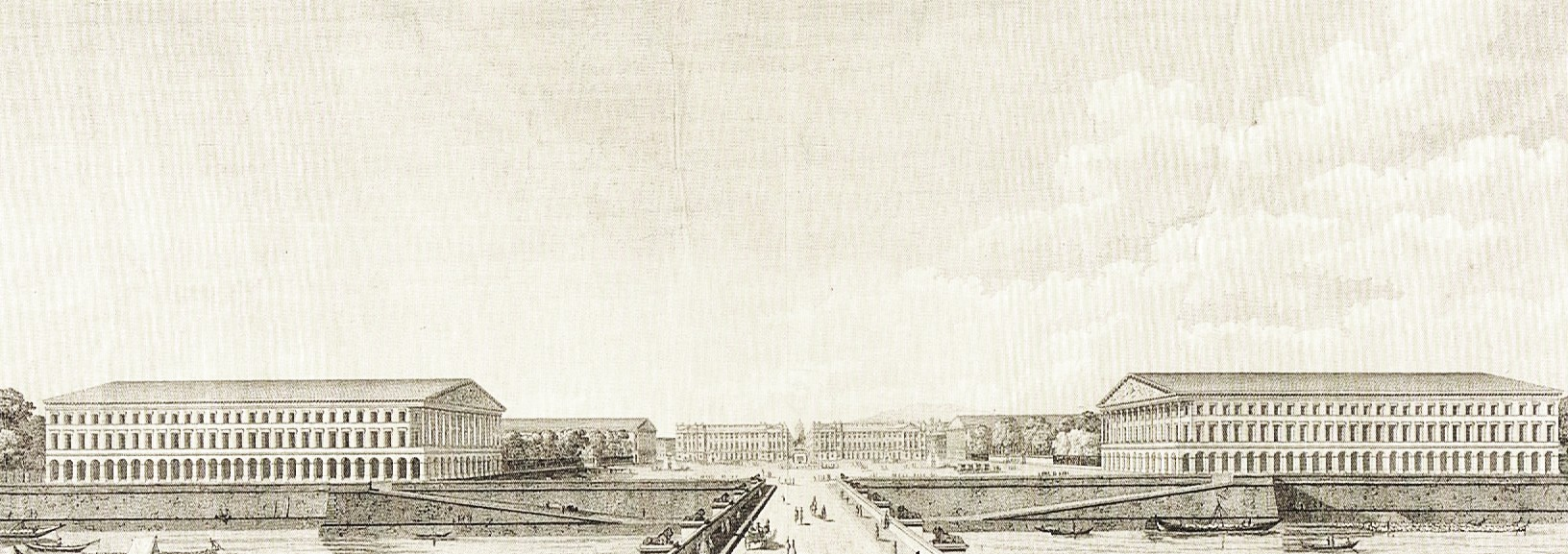
Le projet d'aménagement de la place Louis-XV par Bernard Poyet (1789).

Commencée par Edme Bouchardon et achevée par Jean-Baptiste Pigalle, la statue équestre de Louis XV est inaugurée le 20 juin 1763. Elle est placée au centre de l'esplanade, face à l'est, à l'intersection de l'axe de la nouvelle rue Royale, qui relie la Madeleine à la Seine, et de l'axe du jardin des Tuileries et de l'avenue des Champs-Élysées. Le roi est vêtu à la romaine, coiffé d'un catogan et couronné de lauriers. Le piédestal, dû à Jean-François-Thérèse Chalgrin, est orné de bas-reliefs et, à chaque angle, d'une statue de bronze évoquant les vertus du Roi : la Force, la Justice, la Prudence et la Paix. Comme le monarque est devenu, à l'époque de l'inauguration de la statue, largement impopulaire, on la chansonne en ces termes :
Ah ! la belle statue, ah ! le beau piédestal,

Les vertus sont à pied et le vice à cheval.
Le 30 mai 1770, la place est le théâtre d'un événement dramatique, le « grand étouffement » : alors qu'un feu d'artifice est tiré en l'honneur du mariage du dauphin et de l'archiduchesse Marie-Antoinette d'Autriche, 132 personnes périssent piétinées et étouffées lors d'une panique provoquée par un incendie déclenché par la chute d'une fusée.

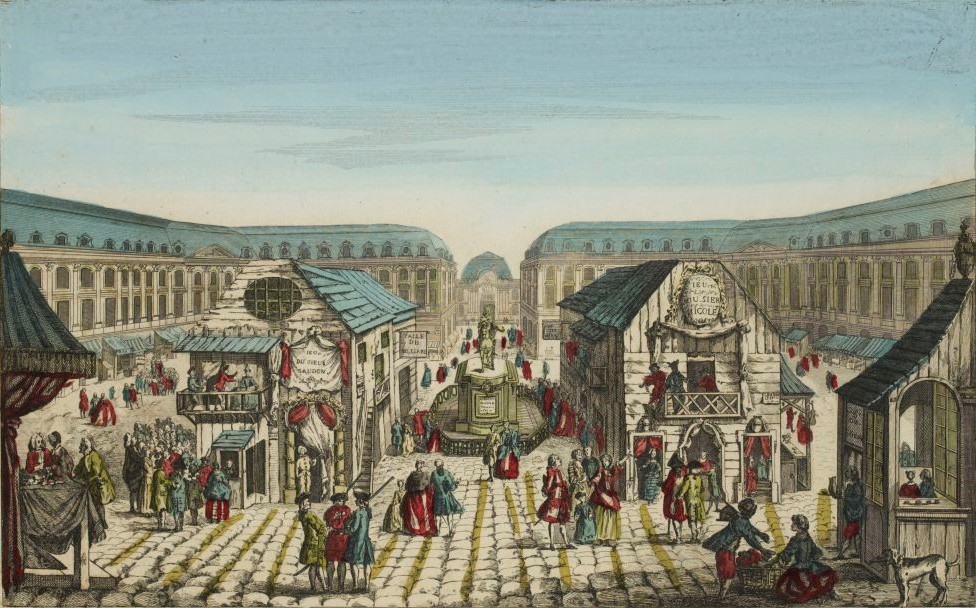
Foire Saint-Ovide vers 1770 par Jacques-Gabriel Huquier (musée de la Révolution française).

En 1771, la foire Saint Ovide, située auparavant place Louis-le-Grand, vient s'installer sur la place, mais disparaîtra en 1777 à la suite d'un incendie. Plusieurs directeurs de spectacles organisèrent des représentations au profit des victimes. C’est le premier acte de bienfaisance de cette nature.
La place est achevée en 1772. Une enceinte octogonale, pourvue d'une balustrade, bordée de fossés de 20 mètres de large et cantonnée de guérites, est créée pour ceindre ce vaste espace. Seul le côté nord de la place est bâti, ce qui dégage la vue sur la Seine. Une partie du programme ne sera toutefois jamais réalisée : ainsi, Gabriel avait prévu de surmonter les guérites de groupes sculptés représentant des trophées, et de créer deux fontaines de part et d'autre de la statue ; en outre, les deux grands bâtiments au nord de la place devaient être encadrés, légèrement en retrait, par deux hôtels plus petits et identiques. La place est baptisée « place Louis XV ». En 1776, l'espace intérieur est divisé en quatre compartiments de gazon entourés de barrières peintes en vert.
En 1789, l'architecte Bernard Poyet propose au roi un aménagement de la place Louis XV avec l'édification de bâtiments aux quatre angles de la place. L'opéra eût été installé dans le bâtiment du nord-est, mais ce projet n'a pas de suite.

### Révolution

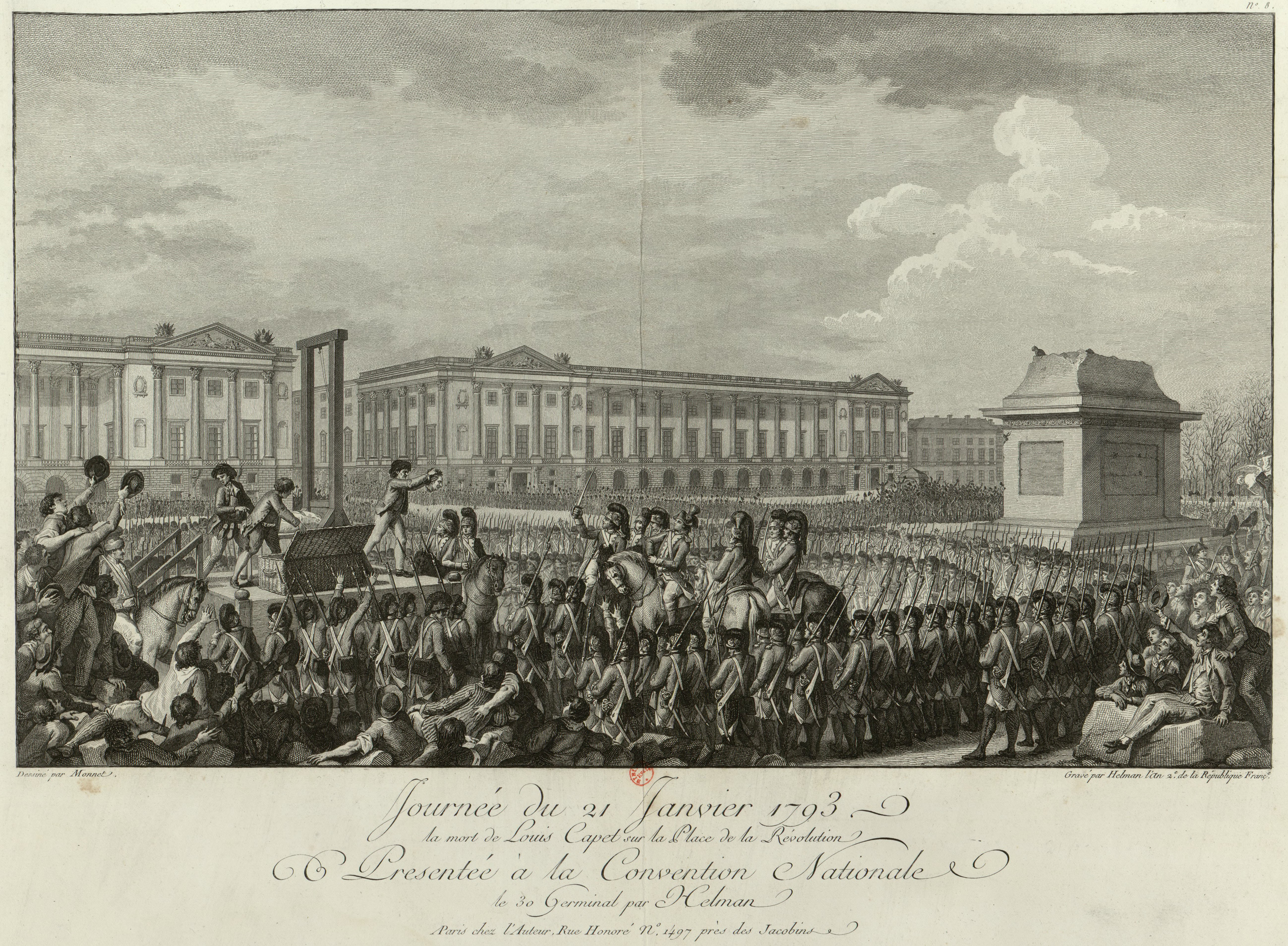
L'exécution de Louis XVI. À droite, le piédestal de la statue de Louis XV.

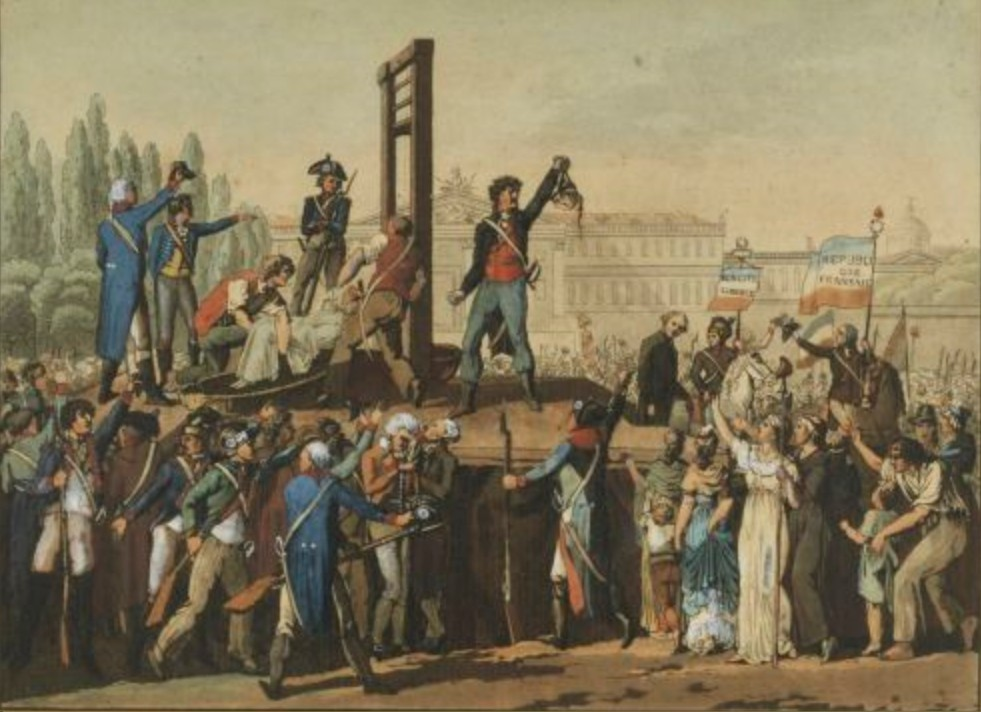
Sanson brandit la tête de Marie-Antoinette à la foule en 1793. (Musée de la Révolution française).

Au temps de la Révolution, la place est le lieu de passage obligé pour des convois, qu'ils soient improvisés ou ritualisés par le protocole des fêtes. Elle sera l'un des grands lieux de rassemblement de la période révolutionnaire, surtout lorsque la guillotine y sera installée. C'est aussi là que Louis XVI et Marie-Antoinette ont été exécutés.
Dès le 12 juillet 1789, les bustes de Jacques Necker et de Philippe d'Orléans y sont exhibés ; le prince de Lambesc et ses dragons chargent les manifestants. Le lendemain, la foule pille les armes de l'Hôtel du Garde-Meuble de la Couronne (nommé de nos jours Hôtel de la Marine, situé dans le bâtiment nord-est) pour « aller à la Bastille ». Le 6 octobre, Louis XVI, Marie-Antoinette et le dauphin (futur Louis XVII), ramenés de Versailles à Paris par le peuple, font leur entrée au palais des Tuileries en traversant la place Louis-XV.
Le 11 août 1792, lendemain de l'abolition de la monarchie, la statue équestre de Louis XV est renversée de son piédestal puis envoyée à la fonte. À cette occasion, la place Louis XV est rebaptisée « place de la Révolution ». Le 23 thermidor an I (10 août 1793), sur le piédestal de l'ancienne statue de Louis XV, resté vide pendant un an, est érigée une Statue de la Liberté de François-Frédéric Lemot, effigie de plâtre représentant la Liberté coiffée d'un bonnet rouge et tenant une pique dans la main droite. Cette statue est retirée en juin 1800.
La guillotine y est provisoirement déplacée depuis la place du Carrousel en octobre 1792, pour y décapiter, sur le lieu même de leur forfait, certains des voleurs des joyaux de la Couronne dont le diamant bleu de la Couronne. Elle réapparaît ponctuellement le 2 pluviôse an I (21 janvier 1793) pour l'exécution de Louis XVI ; unique cas où elle est dressée à l'ouest de la place, à mi-distance du piédestal central et de l'entrée des Champs-Élysées. C'est enfin le 22 floréal an I (11 mai 1793) qu'elle s'y fixe à demeure, pour y rester jusqu'au 21 prairial an II (9 juin 1794), veille de l'instauration de la loi du 22 prairial an II instaurant la grande Terreur, et cette fois à l'est de la place, entre le centre et l'entrée du jardin des Tuileries. Sur les 2 498 personnes guillotinées à Paris pendant la Révolution, 1 119 le sont place de la Révolution. Parmi elles, outre Louis XVI, on retiendra les noms de Marie-Antoinette, Charlotte Corday, madame Roland, les Girondins, Philippe d'Orléans, madame du Barry, Danton, Malesherbes et Lavoisier…
Après être restée quatre jours place Antoine (actuelle place de la Bastille), la guillotine est transférée le 25 prairial an II (13 juin 1794) place du Trône-renversé (actuelle place de la Nation) et ne revient place de la Révolution que pour l'exécution de Maximilien de Robespierre et ses amis (10 thermidor an II (28 juillet 1794)). Le 12 thermidor an II (30 juillet 1794), la guillotine est ramenée place de Grève qui était son emplacement initial entre le 25 avril et le 21 août 1792.
Par ailleurs, les chevaux dits de Marly, œuvre de Guillaume Coustou, sont installés à l'entrée des Champs-Élysées en 1795.
Le 3 brumaire an IV (25 octobre 1795), dernier jour de la Convention et veille de l'instauration du Directoire, le gouvernement décide de rebaptiser la place de la Révolution « place de la Concorde ».

### XIXesiècle

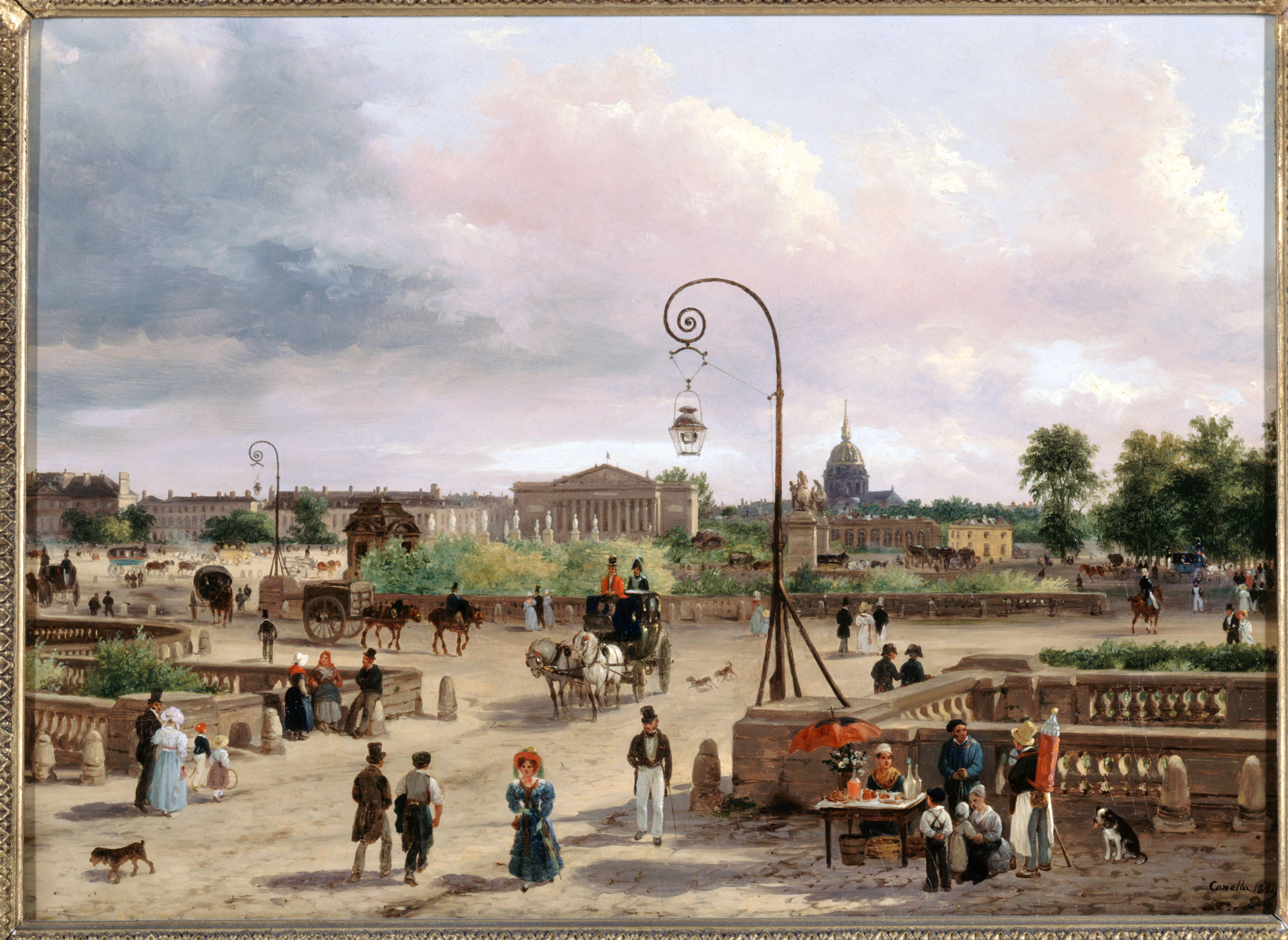
La place de la Concorde, avant les transformations du règne de Louis-Philippe, peinte par Giuseppe Canella en 1829.

Marquée par le souvenir sanglant de la Terreur et de l'exécution de la famille royale, la place de la Concorde pose un problème politique aux gouvernements du XIXe siècle. La statue de la Liberté ayant été retirée sous le Consulat, et les projets consistant à édifier une statue de Charlemagne, puis une fontaine, ayant été abandonnés, c'est finalement Louis XVIII qui envisage de bâtir au centre de la place un monument à la mémoire de son frère Louis XVI : la statue du roi martyr, encadrée d'une chapelle et d'un saule pleureur. Charles X en pose la première pierre, le 3 mai 1826. La même année, la place de la Concorde est rebaptisée « place Louis XVI » (l'inscription était toujours visible à l'angle de la rue Boissy-d'Anglas). Mais la statue projetée ne sera jamais élevée, interrompue par la révolution de juillet 1830, qui redonne à la place le nom de « place de la Concorde ».
En 1830, durant les Trois Glorieuses, la place fut le théâtre d'affrontements entre les insurgés et la troupe.

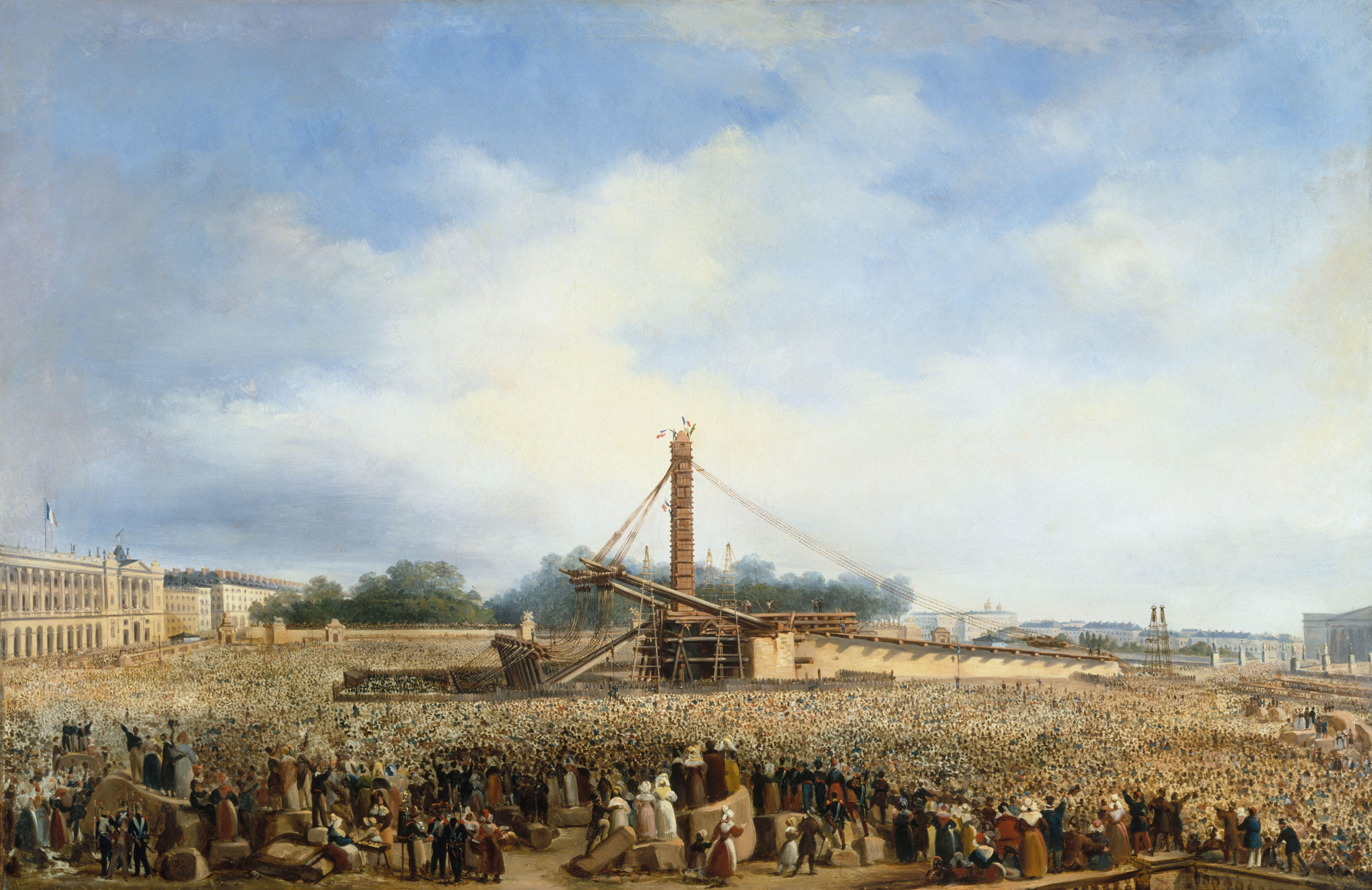
Érection de l'obélisque de Louxor sur la place de la Concorde.

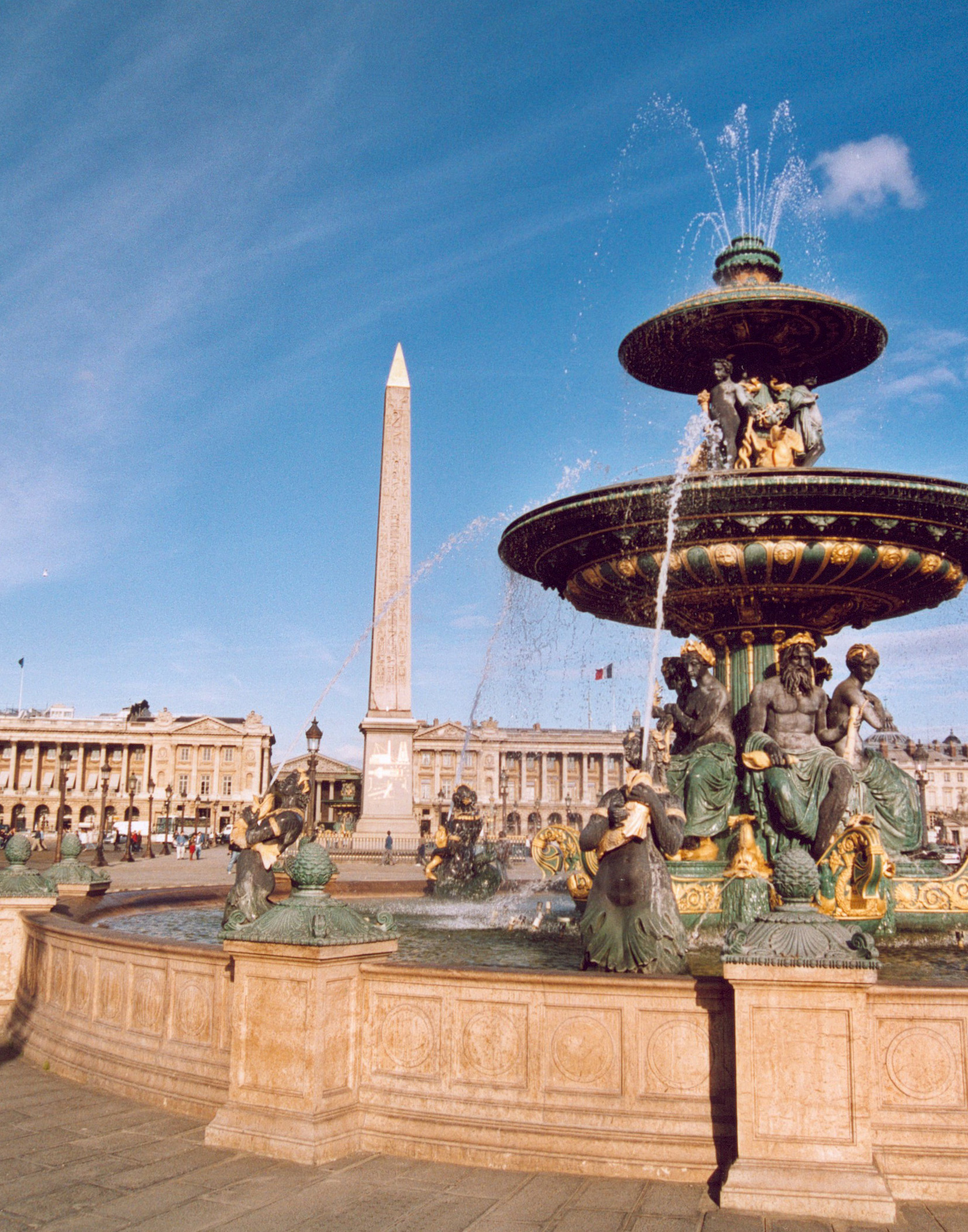
Fontaine de Jacques Hittorff sur la place de la Concorde.

En 1831, le vice-roi d'Égypte, Méhémet Ali, offre à la France les deux obélisques qui marquent alors l'entrée du temple de Louxor à Thèbes. Seul le premier d'entre eux sera transporté vers la France et arrivera à Paris le 21 décembre 1833. C'est Louis-Philippe qui décide de l'ériger sur la place de la Concorde où « il ne rappellera aucun événement politique ». L'opération, véritable prouesse technique, est réalisée le 25 octobre 1836 sous la direction de l'ingénieur de la marine Apollinaire Lebas, en présence de plus de 200 000 personnes. Le roi et la famille royale, incertains du succès de l'opération, ont préféré y assister depuis les salons de l'hôtel du Garde-meuble, ne paraissant sur le balcon que pour recueillir les applaudissements de la foule au moment précis où le monolithe se dresse à la verticale.
En 1835, il avait été projeté la construction d’une gare monumentale à l’entrée du cours la Reine. Elle aurait été la gare de départ d’un chemin de fer reliant Paris à Versailles.
Entre 1836 et 1846, la place est transformée par l'architecte Jacques-Ignace Hittorff qui conserve le principe imaginé par Gabriel. Il ajoute deux fontaines (qui sont parmi les premières à être réalisées en fonte de fer) monumentales de part et d'autre de l'obélisque et ceinture la place de lampadaires et de colonnes rostrales. La place se veut ainsi une célébration du génie naval de la France, en référence à la présence, dans l'un des deux hôtels édifiés par Gabriel, du ministère de la Marine. Les deux fontaines — inaugurées le 1er mai 1840 par le préfet Rambuteau — célèbrent la navigation fluviale (fontaine nord, avec des figures assises représentant le Rhin et le Rhône et les récoltes de raisins et de blé) et la navigation maritime (fontaine sud, avec la Méditerranée, l'océan et la pêche). Pour la réalisation des statues ornant ces fontaines, l'architecte fera appel à de nombreux artistes : Jean-François-Théodore Gechter, Honoré Jean Aristide Husson, François Lanno, Nicolas Brion, Auguste-Hyacinthe Debay, Antoine Desboeufs, Jean-Jacques Feuchère, Antonin-Marie Moine, Jean-Jacques Elshoecht (dit Carle Elshoecht) et Louis-Parfait Merlieux. Les colonnes rostrales portent des proues de navire, qui évoquent également l'emblème de la Ville de Paris. Les statues allégoriques de huit villes françaises dessinent le contour de l'octogone imaginé par Gabriel. Celle évoquant Strasbourg, par James Pradier est drapée de noir à partir de 1871, date du rattachement de l'Alsace-Lorraine à l'Allemagne. Le 28 septembre 1870, alors que la ville alsacienne a capitulé en pleine guerre franco-prussienne, un million de personnes vinrent déposer des gerbes et des drapeaux devant la statue ; elle devient alors un monument important pour les revanchards. Le 1er mars 1871, le siège de Paris terminé, les Prussiens posèrent en photographie place de la Concorde, autour de plusieurs canons.
En 1854, les fossés qu'Hittorff avait conservés sont comblés pour mieux adapter la place à la circulation et limiter les risques d’accidents provoqués par des mouvements de foules comme ceux de 1770 (voir infra).
Napoléon III a envisagé de faire de la place une esplanade nue dont le centre serait dégagé. L’obélisque serait retiré. Sur l’un des côtés, une tribune serait aménagée pour des festivités, des défilés ou des cérémonies.
En octobre 1896, à l'occasion de leur visite en France, le tsar russe Nicolas II et son épouse Alexandra passent par la place de la Concorde, « noire de monde » et spécialement décorée pour l'occasion, le trajet devant les conduire à l'ambassade de Russie.

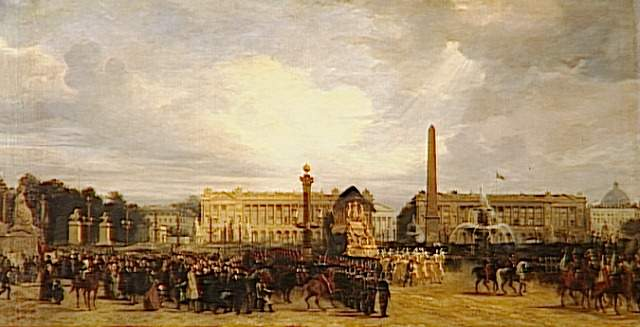
Retour des cendres de Napoléon Ier par Jacques Guiaud.
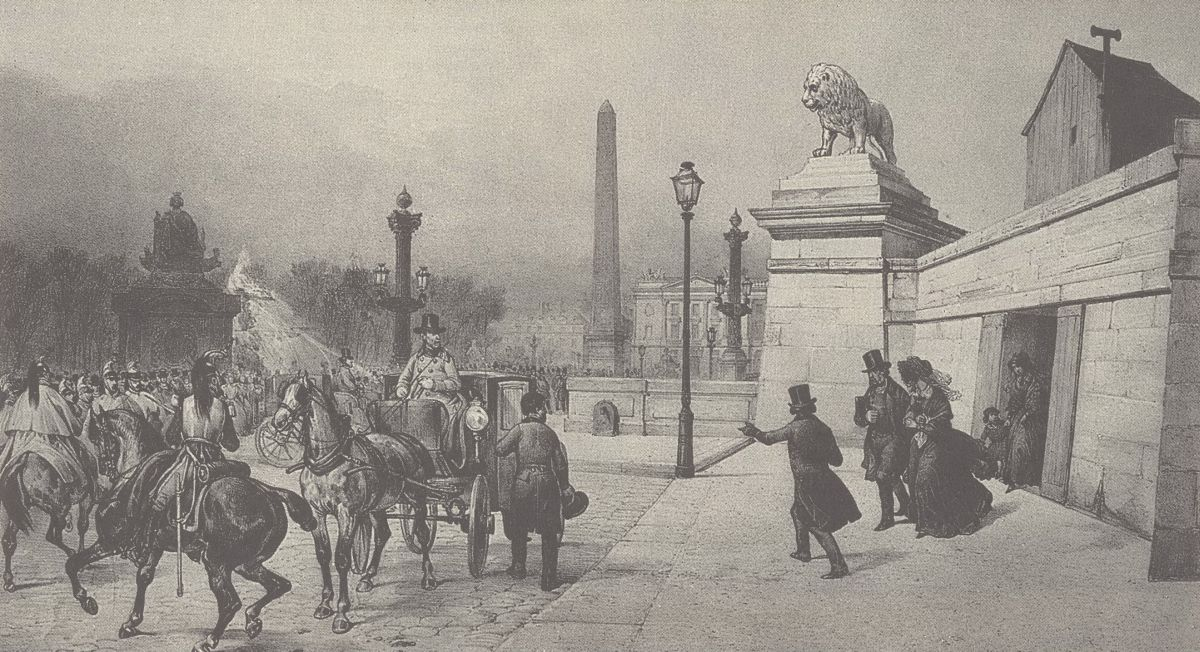
La fuite de Louis-Philippe Ier en 1848.
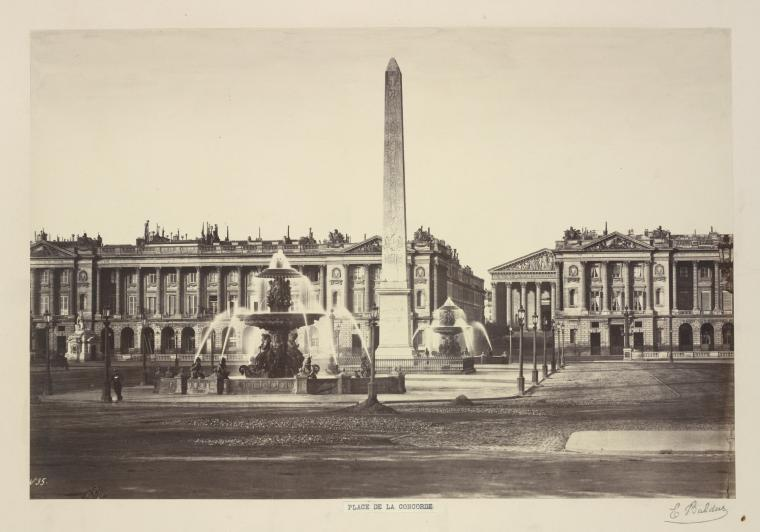
La place en 1855 (photo d'Édouard Baldus).
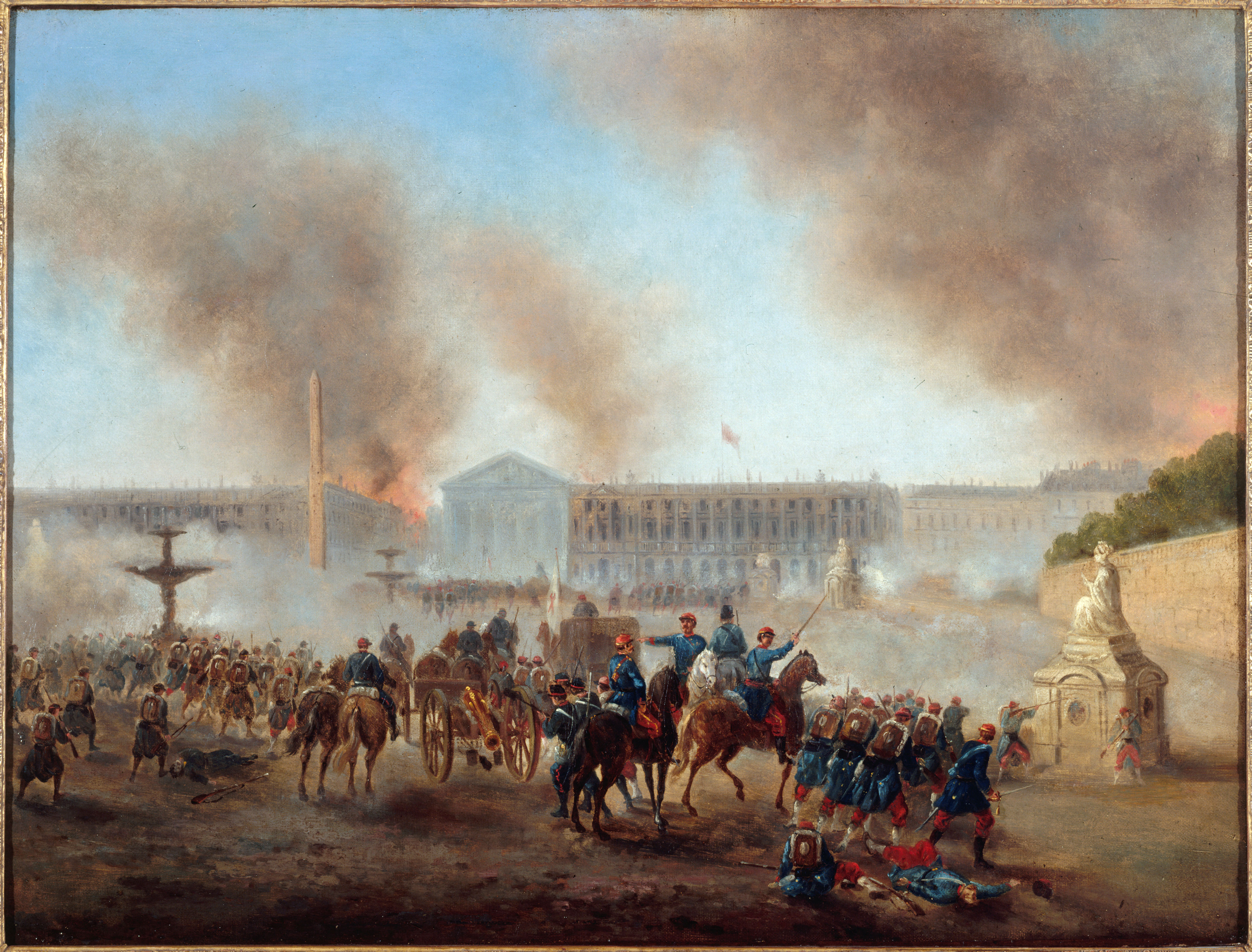
L'armée des Versaillais s'emparant de la place de la Concorde lors de l'écrasement de la Commune de Paris en mai 1871.
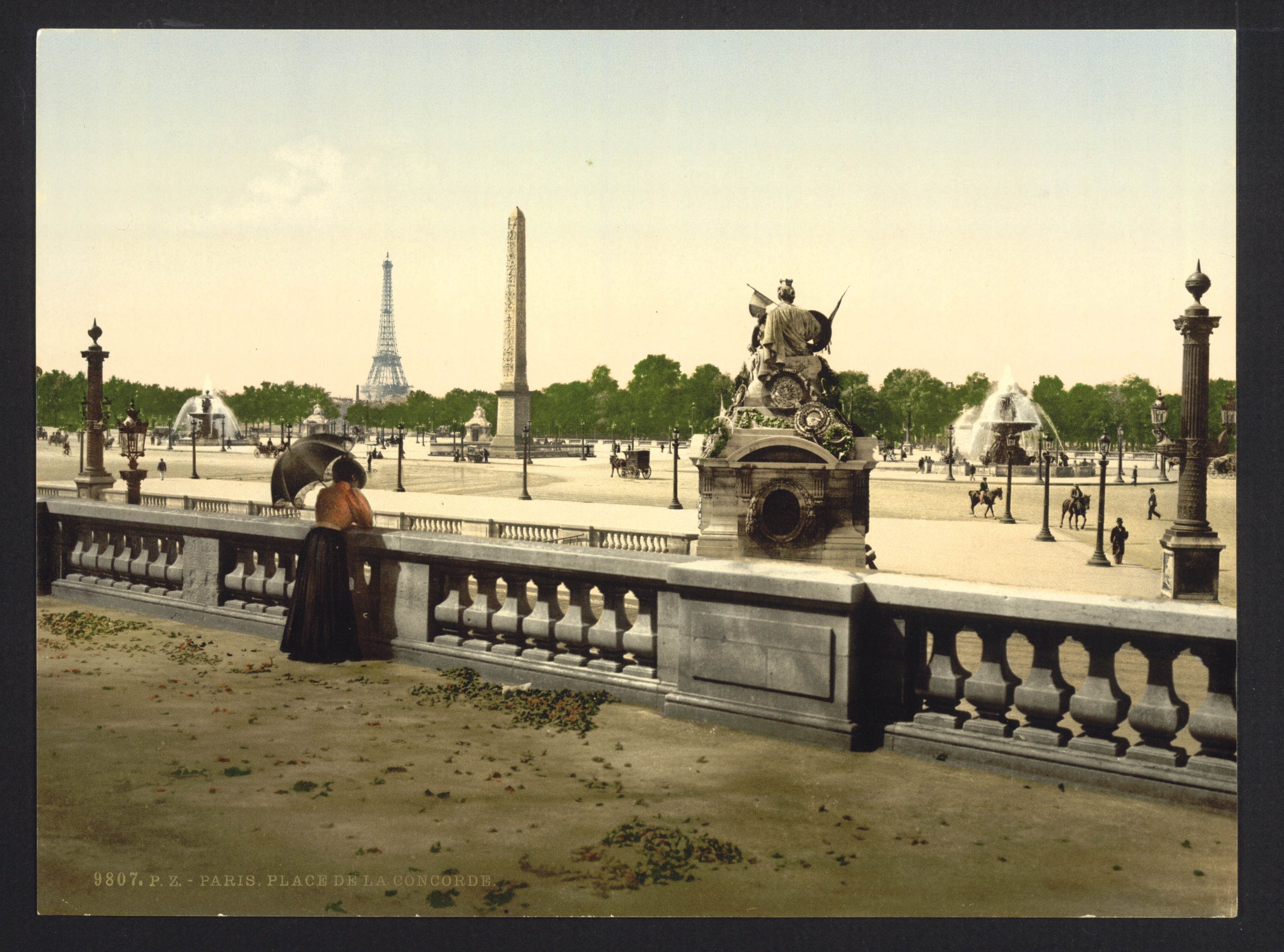
La place dans les années 1890.
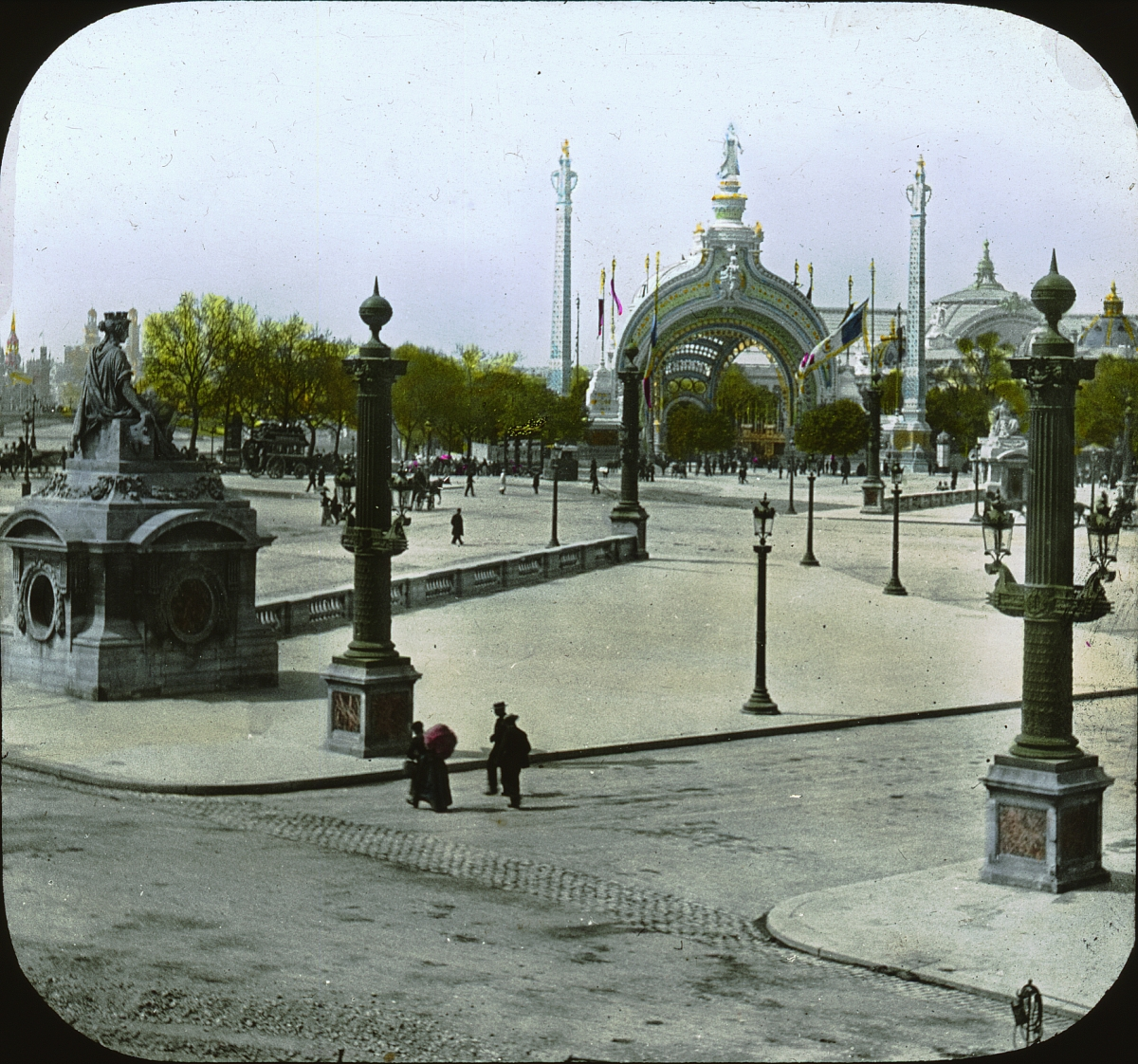
Pavillon d'entrée de l'Exposition universelle de 1900.

### XXesiècle
- Le 30 janvier 1918, durant un raid de bombardiers allemands sur Paris, un accident d'avion français fut enregistré dans la nuit. La maréchal des logis Sachot, accompagne du quartier-maitre Le Juge, eut une panne de moteur à basse altitude au-dessus de Paris. Ne pouvant atteindre la banlieue il dut choisir pour atterrir un endroit propice dans la capitale. C'est ainsi qu'il essaya de se poser sur la place de la Concorde. Ce ne fut pas sans avarie : Sachot fut blessé grièvement et Le Juge eut une fracture à la base du crâne[22].
- Le 17 novembre 1918, un Te Deum célèbre la victoire de la Première Guerre mondiale à Notre-Dame-de Paris. Anticlérical, le président du Conseil Georges Clemenceau n'y assiste pas. Les autorités civiles organisent le lendemain une cérémonie place de la Concorde, à laquelle le cardinal refusera en réaction à son tour de participer[23].
- Le 6 février 1934, une manifestation antiparlementaire des ligues d'extrême droite se concentre place de la Concorde. Les affrontements avec les forces de l'ordre font 20 morts et 2 300 blessés.

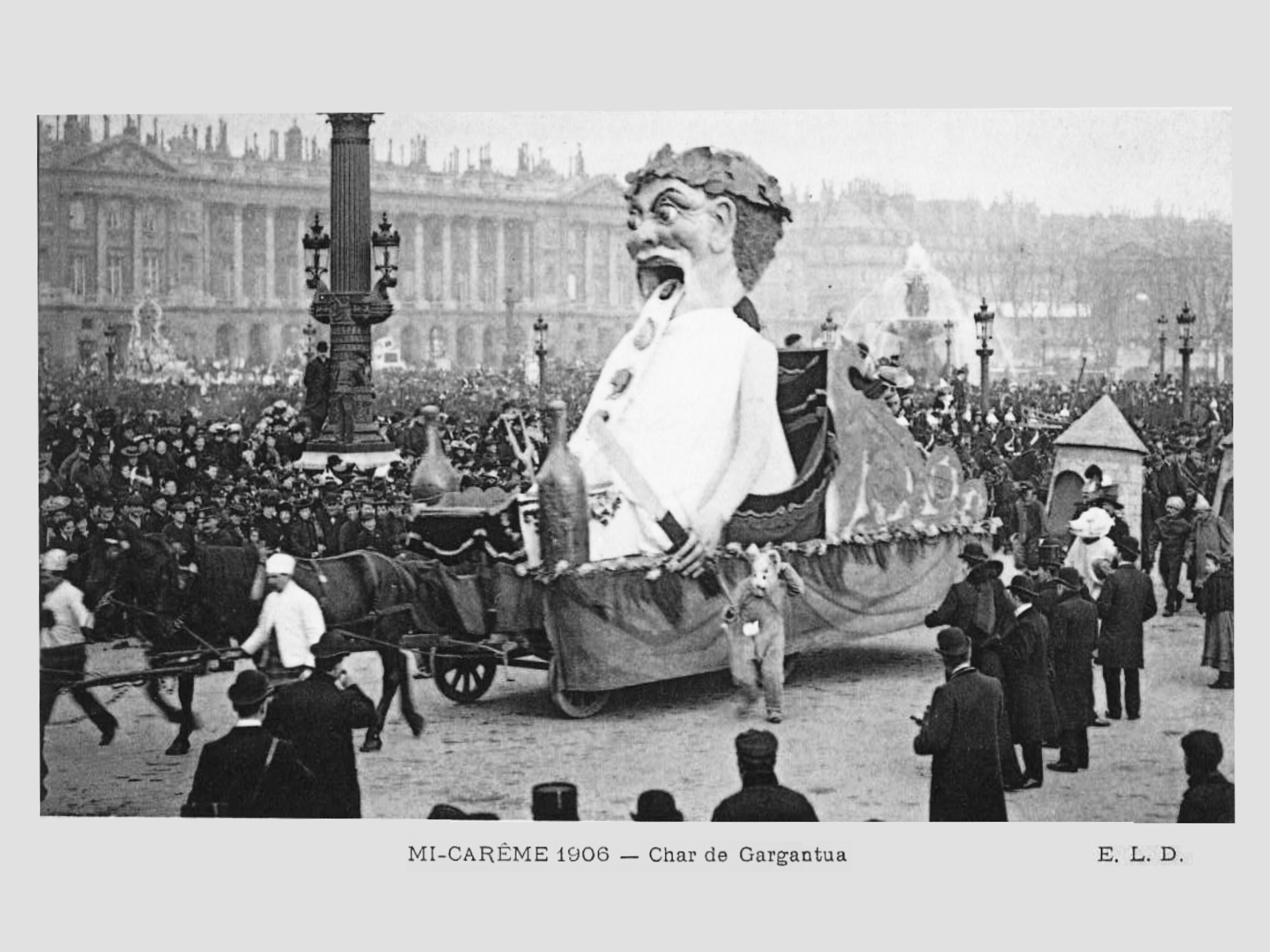
Le char de Gargantua au Mi-Carême au Carnaval de Paris (1906).
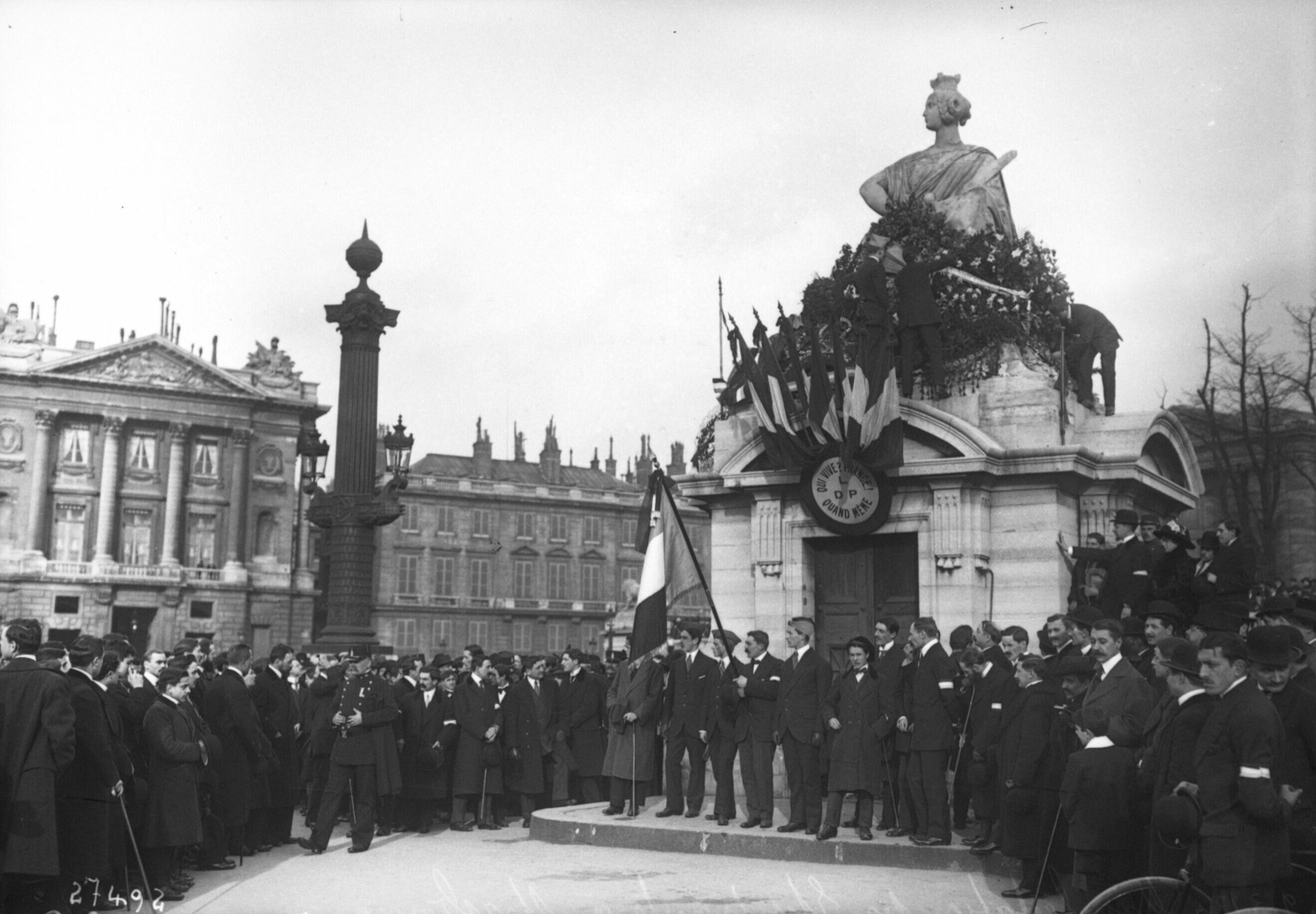
Étudiants à la statue de Strasbourg (1913).
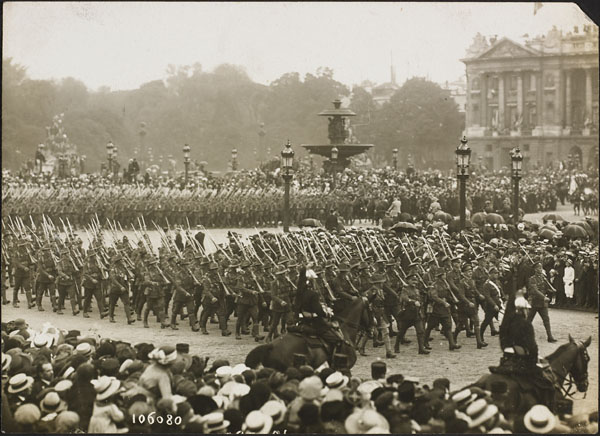
Défilé militaire du 14-Juillet 1918.
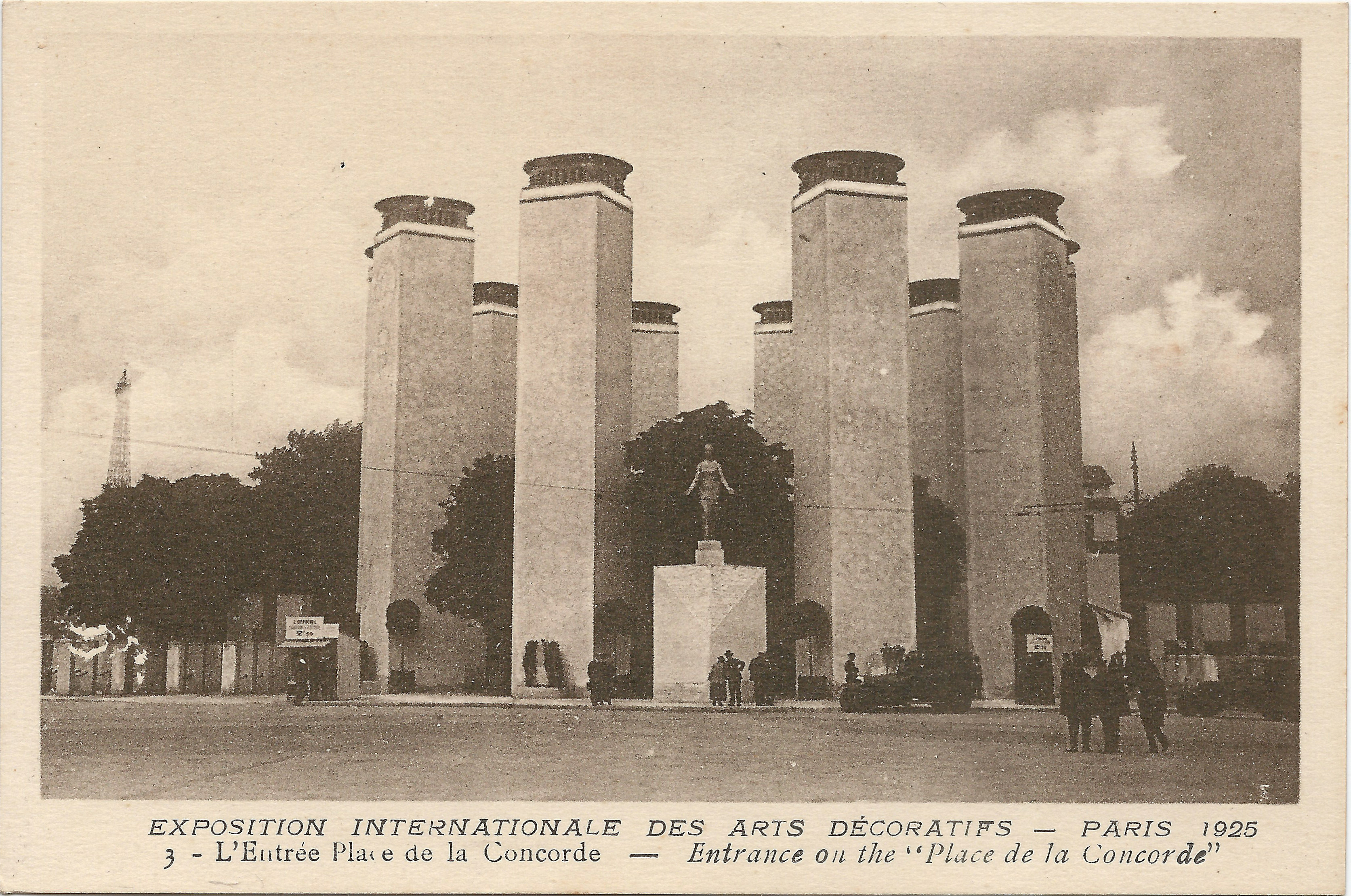
Entrée de l'Exposition internationale des Arts décoratifs et industriels modernes de 1925.
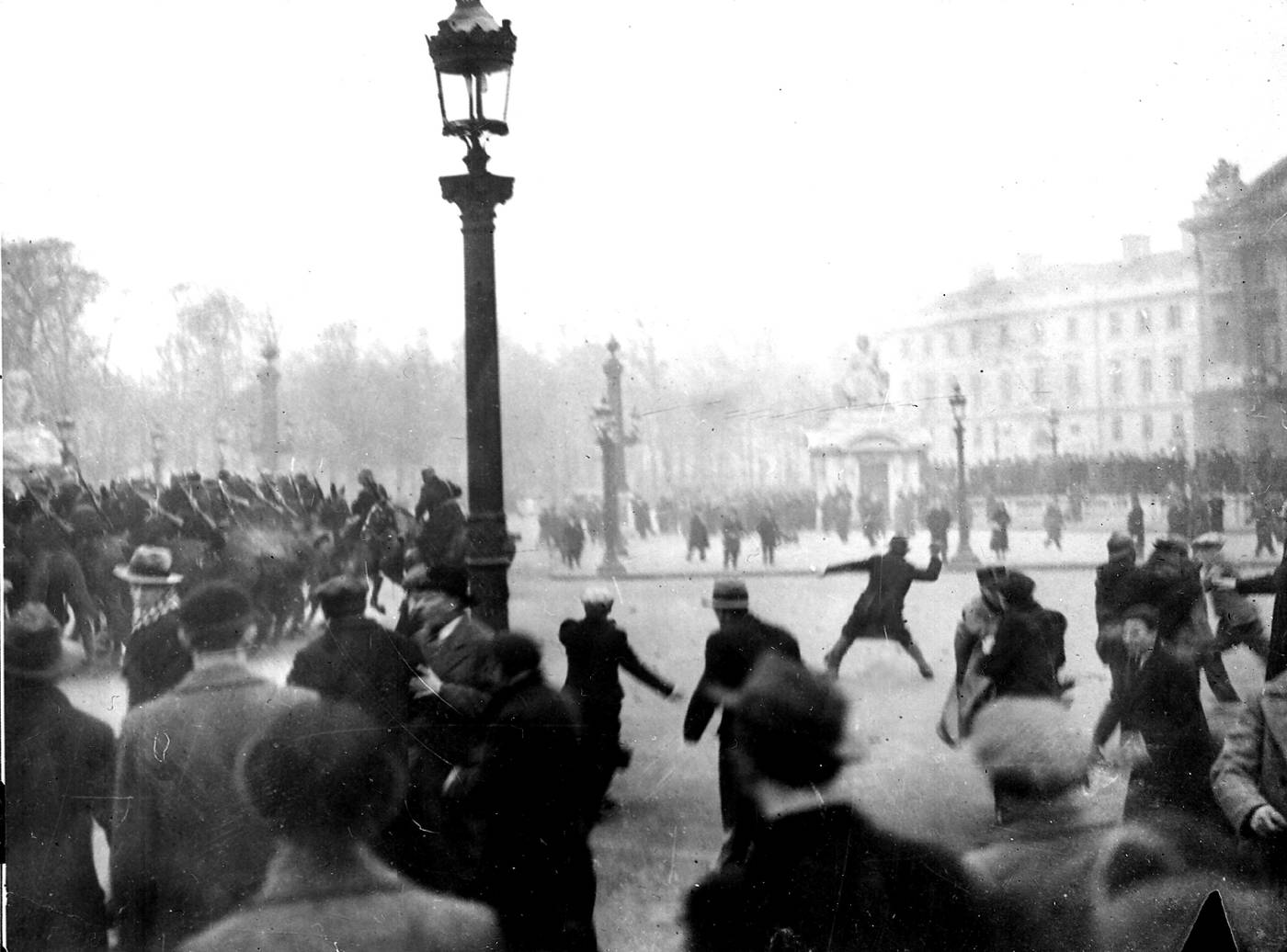
Émeute de 1934.
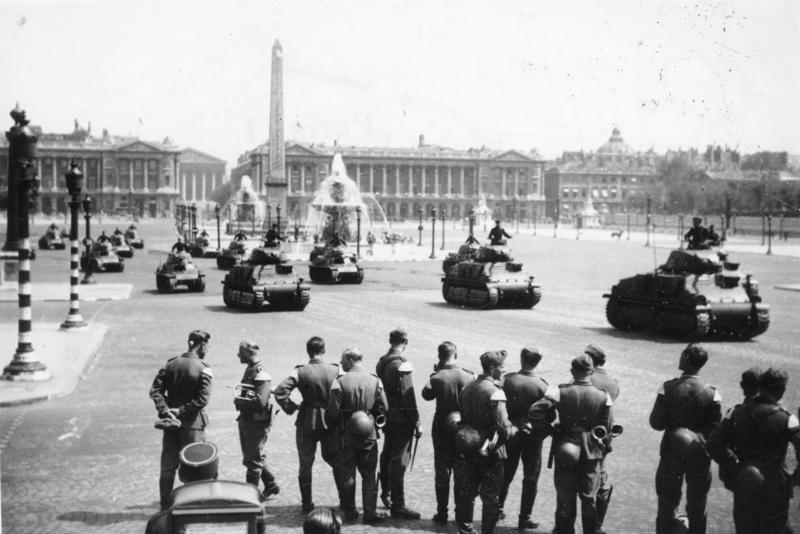
Soldats allemands en 1941, sous l'Occupation.

La place de la Concorde, avec son sol, ses fontaines, ses statues, ses guérites, ses balustrades, ses colonnes et ses lampadaires fait l'objet d'un classement au titre des monuments historiques par arrêté du 23 mars 1937.
- Le 30 mai 1968, contre-manifestation gaulliste[25].
- Le 14 juillet 1979, Jean Michel Jarre y donne un concert[26].
- En 1989, à l'occasion du Bicentenaire de la Révolution, la cantatrice américaine Jessye Norman, vêtue d'une robe aux couleurs du drapeau français, entonne l'hymne national La Marseillaise devant dix mille spectateurs place de la Concorde[27].
- Le 1er décembre 1993, à l'occasion de la Journée mondiale du Sida, l'association Act Up-Paris revêt l'obélisque d'un préservatif géant de 30 mètres et rebaptise symboliquement la place : « place des morts du Sida »[28].
- Le 7 mai 1995, les sympathisants de Jacques Chirac y célèbrent son élection à la présidence de la République. Ceci faisait écho à la victoire de François Mitterrand le 10 mai 1981, fêtée sur une autre place symbolique : la place de la Bastille.
- En 1998, le grimpeur urbain français Alain Robert escalade l’obélisque, sans avertir personne et sans aucun dispositif de sécurité[29].

Traditionnellement, le cortège militaire du défilé militaire du 14 Juillet descend chaque année l'avenue des Champs-Élysées, de la place Charles-de-Gaulle jusqu'à la place de la Concorde, où les militaires saluent le président de la République, son gouvernement, les principales autorités de l'État, le corps diplomatique ainsi que des personnalités politiques étrangères, le cas échéant.

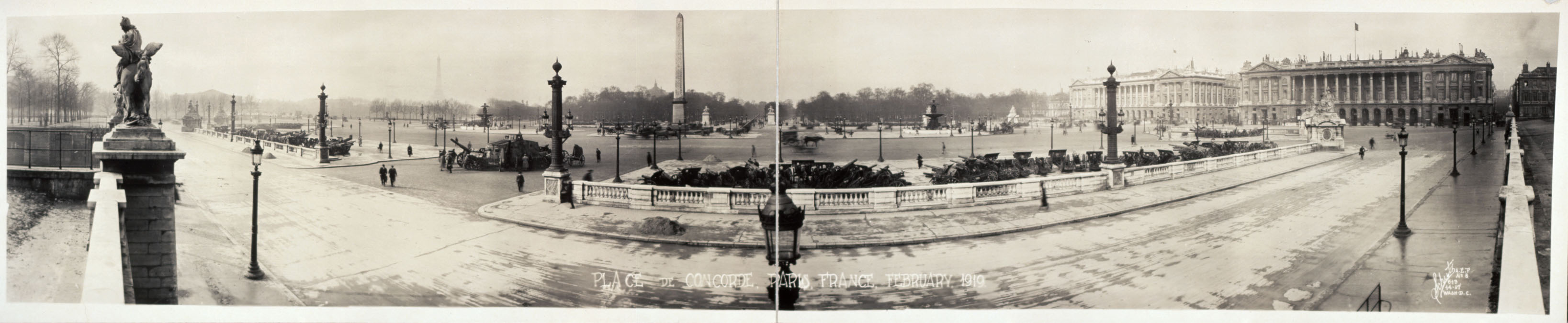
Vue panoramique de la place de la Concorde en 1919 (des canons capturés aux Allemands sont disposés derrière les rambardes).

### XXIesiècle

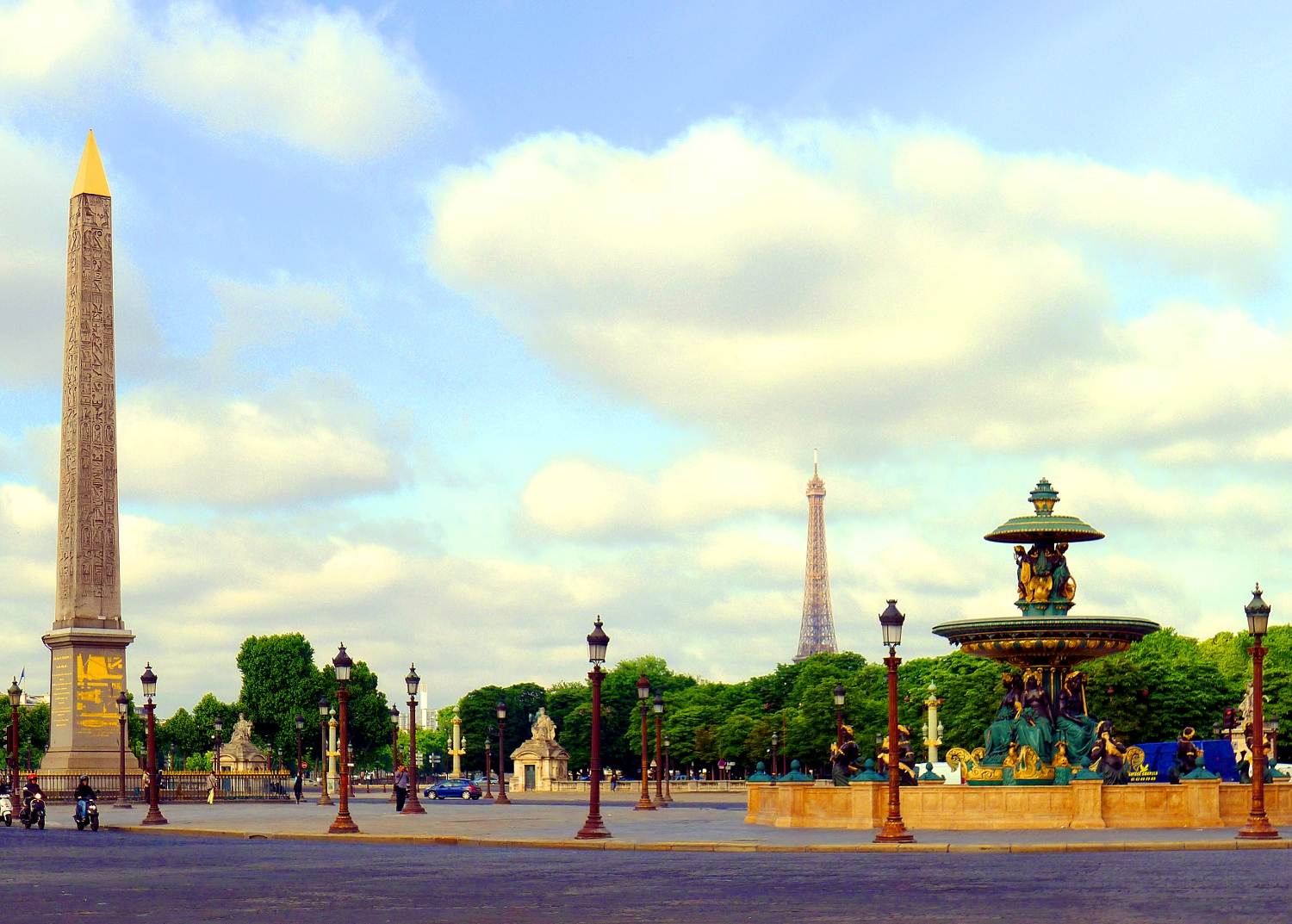
Le terre-plein central en 2011.

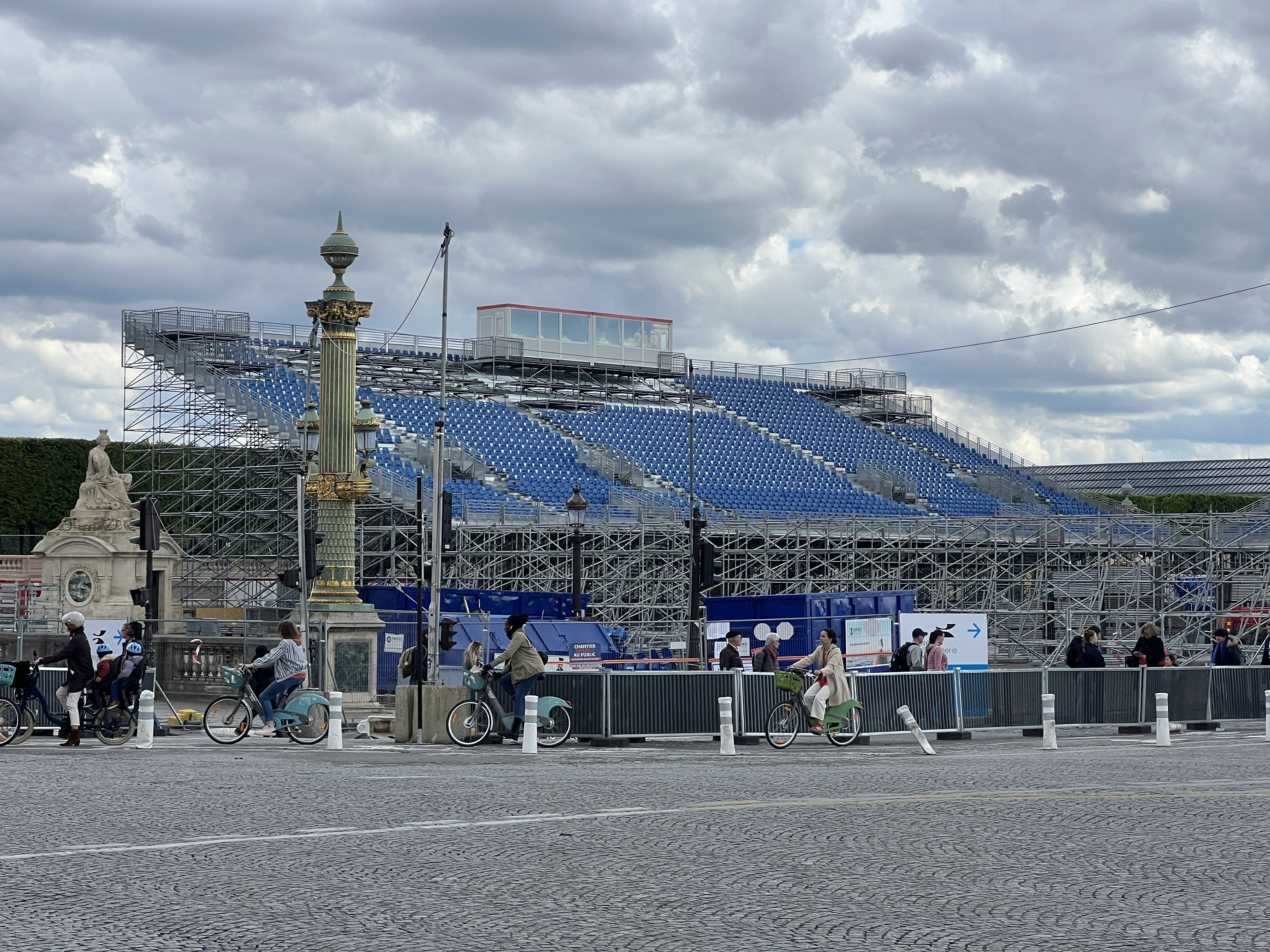
Gradins installés sur la place à l'occasion des JO 2024.

- Le 6 mai 2007, comme en mai 1995 pour l'élection de Jacques Chirac, la place est utilisée pour fêter la victoire de Nicolas Sarkozy à l'élection présidentielle. Elle sert également de lieu de meeting en plein air pour le président-candidat Nicolas Sarkozy le 15 avril 2012 pour contrer un rassemblement à l'esplanade du château de Vincennes de François Hollande au même moment.
- Durant l'été 2007, la place est vidée de ses passants pour les besoins du tournage du film d'Éric et Ramzy, Seuls Two.
- En octobre 2015, l'œuvre monumentale PHARES[30] de l'artiste Milène Guermont[31],[32],[33] est installée sur la place de la Concorde pour six mois. C'est la première fois de toute l'histoire qu'une œuvre naît auprès de l'obélisque, le plus ancien monument de Paris. Cette sculpture de 30 mètres de haut est formée d'une résille en aluminium doré recouverte de phares de voiture. PHARES joue avec la lumière aussi bien le jour que la nuit grâce à son capteur cardiaque qui permet au public de provoquer son illumination en direct.
- En décembre 2019, la place est choisie pour accueillir des compétitions des Jeux olympiques d'été de 2024[34] : basket-ball 3x3, BMX freestyle, breaking, skateboarding. Une enceinte éphémère pouvant accueillir 30 000 spectateurs y est construite : le parc urbain de la Concorde.
- La moitié de la place, entre l'obélisque et le jardin des Tuileries, restera piétonne à l'issue des JO de 2024[35].
- La place accueille la cérémonie d'ouverture des Jeux paralympiques d'été de 2024.
- Le 27 mars 2025, l’aménagement de la place est confié à l’architecte Philippe Prost et à la paysagiste Anne-Sylvie Bruel[36], qui ont le projet d'en faire une « place-jardin » (création de pelouses et réouverture des fossés bouchés en 1854)[37],[38].

## Architecture
La place a été conçue par Ange-Jacques Gabriel en 1755 comme un octogone bordé par les Champs-Élysées et le jardin des Tuileries. Les fontaines, ajoutées par Hittorff, sont inspirées de celles de la basilique Saint-Pierre de Rome.
La principale particularité de la place de la Concorde est qu'elle est limitée par du « vide » sur trois côtés (contrairement à la plupart des places qui sont entourées par des bâtiments sur tous les côtés) : les Champs-Élysées, le jardin des Tuileries et la Seine.

### Hôtels

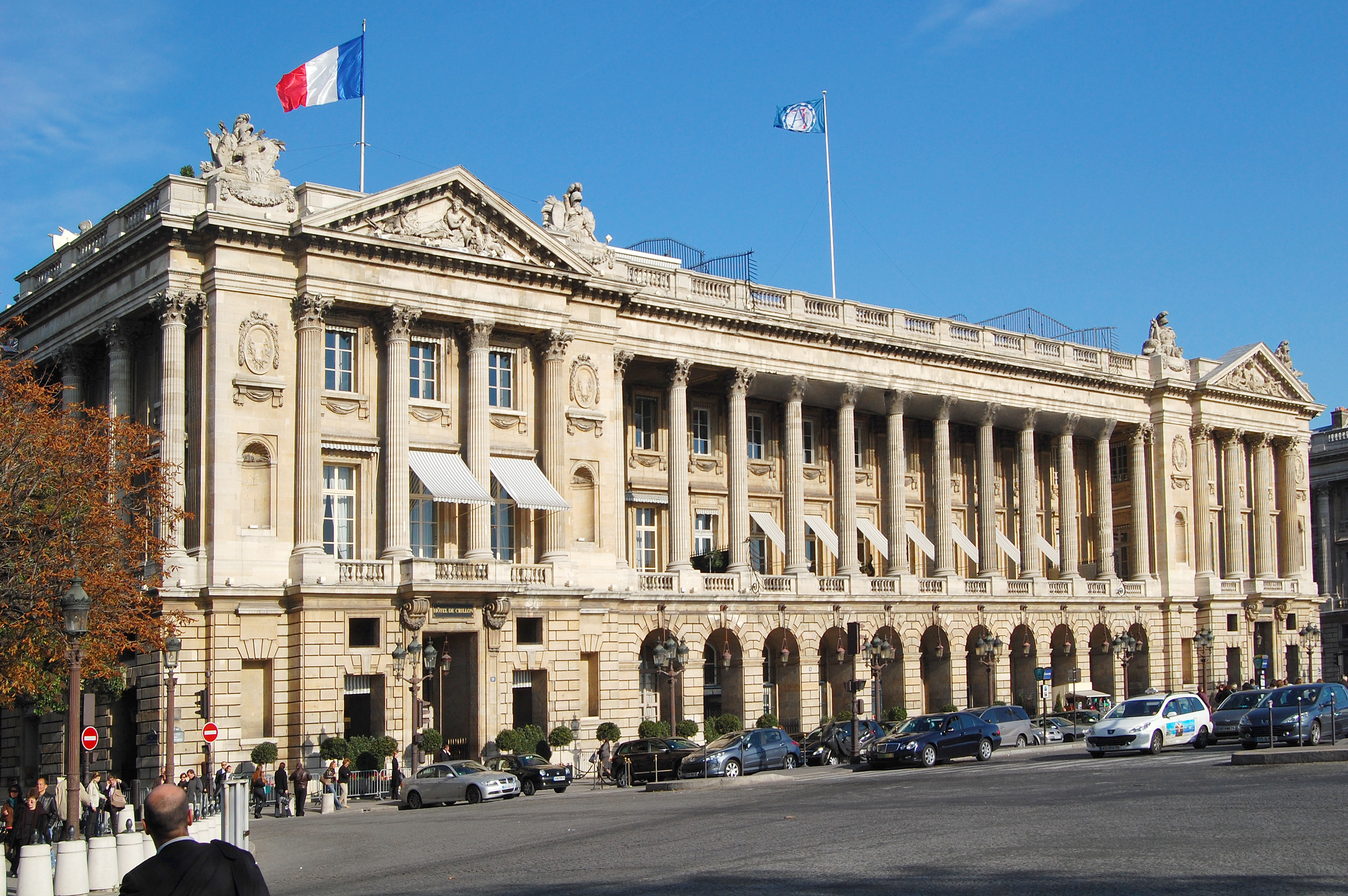
Le bâtiment situé à l'ouest abrite en partie l'hôtel de Crillon et le siège de l'Automobile Club de France.

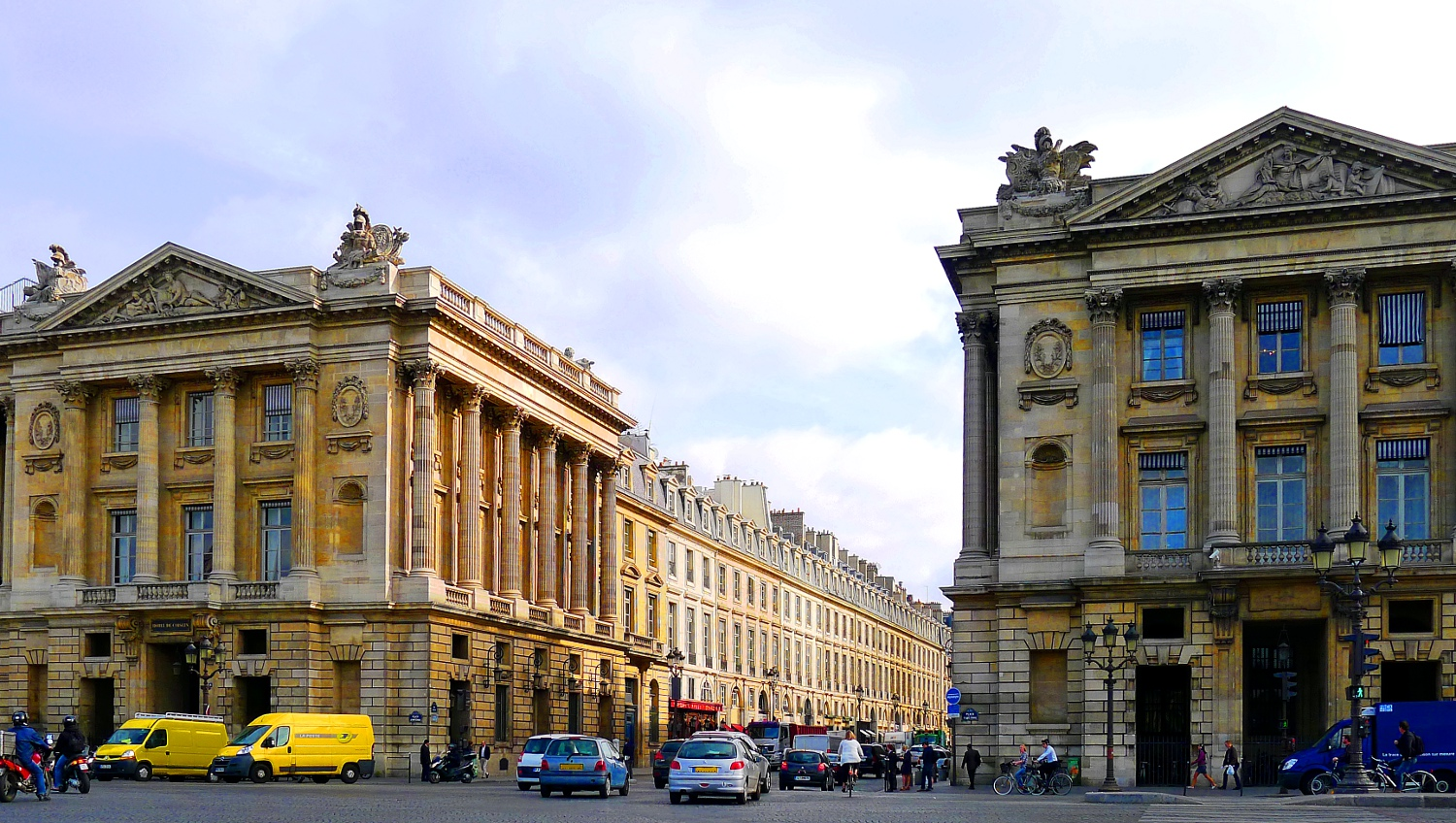
À gauche, l'hôtel de Coislin (à ne pas confondre avec l'hôtel de Crillon), à droite l'hôtel de la Marine et au centre la rue Royale.

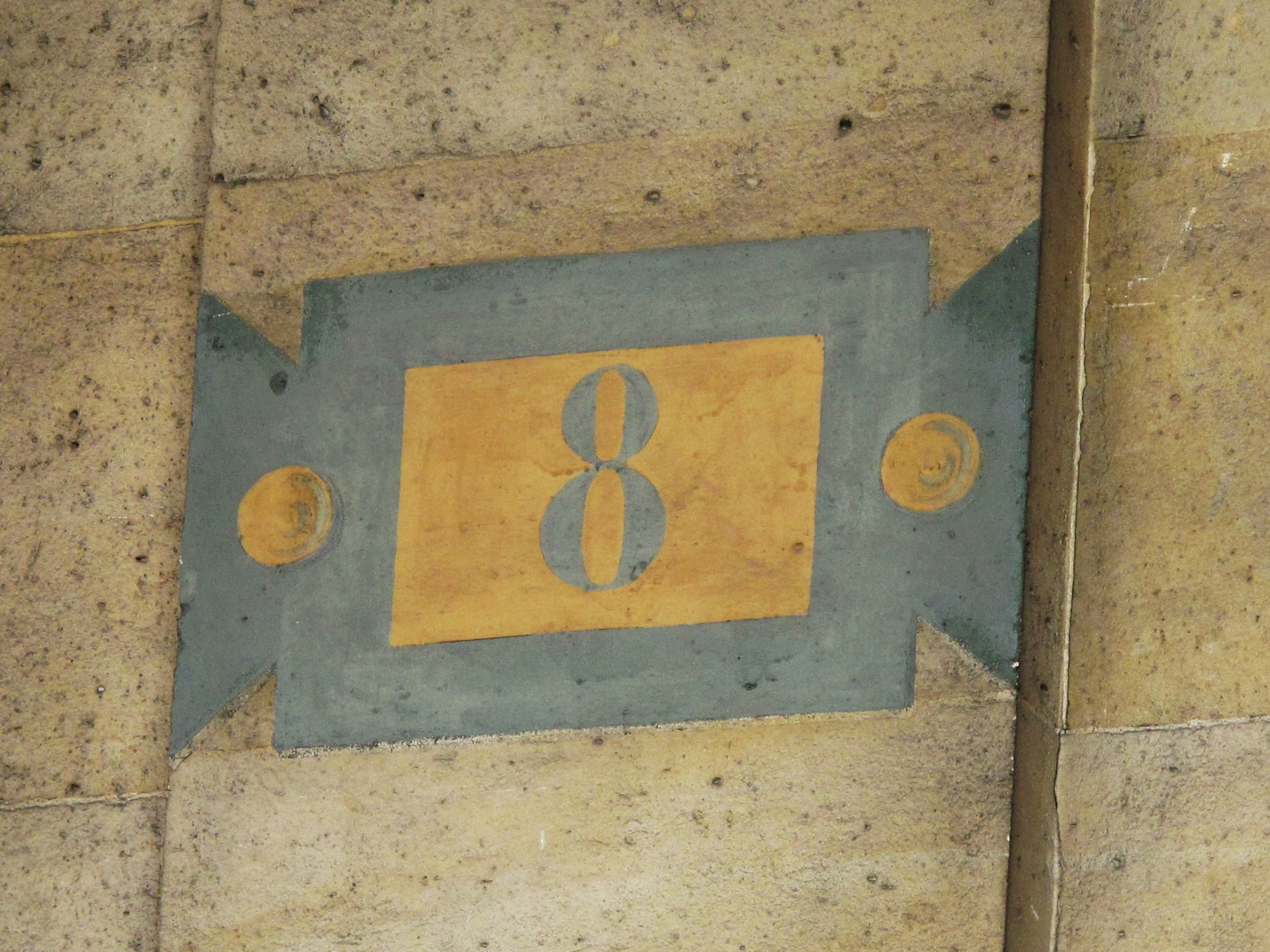
Le numéro 8 a conservé le dessin de la numérotation de 1805.

À l'extrémité nord, deux larges bâtiments identiques en pierre ferment la perspective. Divisées par la rue Royale, ces structures sont parmi les meilleurs exemples de l'architecture du XVIIIe siècle.
Seules les façades ont été dessinées par Gabriel et érigées entre 1766 et 1775. Elles s'inspirent de la colonnade du Louvre édifiée par Claude Perrault par le principe d'une colonnade élevée sur un soubassement fortement marqué (ici par de vigoureux bossages), le grand entablement, les pavillons d'angle, et aussi par des éléments de décor comme les médaillons ovales ornés de guirlandes. Les frontons sont décorés d'allégories de l'agriculture, du commerce, de la magnificence et de la félicité publique par Michel-Ange Slodtz et Guillaume II Coustou.
- Le bâtiment, situé à l'est de la rue Royale communément appelé hôtel de la Marine, a été bâti sur des plans de Gabriel sous la direction de Jacques-Germain Soufflot et fut, dès l'origine, entièrement propriété de la Couronne. D'abord affecté au Garde-Meuble, dont les galeries étaient ouvertes au public tous les premiers mardis de chaque mois « de la Quasimodo à la Saint-Martin » entre 9 heures et 13 heures, il accueillit à partir de 1799, le ministère de la Marine qui, sous la direction de Denis Decrès, développa considérablement ses bureaux jusqu'à occuper tout le bâtiment. Les décors intérieurs, d'une grande magnificence, sont l'œuvre de l'architecte Jacques Gondouin et constituent une étape importante dans l'évolution du goût au XVIIIe siècle. Ils ont malheureusement été profondément dénaturés par les transformations effectuées sous le Second Empire, même si les grands salons d'apparat et la Galerie Dorée conservent encore quelques éléments d'origine.

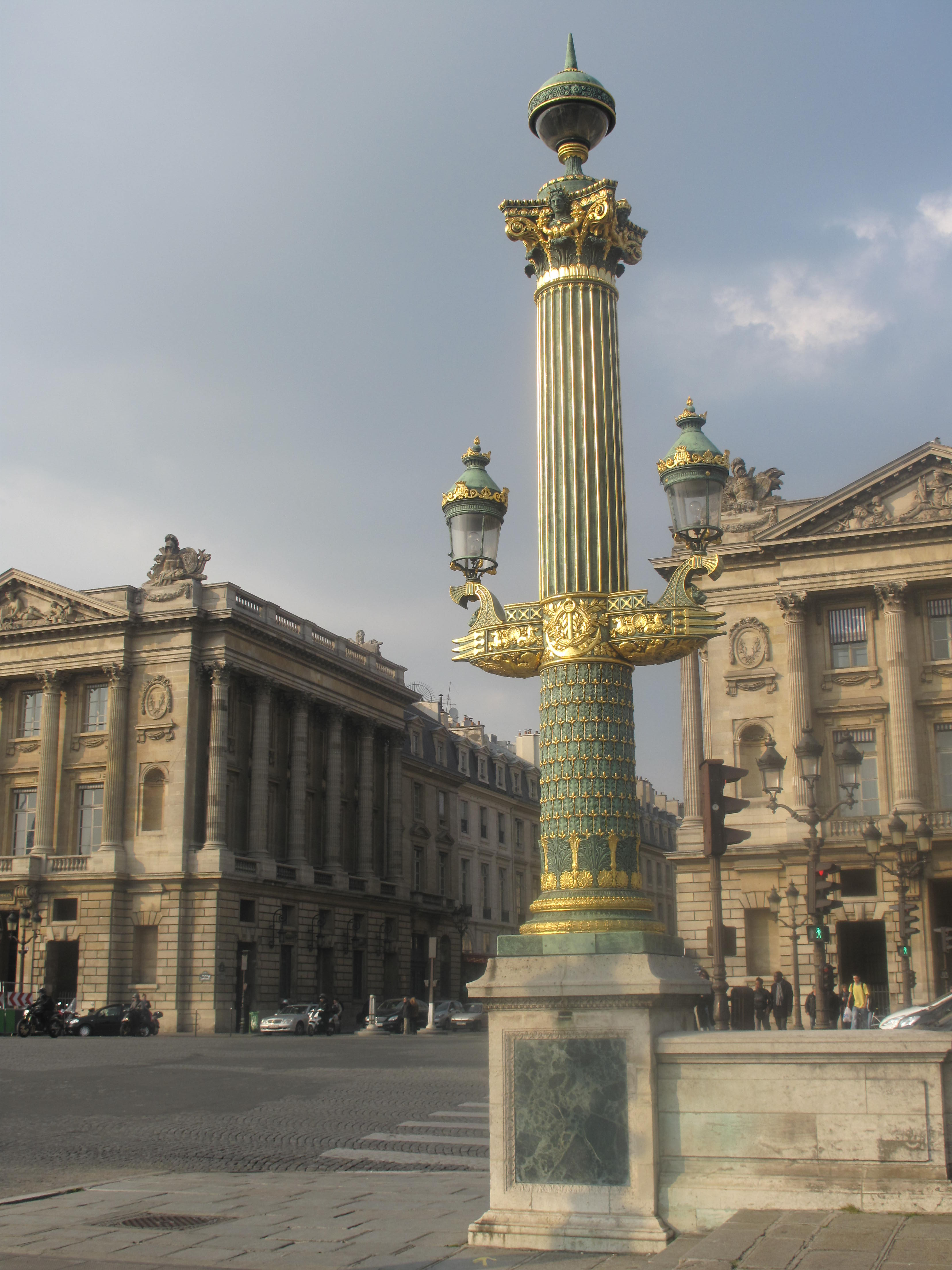
Réverbère de la place de la Concorde. Dans le fond, l'hôtel de Coislin à gauche et le ministère de la Marine à droite.

- Le bâtiment situé à l'ouest de la rue Royale devait originellement abriter le nouvel hôtel des Monnaies dont la construction était projetée depuis 1768. Mais cet emplacement fut en définitive jugé trop éloigné du quartier des affaires, et un arrêt du Conseil décida que le nouvel édifice s'élèverait à son emplacement actuel sur le quai de Conti. Le terrain situé derrière la colonnade occidentale fut alors divisé en quatre lots qui furent cédés à des particuliers, à charge pour eux d'élever des hôtels particuliers derrière la façade de Gabriel :
  - l’hôtel de Coislin (no 4), le plus proche de la rue Royale, est l'œuvre de Gabriel lui-même. Il ne conserve aujourd'hui du décor original que des boiseries en chêne ornées de guirlandes et de fleurs dans les salons de l'étage ;
  - les deux hôtels, parfois appelés hôtel du Plessis-Bellière (no 6) et hôtel Cartier (no 8), donnant sur la colonnade ont été construits par l'architecte Pierre-Louis Moreau-Desproux, le premier pour l'un de ses amis, Rouillé de l'Estang (écuyer, secrétaire du roi et trésorier-général des deniers de la Police), et le second pour lui-même. Ils ont été réunis après 1901 pour le compte de l'Automobile Club de France et transformés en 1912 par l'architecte Gustave Rives ;
  - l’hôtel d'Aumont, futur hôtel de Crillon (no 10), à l'angle de la rue Boissy-d'Anglas, a été construit par l'architecte Louis-François Trouard, le décor intérieur étant réalisé par Pierre-Adrien Pâris. En 1788, l'hôtel est acheté par le comte de Crillon. En 1907, le bâtiment est racheté par la Société des Grands Magasins du Louvre et transformé en un luxueux hôtel de voyageurs, l'hôtel de Crillon, par l'architecte Walter-André Destailleur. Celui-ci laisse intact l'escalier d'honneur, édifie les façades sur cour dans le style de Gabriel, mais fait démonter la plupart des décors intérieurs d'origine. Ainsi, dans le salon des Aigles du premier étage, modèle de salle à l'antique conçue par Pâris, il ne laisse en place que la sculpture du plafond, mais fait copier les boiseries, les six portes monumentales et leurs encadrements et la glace, œuvre de l'ébéniste Bellangé, tandis que les originaux sont réinstallés dans l'hôtel de La Tour d'Auvergne (actuelle ambassade du Chili), avenue de La Motte-Picquet. D'autres boiseries se trouvent au Metropolitan Museum of Art de New York et à la villa Île-de-France, édifiée à Saint-Jean-Cap-Ferrat pour Béatrice Ephrussi de Rothschild. C'est dans cet hôtel que fut élaboré, du 3 février au 11 avril 1919, par le président Wilson et les délégués alliés, le pacte constitutif de la Société des Nations (plaque commémorative).

Conformément au dessein de Gabriel, des lettres patentes des 21 juin 1757 et 30 octobre 1758 (toujours en vigueur) prescrivirent que les bâtiments situés aux angles nord-est et nord-ouest de la place soient construits selon des principes similaires.
- À l'angle nord-est, du côté de la rue Saint-Florentin, l'hôtel de Talleyrand ou hôtel de Saint-Florentin (actuellement propriété du gouvernement des États-Unis, occupé par le cabinet d'avocats Jonesday), est une œuvre de l'architecte Jean-François-Thérèse Chalgrin.
- Au nord-ouest de la place, du côté de la rue Boissy-d'Anglas, s'élevait jusqu'en 1775 le Dépôt des marbres de la Couronne. Après sa suppression, le terrain fut concédé au fermier général Laurent Grimod de La Reynière, à charge pour lui d'édifier un bâtiment analogue à l'hôtel de Saint-Florentin, connu sous le nom d’« hôtel Grimod de La Reynière ». Le peintre Charles-Louis Clérisseau y exécuta le premier décor à l'antique inspiré des découvertes archéologiques faites à Pompéi et Herculanum. L'hôtel abrita ensuite le Cercle impérial, puis le Cercle de l'Union artistique. Défiguré par des adjonctions successives, l'hôtel a été rasé et remplacé par un pastiche de style néo-classique édifié entre 1931 et 1933 par les architectes William Delano et Victor Laloux pour abriter l'ambassade des États-Unis. Cet hôtel, qui répond bien à l'hôtel de Talleyrand, rétablit la symétrie du côté nord de la place telle que Gabriel l'avait initialement envisagée.

Il est à noter que les hôtels de la place de la Concorde conservent les plus anciennes numérotations de Paris. Elles ont été mises en place en 1805, à la suite du décret du 4 février 1805 par lequel le préfet Frochot met en place des numéros de rue dans Paris intra-muros.

### Obélisque

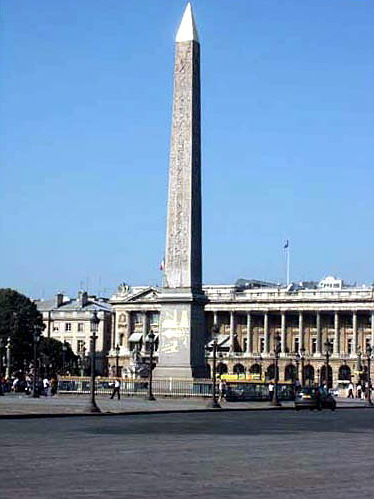
Obélisque de la place de la Concorde.

L'obélisque égyptien de Louxor, vieux de 3 300 ans (XIIIe siècle av. J.-C.), fut transporté en France en 1836, offert par l'Égypte en reconnaissance du rôle du Français Champollion qui a été le premier à traduire les hiéroglyphes. Le roi Louis-Philippe le fit placer au centre de la place lors de son aménagement par l'architecte Hittorff. Haut de 22,86 mètres, le monolithe, en granite rose de Syène, pèse 227 tonnes. Il est érigé sur un socle de 9 mètres et est coiffé d'un pyramidion doré de plus de trois mètres et demi. Les hiéroglyphes qui le recouvrent célèbrent la gloire du pharaon Ramsès II.
Le sommet de cet obélisque est surmonté d'un pyramidion de plus de 3,50 m, ajouté en juillet 1998 à l'initiative de l'historienne Christiane Desroches Noblecourt, aussi pointu qu'étincelant, fait de bronze et de feuilles d'or. Il est censé remplacer un précédent ornement sommital, emporté lors d'invasions en Égypte au VIe siècle.
L'obélisque se situe sur la ligne de l'axe historique de Paris qui va de l'Arc de triomphe du Carrousel à l'arche de la Défense en passant par le jardin des Tuileries et l'avenue des Champs-Élysées.
Depuis juin 1999, l’obélisque sert de gnomon à un cadran solaire, occupant la moitié nord de la place. L'ombre du sommet du monolithe, portée entre des lignes convergentes, matérialisées au sol par des bandes et des incrustations de métal dans le revêtement de la place, indique l'heure solaire figurant en chiffres romains à l'extrémité des lignes. Les deux courbes des solstices et la ligne droite des équinoxes sont matérialisées par des clous de bronze scellés dans la chaussée.

### Statuaire

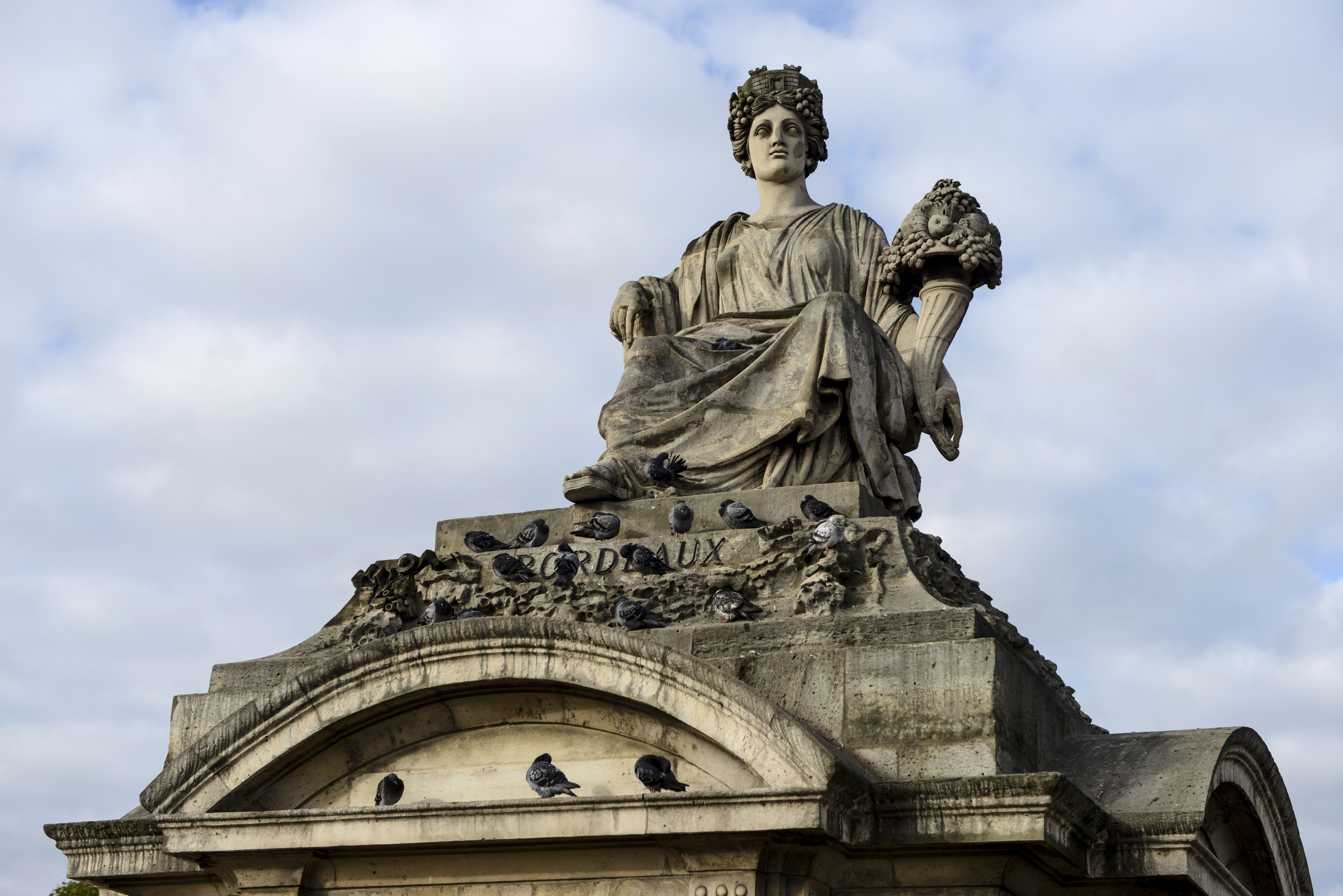
Statue de Bordeaux.
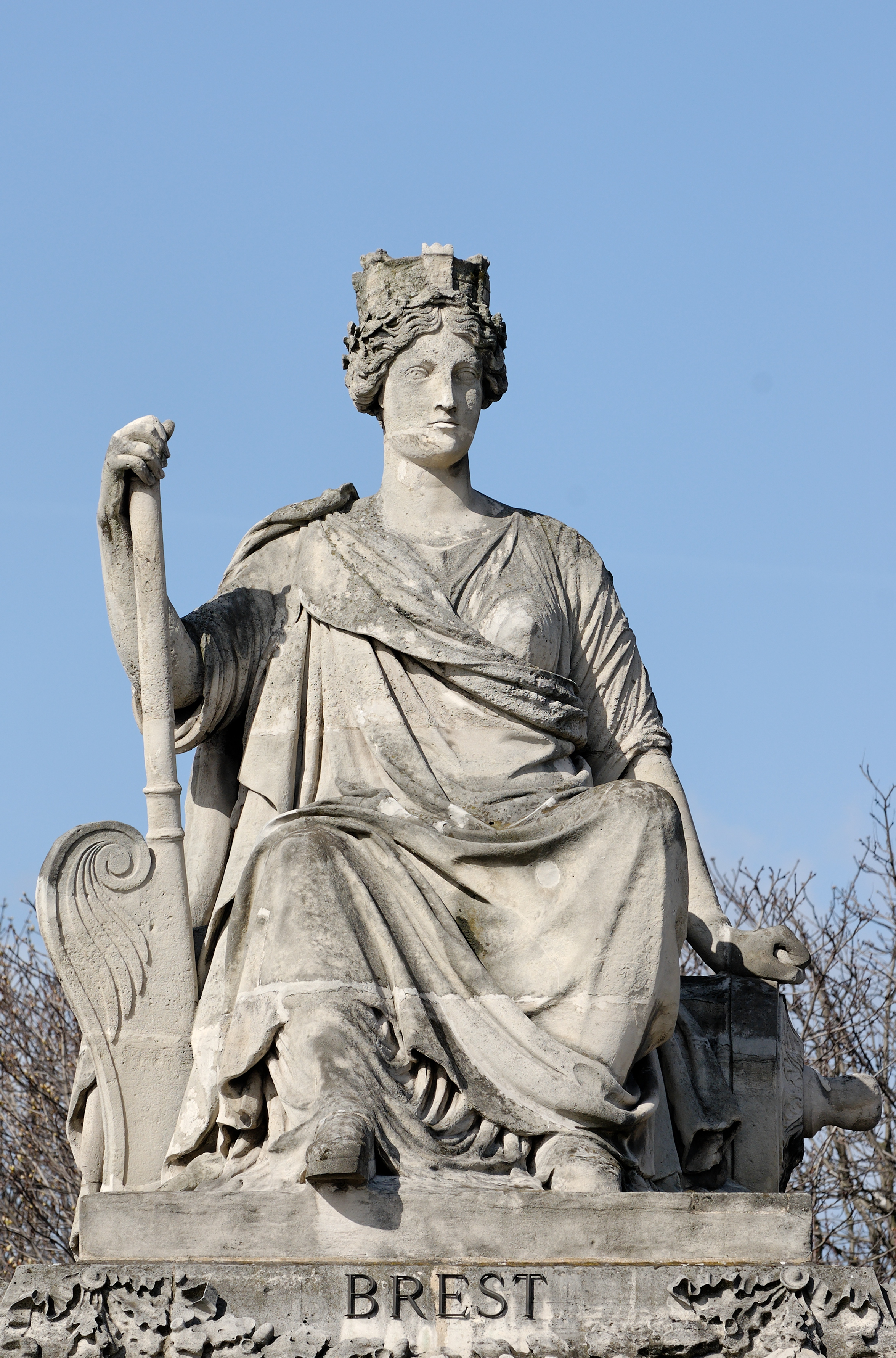
Statue de Brest.
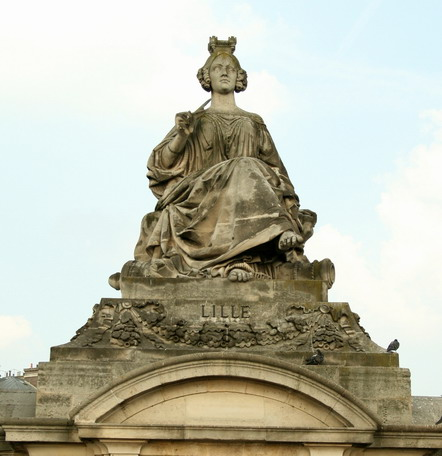
Statue de Lille.
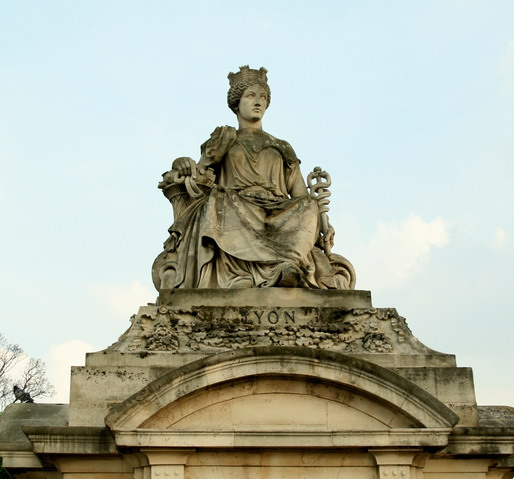
Statue de Lyon.
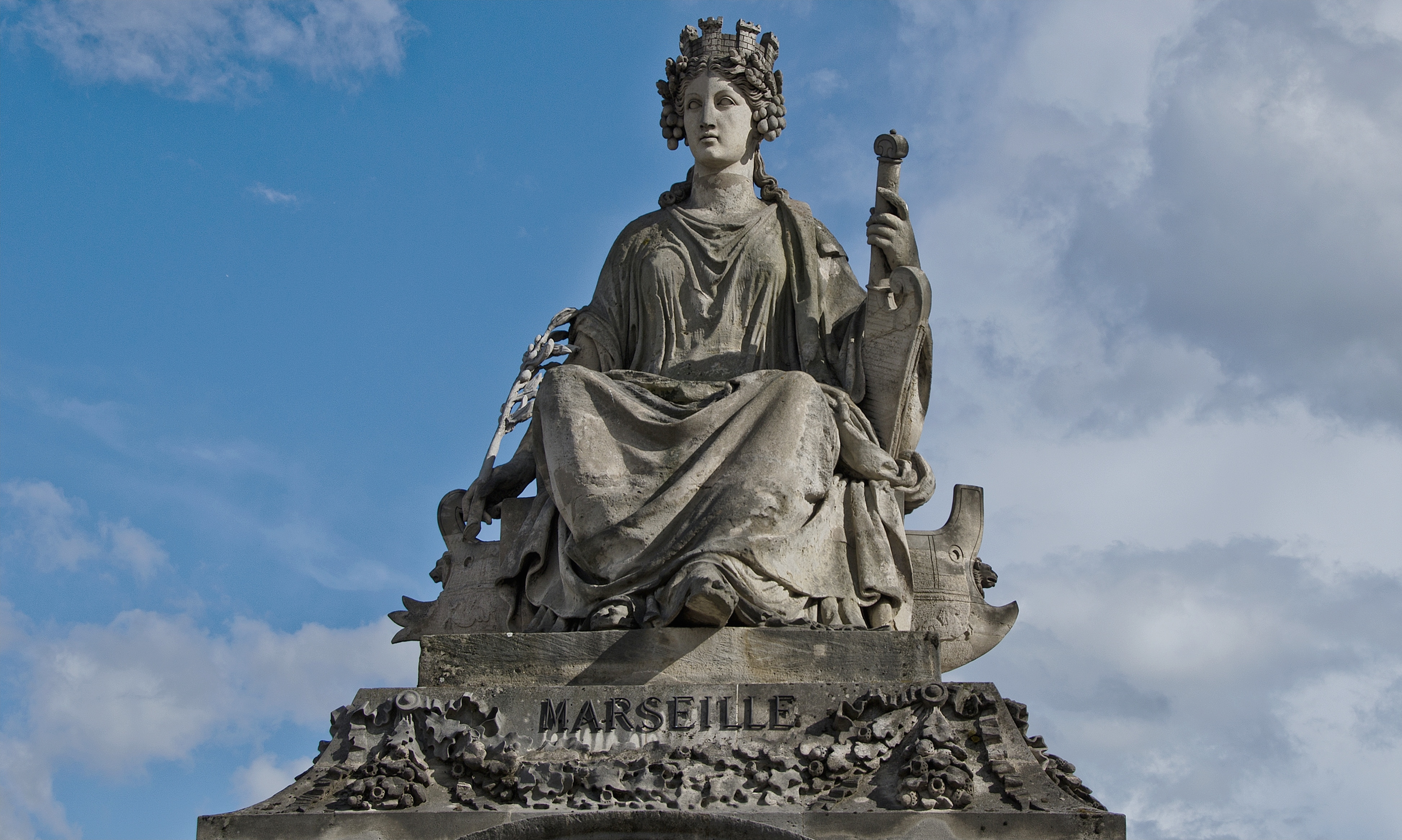
Statue de Marseille.
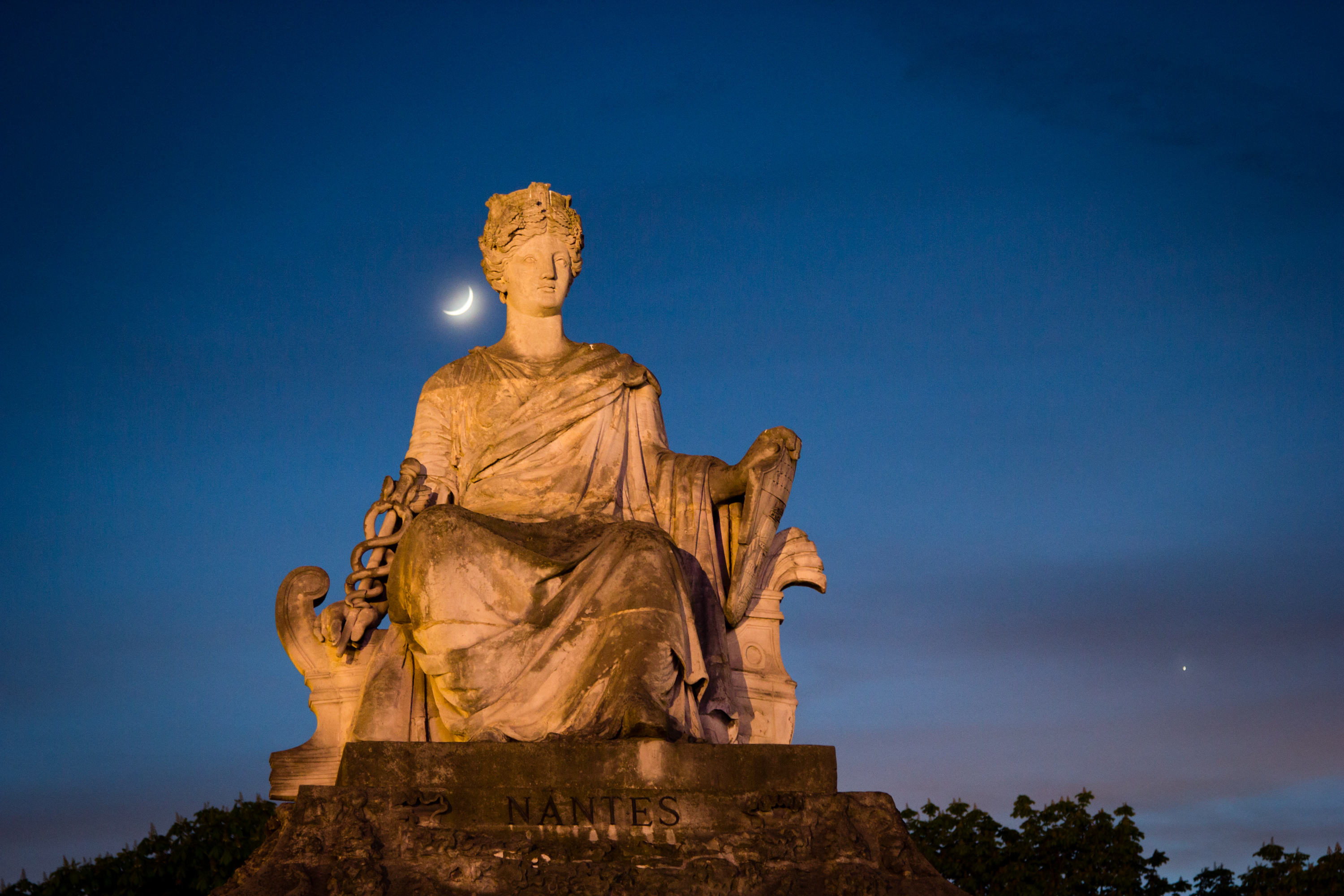
Statue de Nantes.
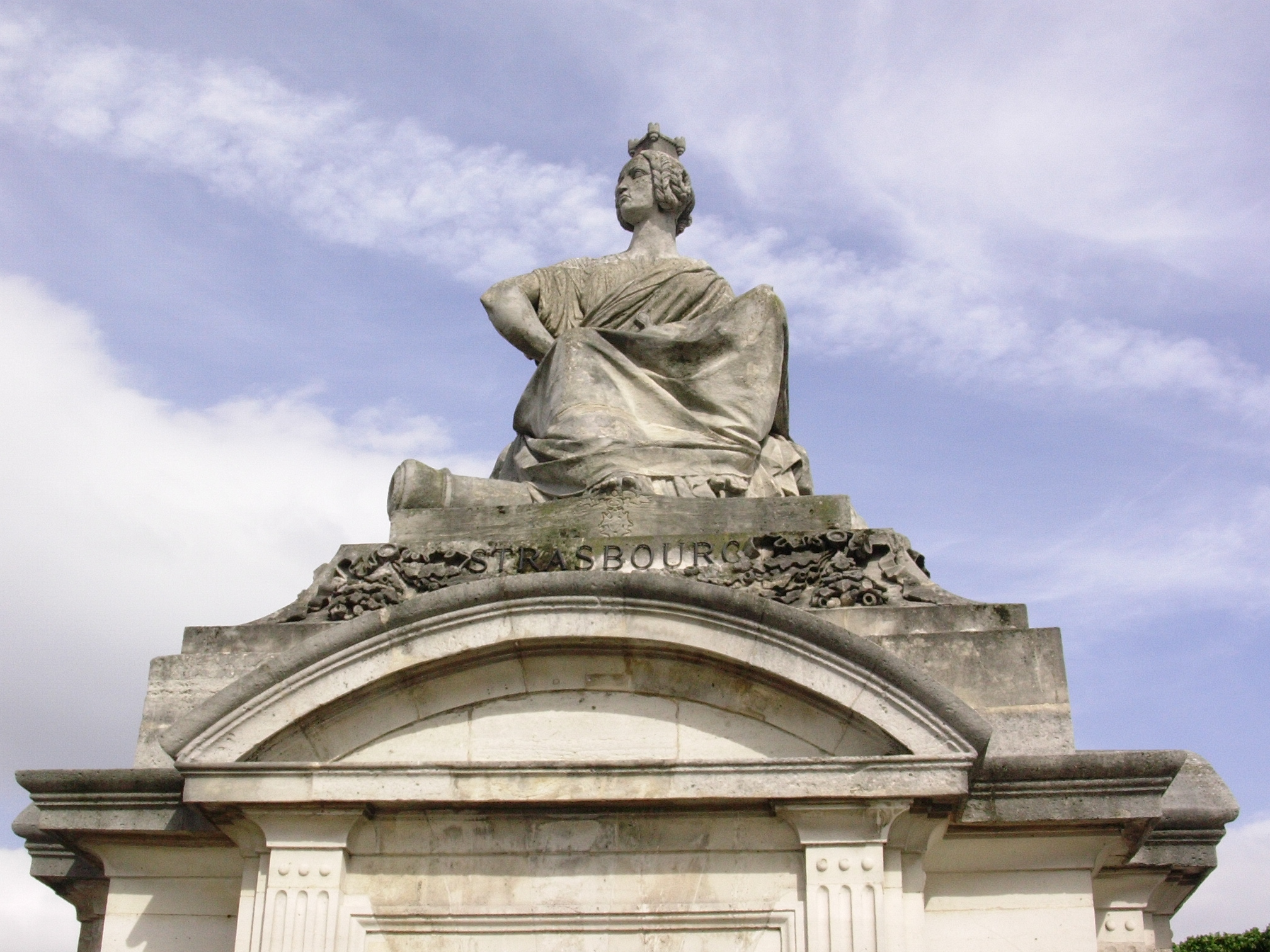
Statue de Strasbourg.
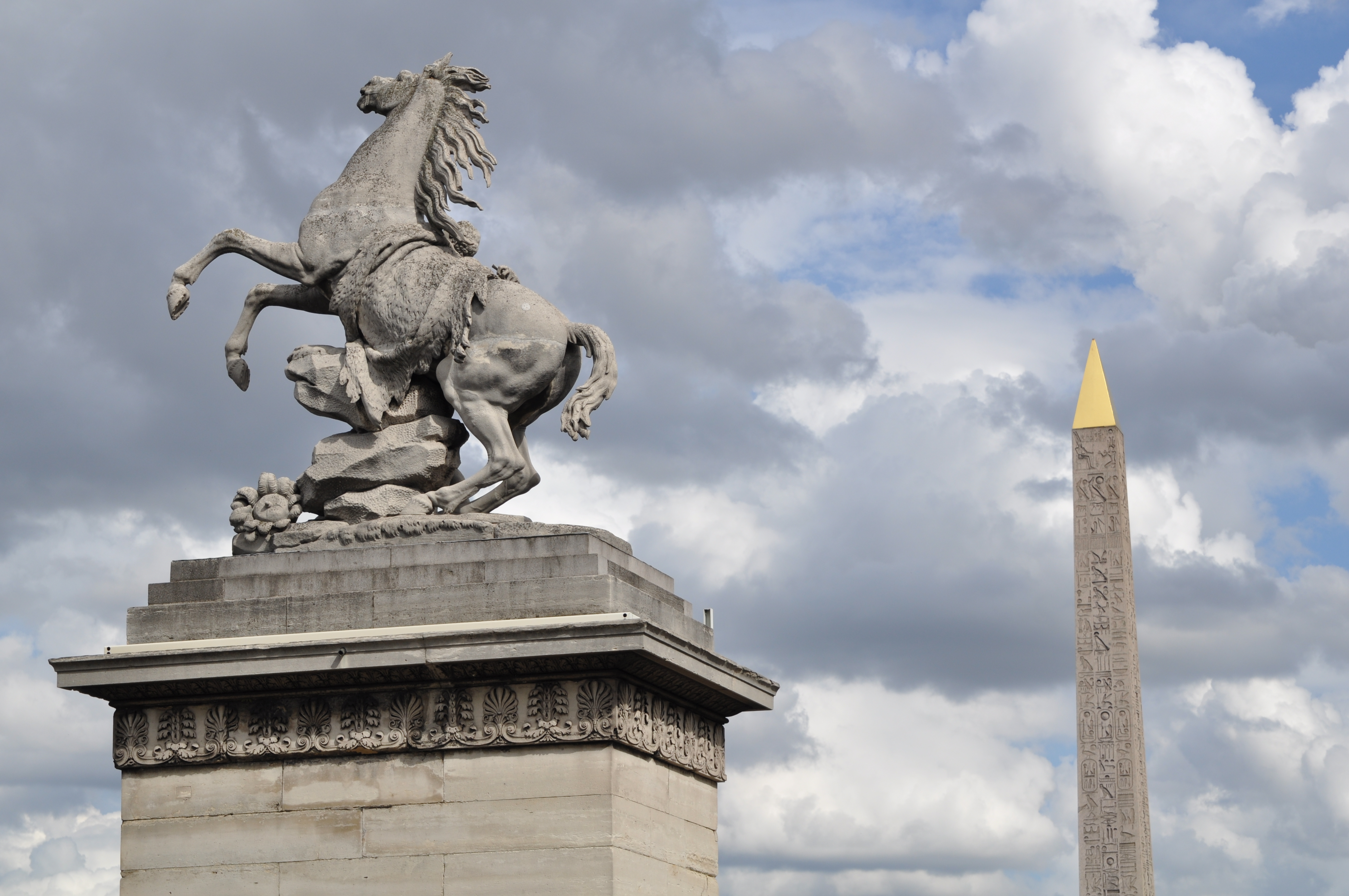
Chevaux de Marly.
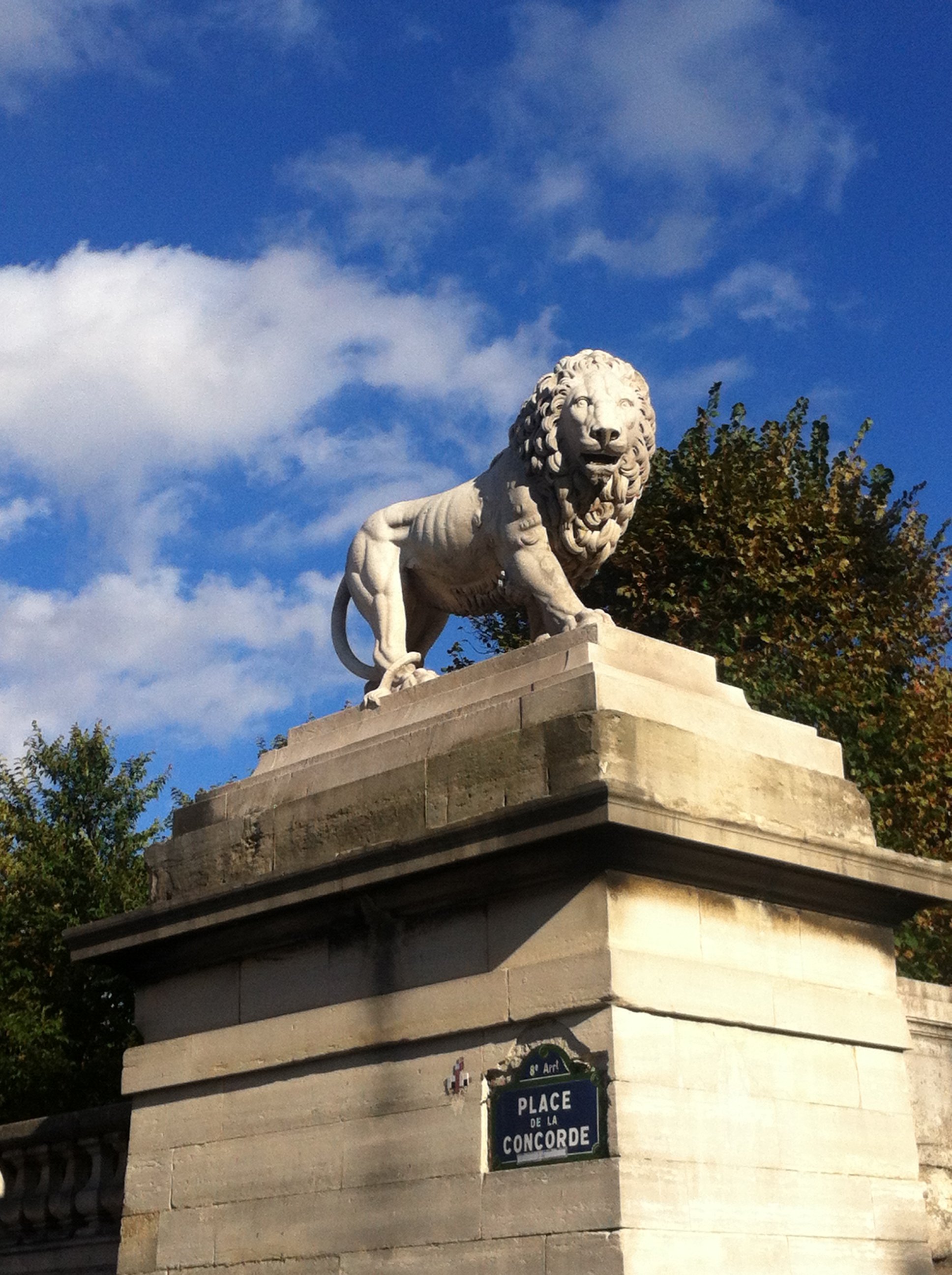
Lion par Giuseppe Franchi.
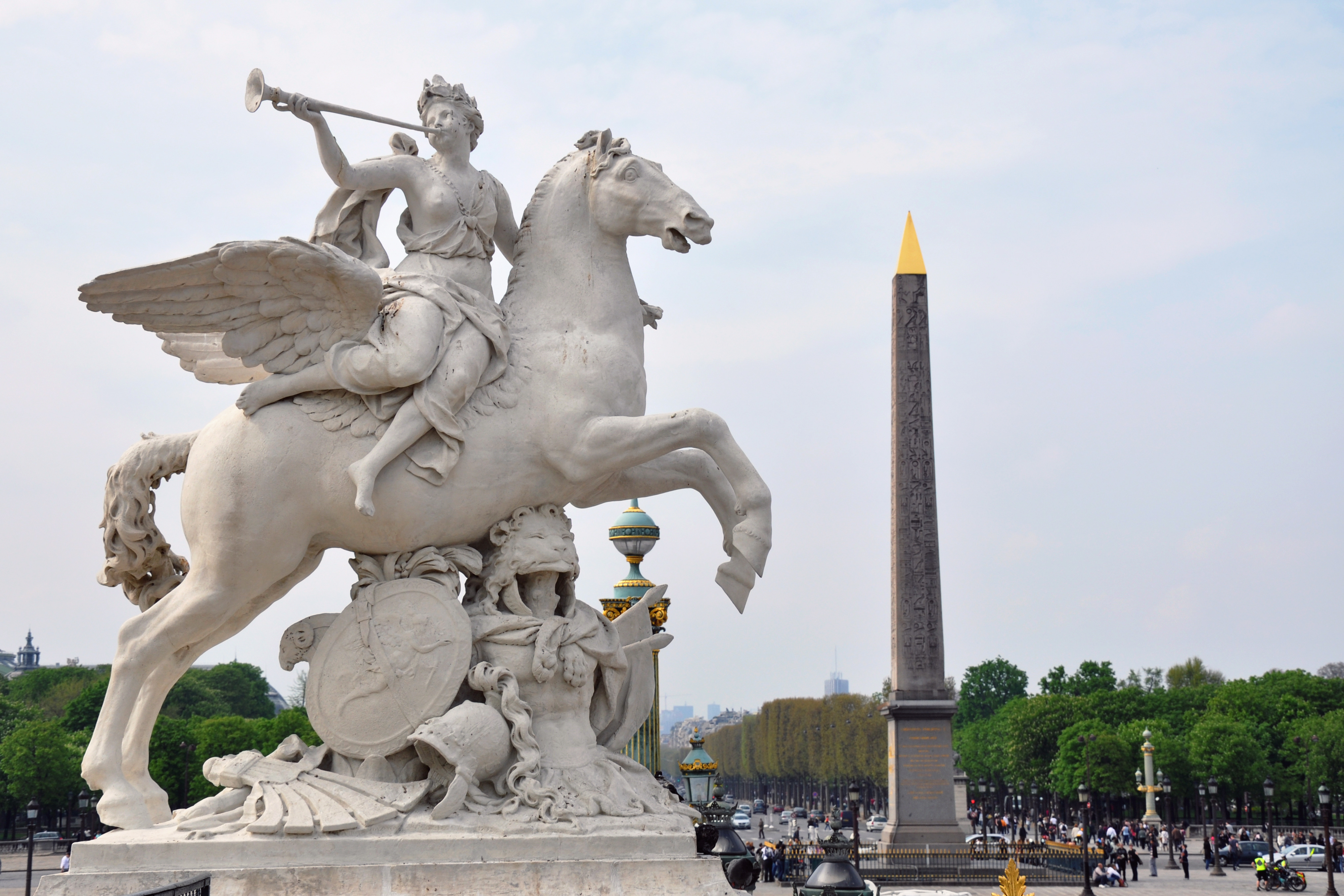
La Renommée chevauchant Pégase.
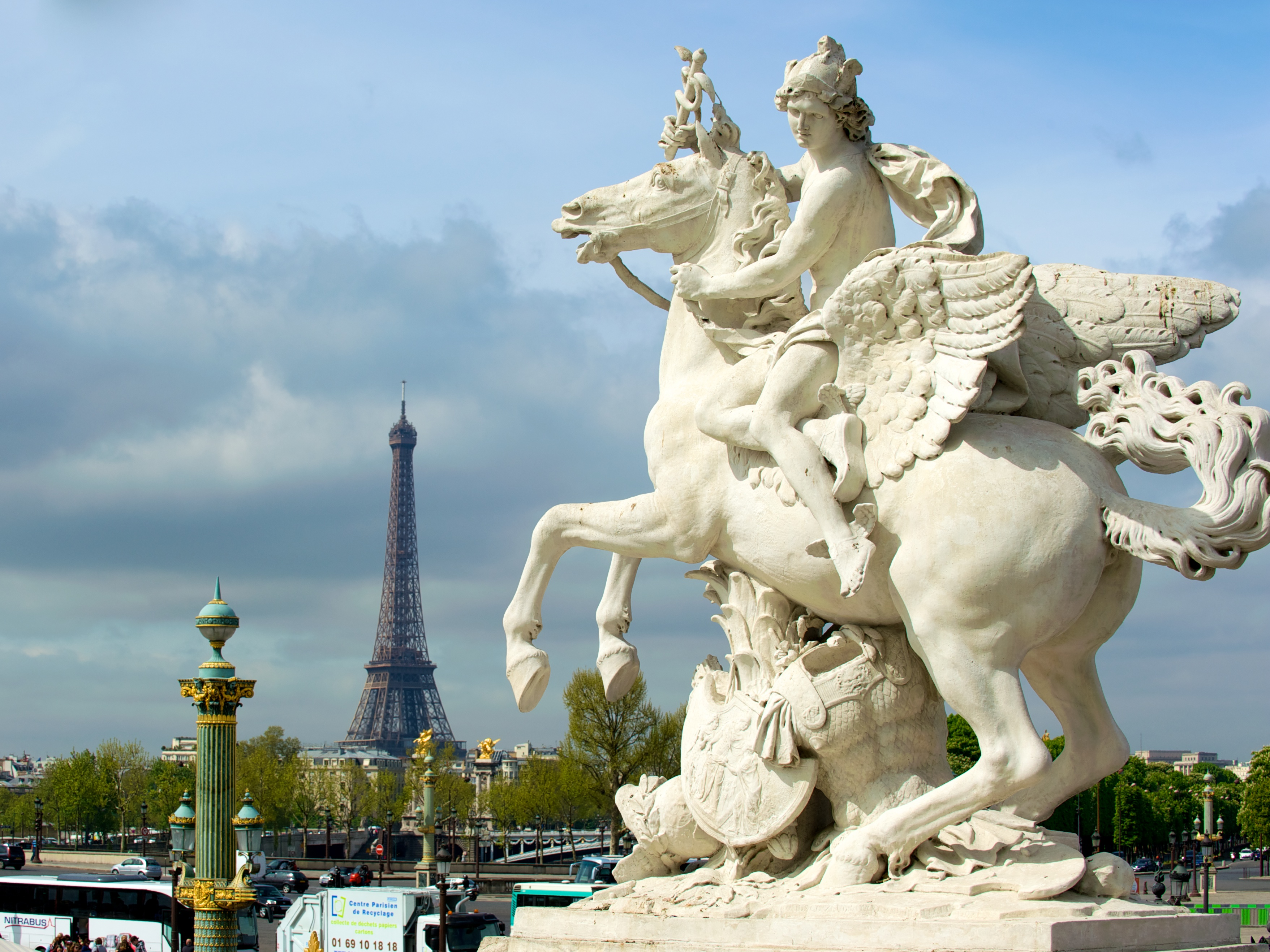
Mercure chevauchant Pégase.
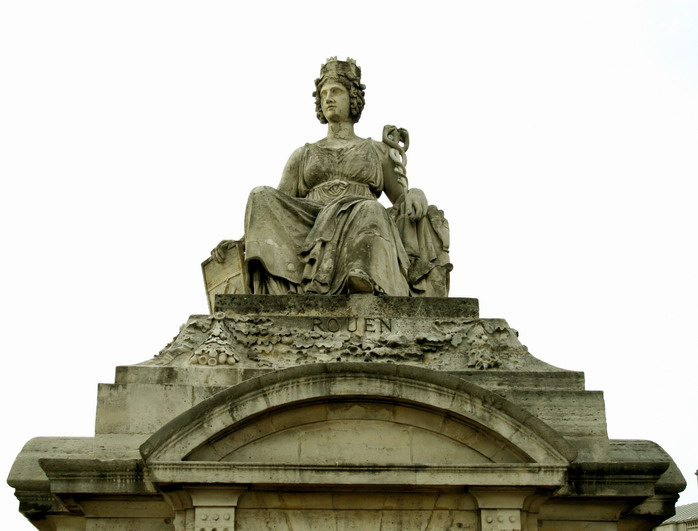
Statue de Rouen.

En 1794, les deux groupes sculptés par Antoine Coysevox représentant la Renommée et Mercure montés sur le cheval ailé Pégase furent placés aux Tuileries et remplacés par les Chevaux de Marly de Guillaume Coustou qui décoraient l'abreuvoir du château de Marly. Ceux-ci furent ensuite placés à l'entrée de l'avenue des Champs-Élysées en 1795, à l'initiative du charpentier Huzard, qui redoutait le vandalisme qui les menaçait. Les quatre groupes ont été remplacés en 1984 par des moulages,.
À chacun des coins de la place octogonale se trouve une statue représentant une ville française :
- Brest et Rouen par Jean-Pierre Cortot. Situées à l'angle nord-ouest (côté Hôtel de Crillon) de la place. Selon la tradition populaire, Louis XVI aurait été guillotiné à l'emplacement de la statue de la ville de Rouen. Certains monarchistes s'y rassemblent toujours chaque 21 janvier[réf. nécessaire].
- Lille et Strasbourg par James Pradier. Situées à l'angle nord-est (côté rue de Rivoli) de la place. On dit que Pradier prit, pour modèle de Strasbourg, Juliette Drouet qui avait été sa maîtresse avant de devenir celle de Victor Hugo. Le modèle peut être Louise Colet ou Ludovica d'Arcet, son épouse[45]. La statue de Strasbourg fut longtemps voilée d'un crêpe noir et fleurie en rappel du deuil de l'Alsace-Lorraine, annexée par l'Empire allemand en 1871.
- Lyon et Marseille par Louis Petitot. Situées à l'angle sud-est (côté musée de l'Orangerie) de la place.
- Bordeaux et Nantes par Louis-Denis Caillouette. Situées à l'angle sud-ouest (côté cours la Reine) de la place.

### Fontaines

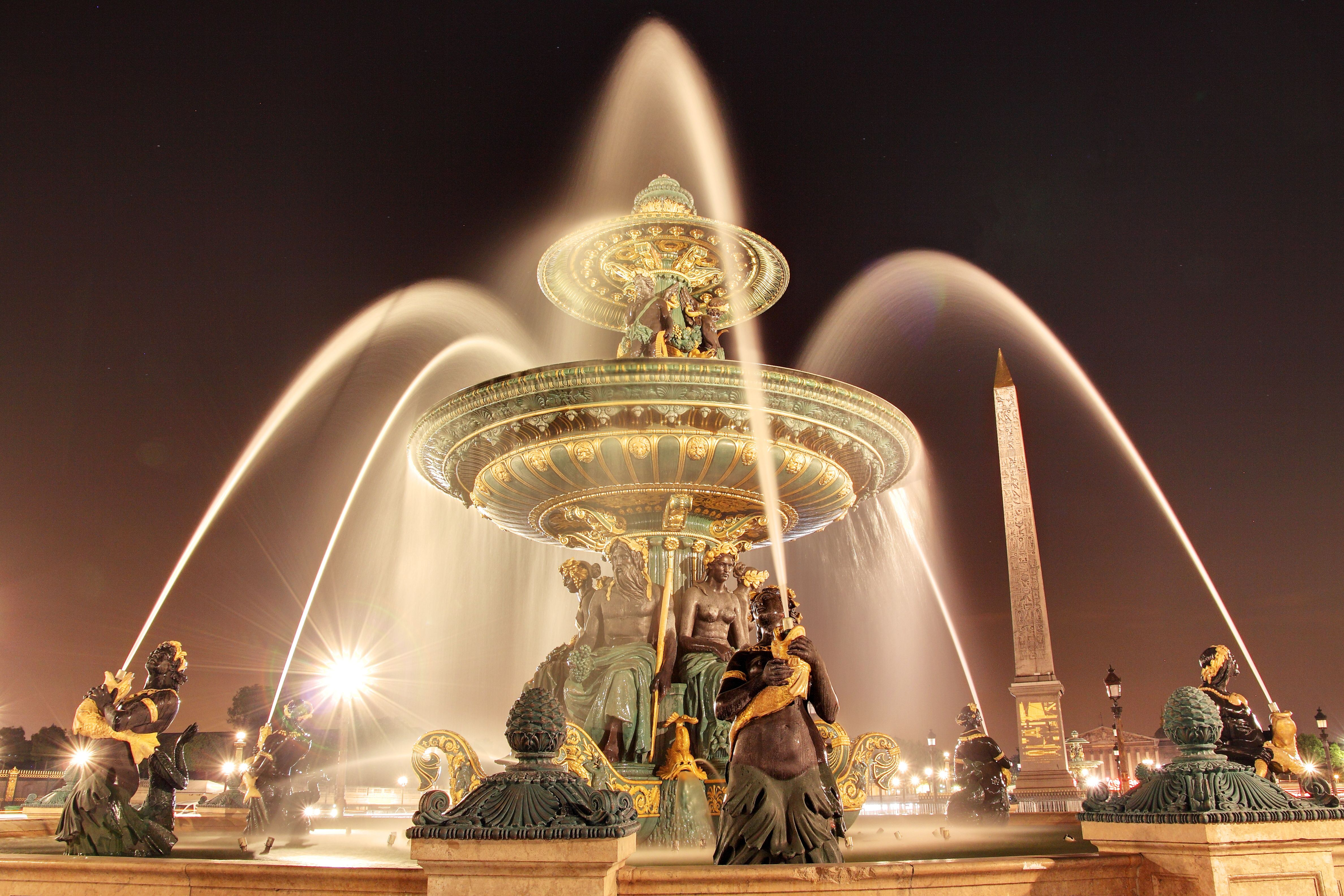
La fontaine des Fleuves.

Les deux fontaines de la place de la Concorde sont situées de part et d'autre de l'obélisque. L’œuvre de l'architecte Jacques Ignace Hittorff qui ajoute ces deux fontaines monumentales – la fontaine des Mers placée au sud (côté Seine) et la fontaine des Fleuves au nord (côté rue Royale).

## Citations
- « La place de la Concorde n'est pas une place, c'est une idée. » (Curzio Malaparte).

## Personnes guillotinées place de la Révolution
- Louis XVI, le 21 janvier 1793.

- Marie-Antoinette d'Autriche, le 16 octobre 1793.

- Charlotte Corday, le 17 juillet 1793.

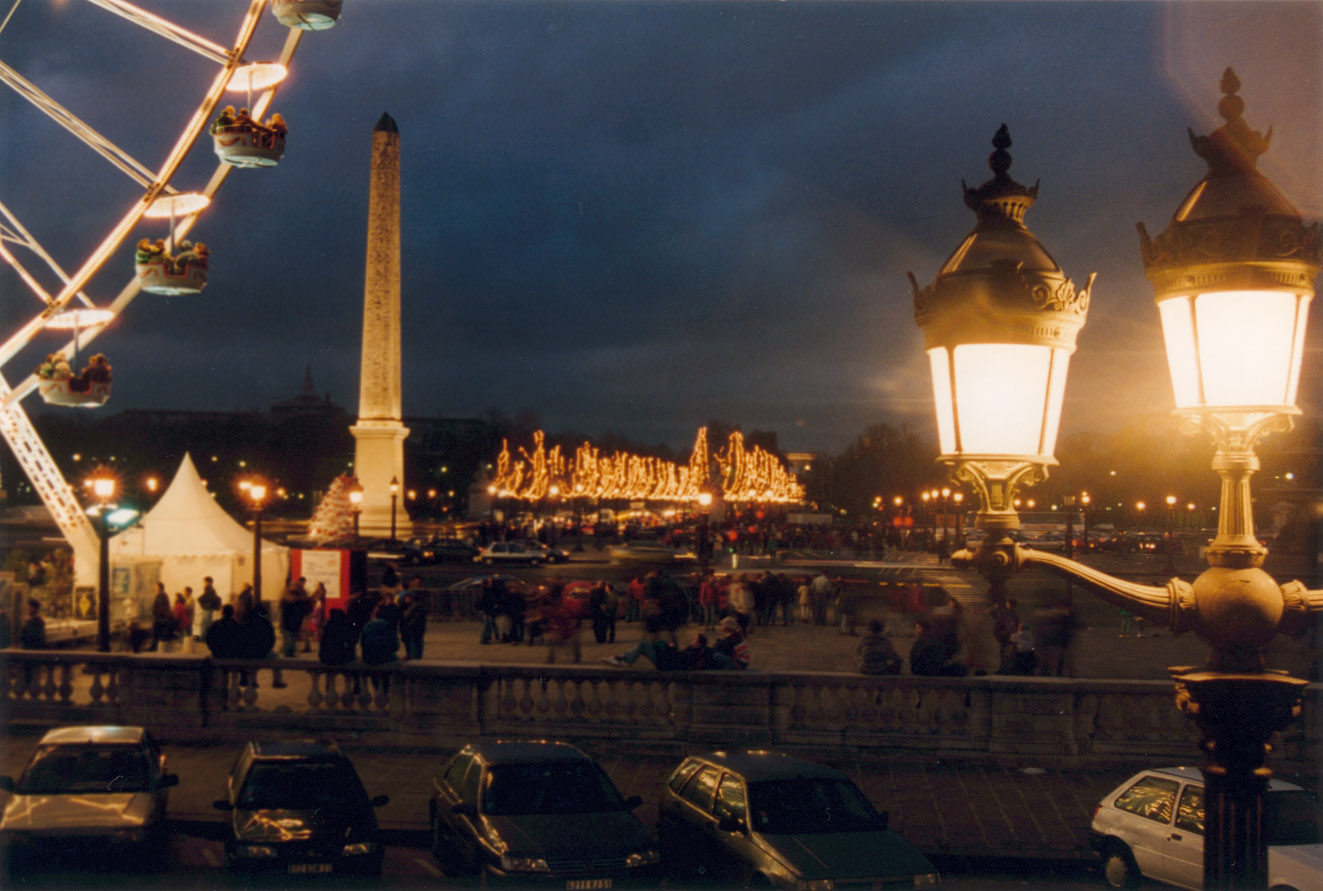
La place de la Concorde de nuit.

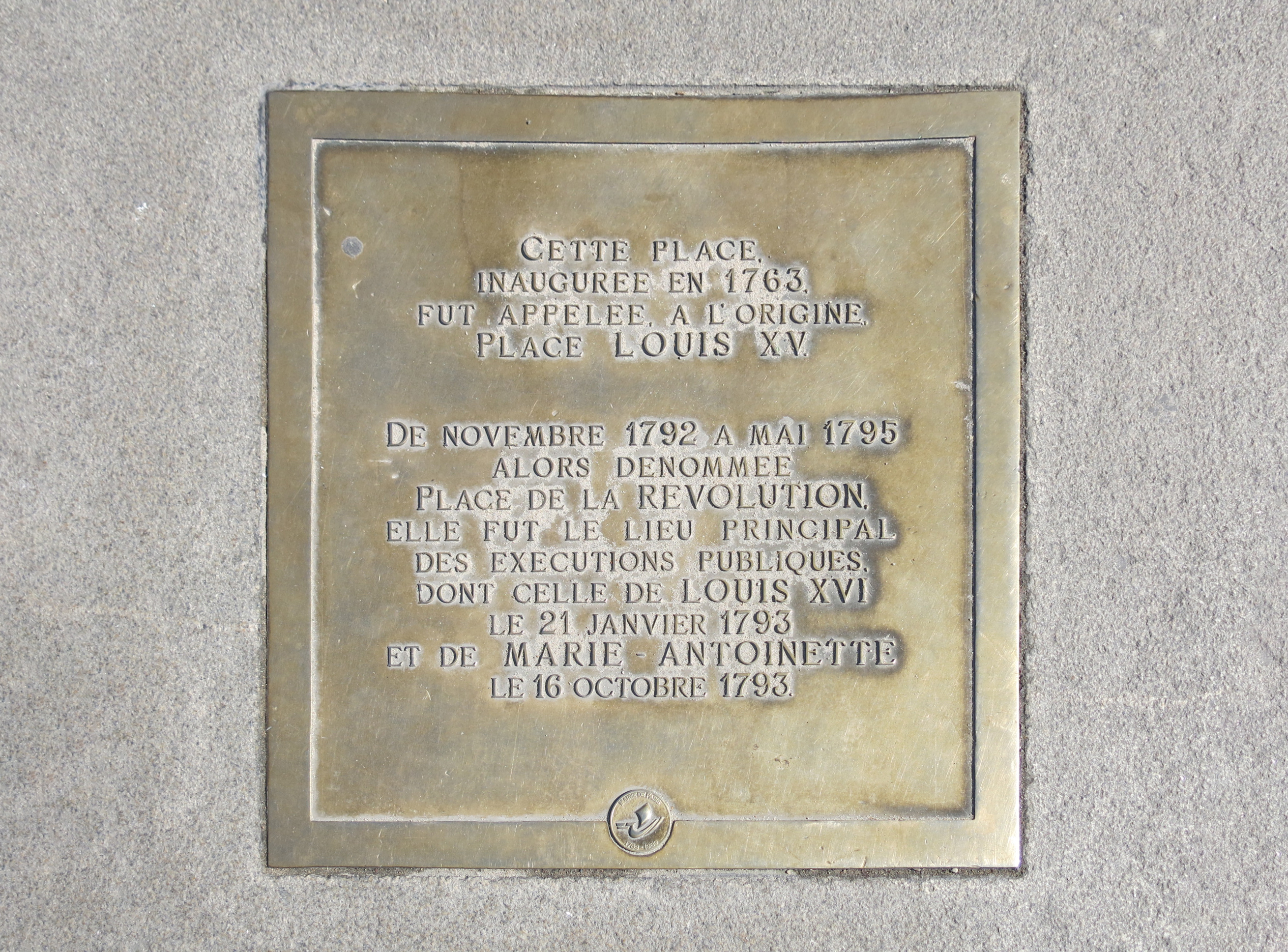
Plaque de la mairie de Paris, commémorant les « exécutions publiques » sur la place de la Révolution, dont celle du roi et de la reine.

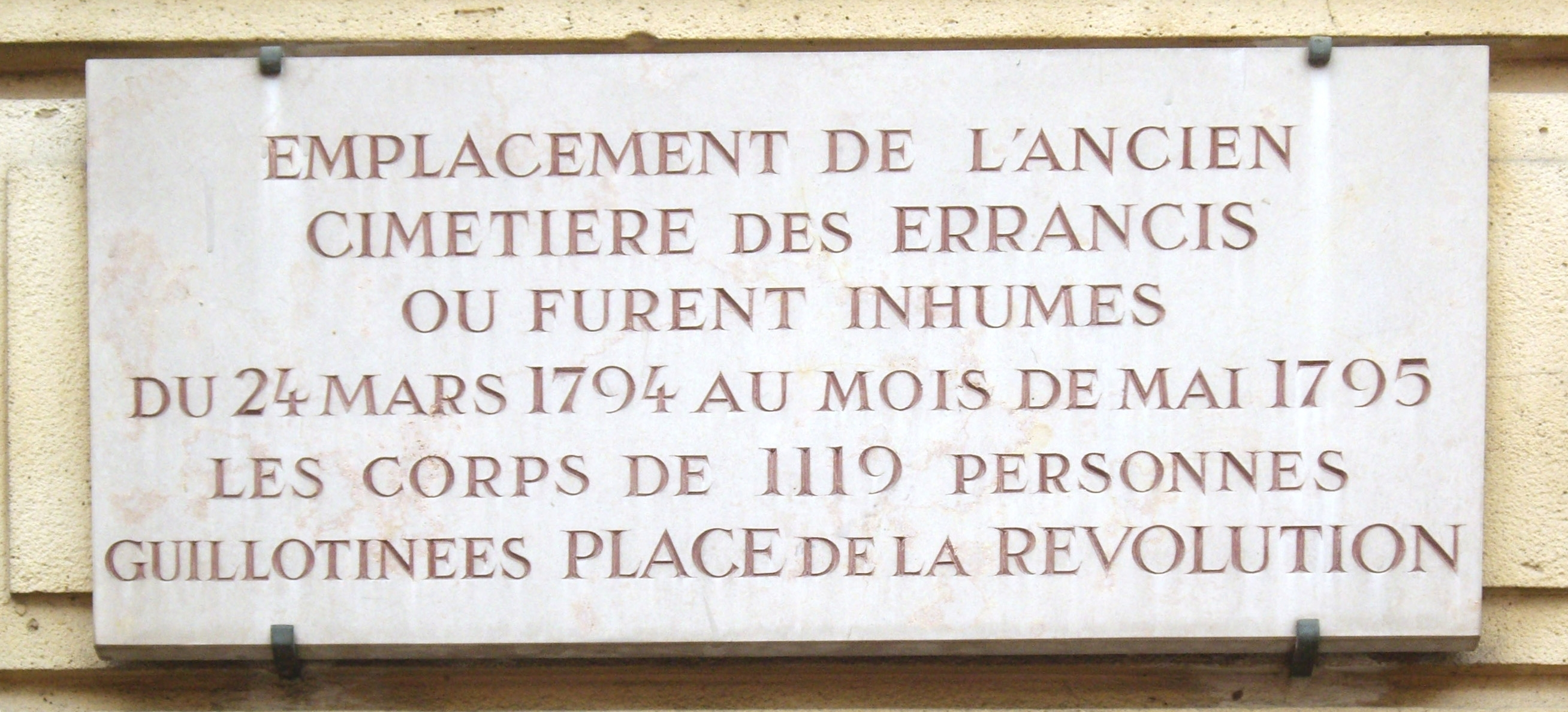
Plaque marquant l'emplacement de l'ancien cimetière des Errancis, apposée sur le no 97 de la rue de Monceau.

- Les Girondins, le 30 et 31 octobre 1793.
- Olympe de Gouges, le 3 novembre 1793.
- Louis Philippe, duc d'Orléans, le 6 novembre 1793.
- Mme Roland, le 8 novembre 1793.
- Jacques-René Hébert, le 24 mars 1794.
- Georges Jacques Danton, le 5 avril 1794.
- Camille Desmoulins, le 5 avril 1794.
- Jean-Joseph de Laborde, le 18 avril 1794.
- Antoine Lavoisier, le 8 mai 1794.
- Jean-Baptiste Tavernier-Boullongne, le 8 mai 1794.
- Élisabeth de France (Mme Élisabeth), le 10 mai 1794.
- Maximilien de Robespierre, le 28 juillet 1794.

- Louis Antoine de Saint-Just, le 28 juillet 1794.
- Georges Couthon, le 28 juillet 1794.
- François Hanriot, le 28 juillet 1794.

Au début, les corps étaient transportés au cimetière de la Madeleine (aujourd’hui square Louis-XVI) et y reposent toujours.
À partir de 1794, les dépouilles des condamnés furent transférées au cimetière des Errancis. Depuis les travaux d'urbanisme au XIXe siècle, leurs ossements ont tous été retirés de ce cimetière et entreposés pêle-mêle dans les catacombes.

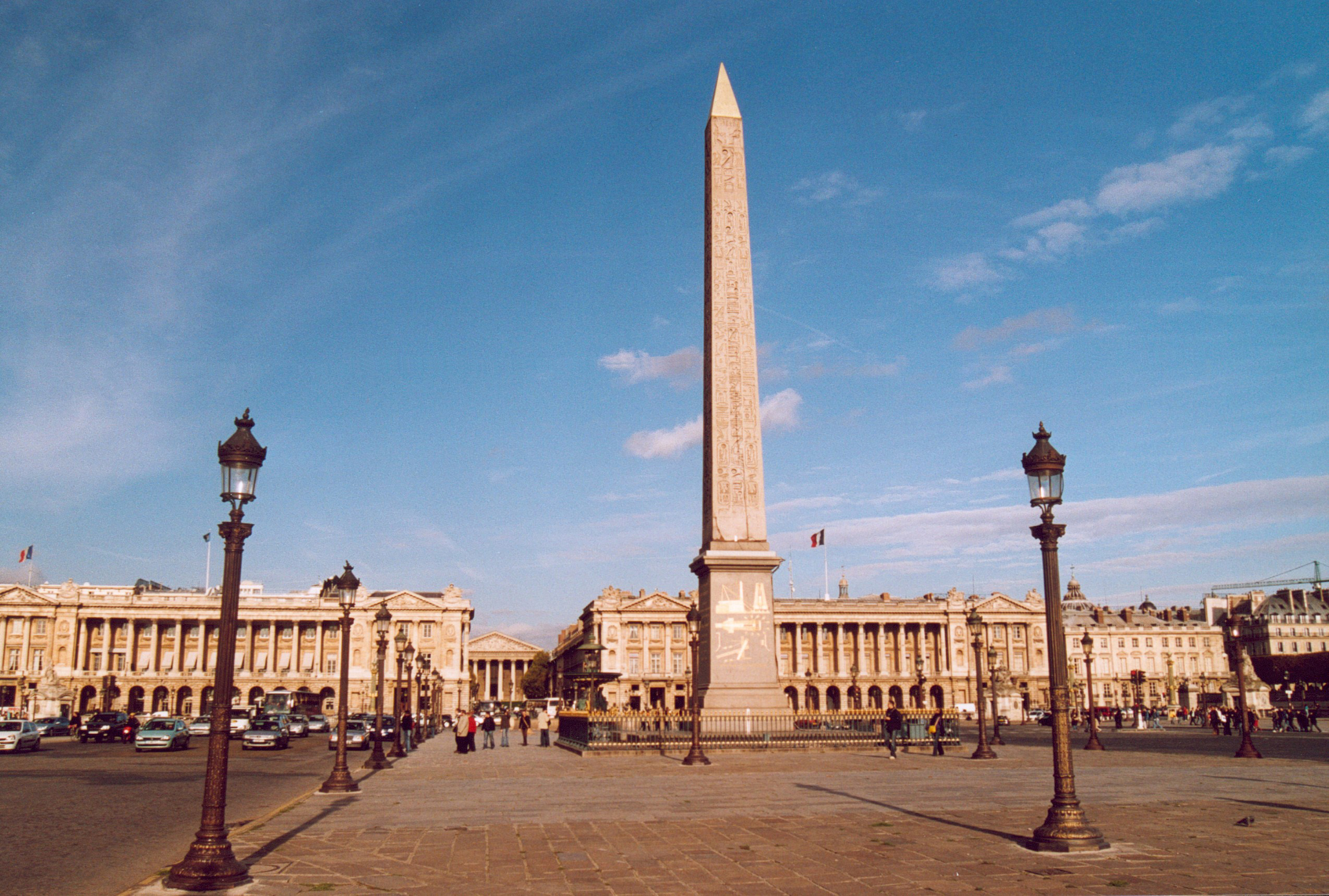
Vue générale.
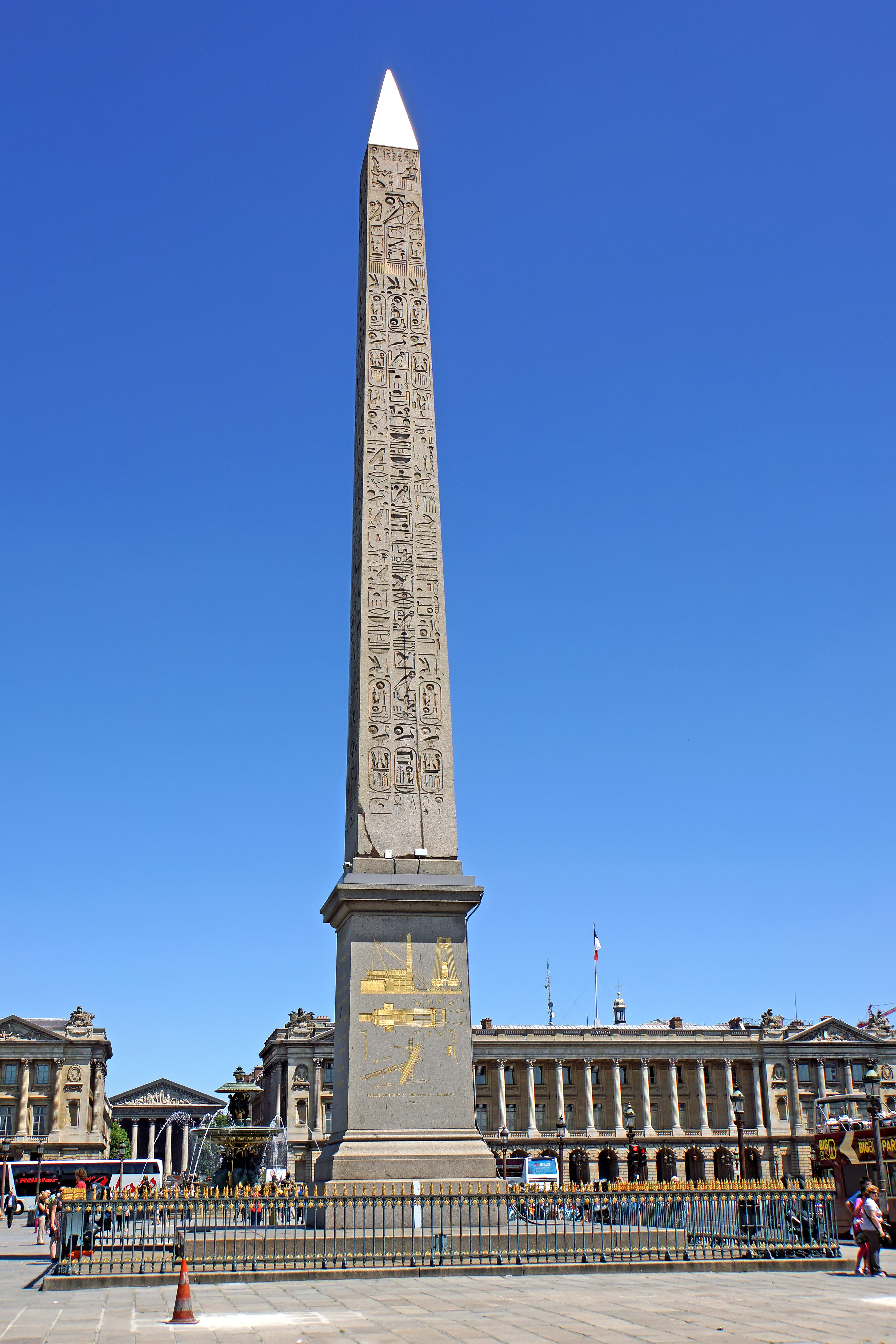
L'obélisque.
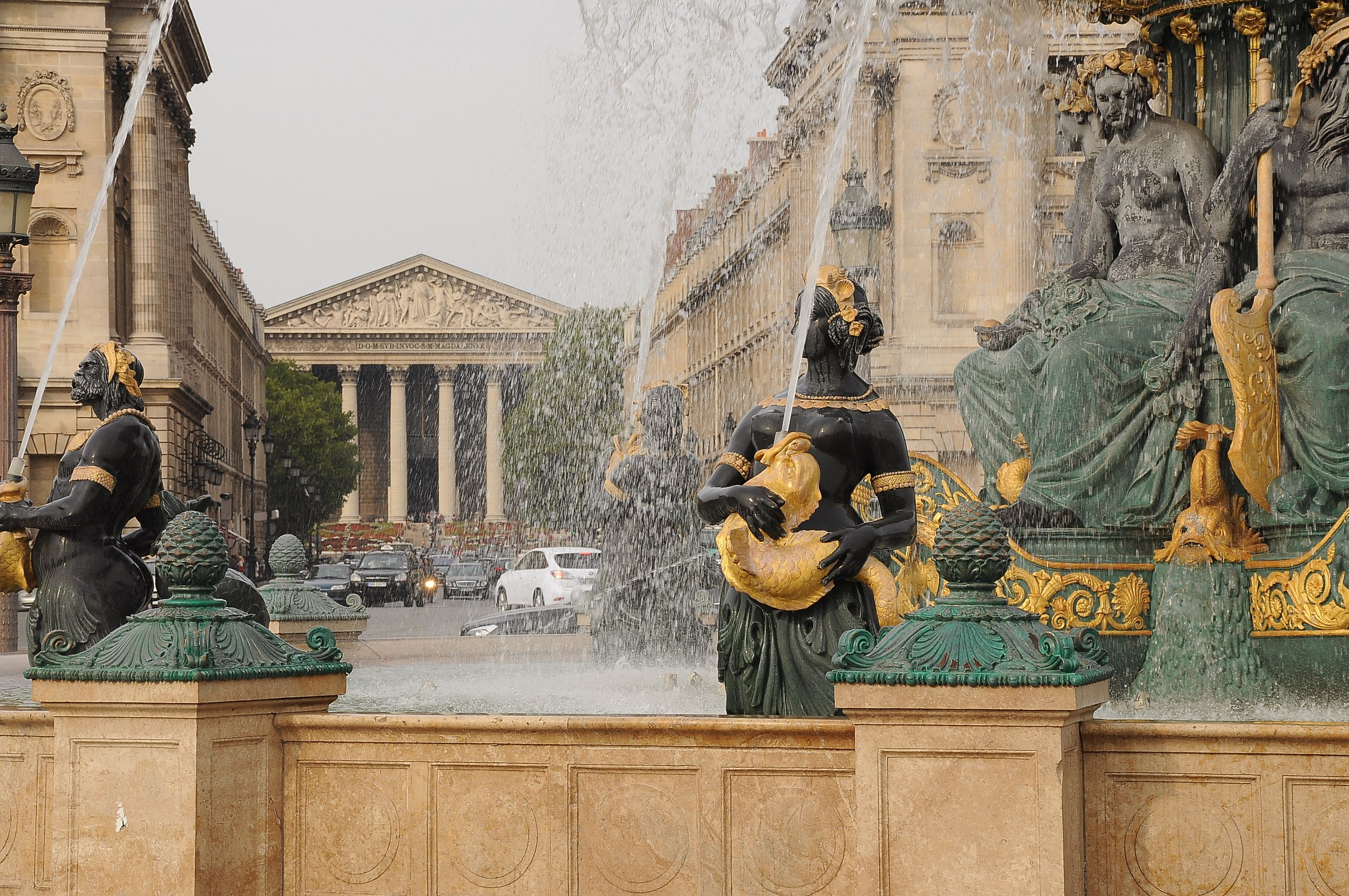
Fontaines de la Concorde.
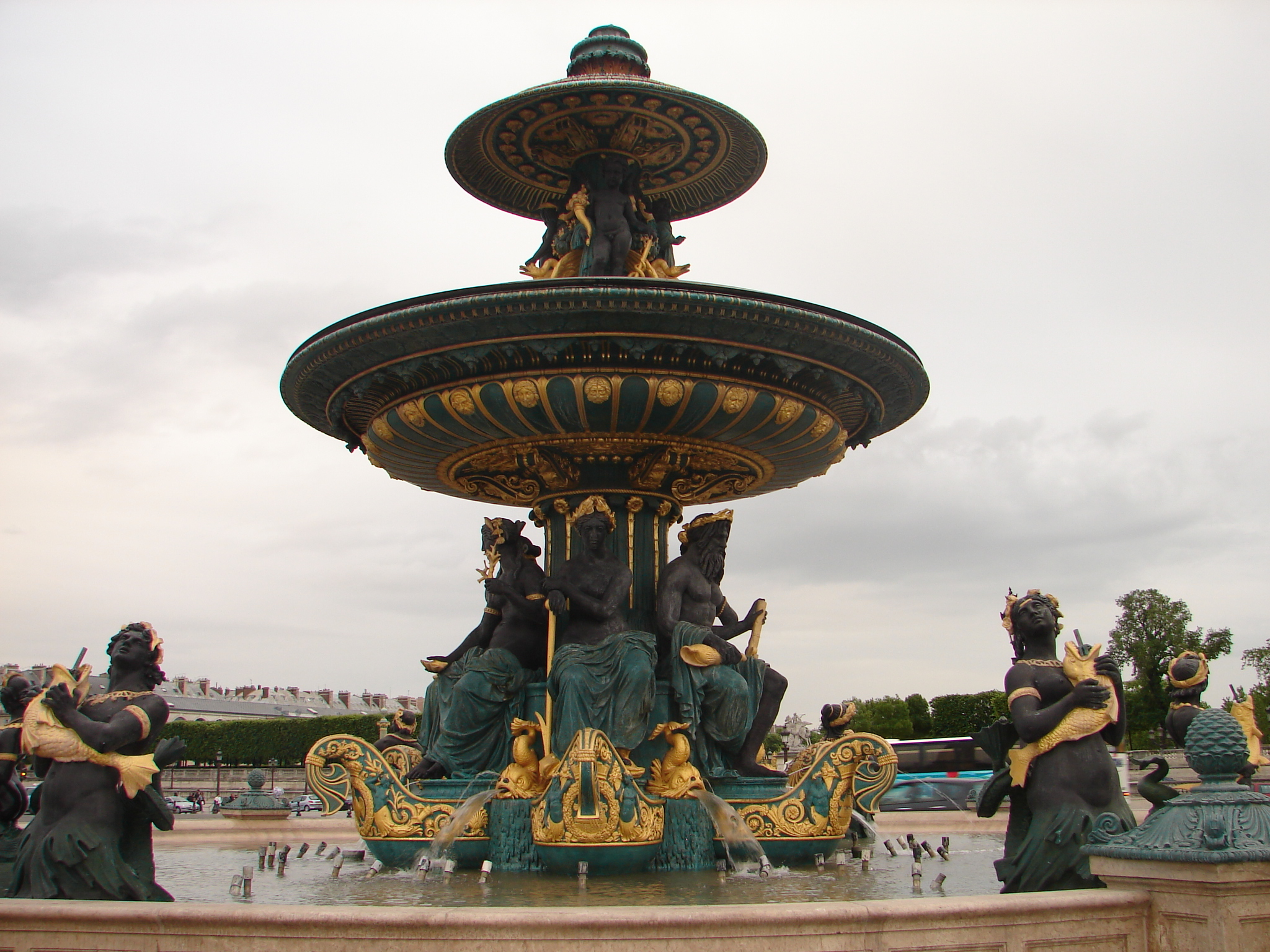
Autre vue d’une des deux fontaines.
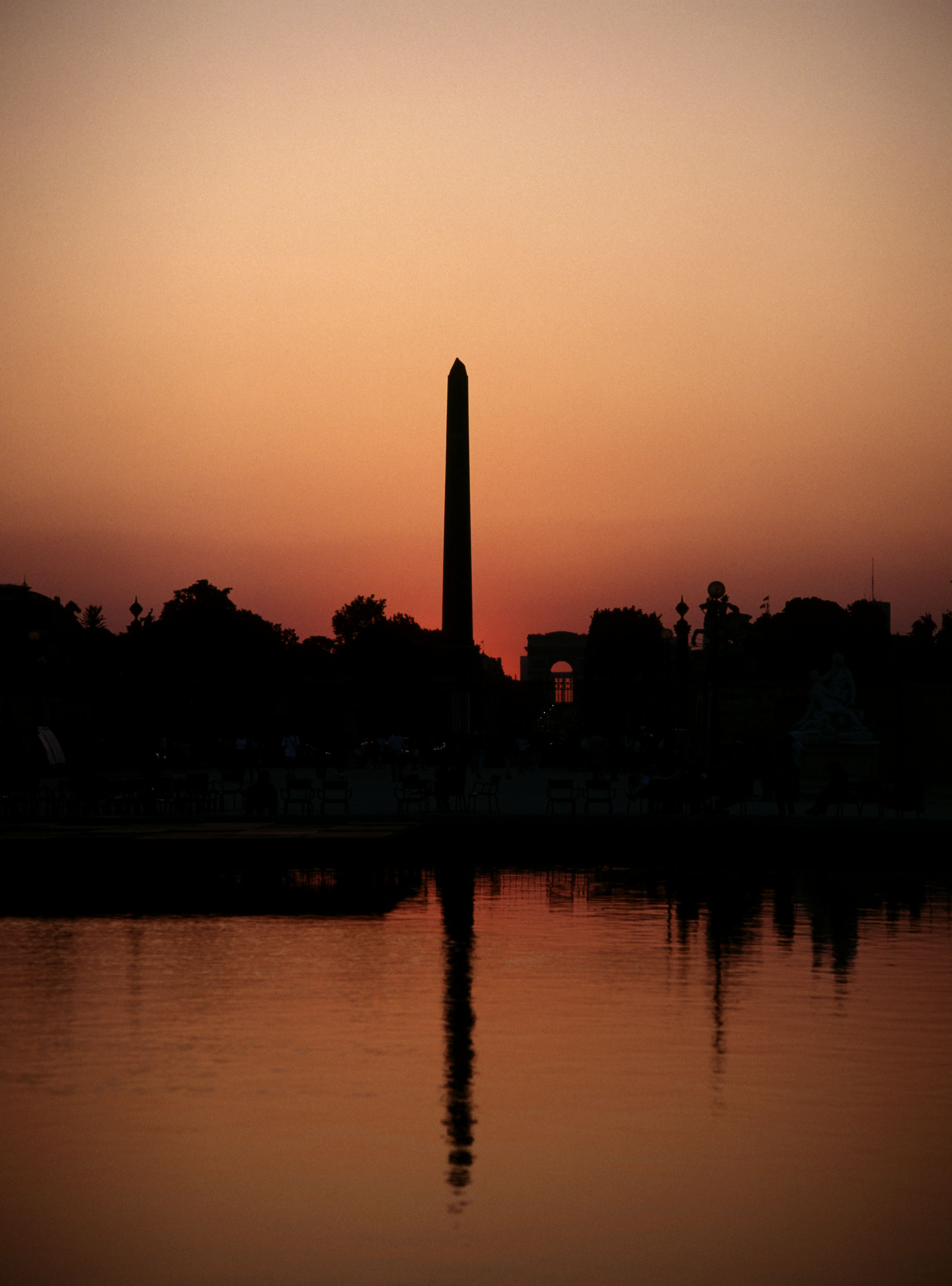
L'obélisque vu du bassin des Tuileries.
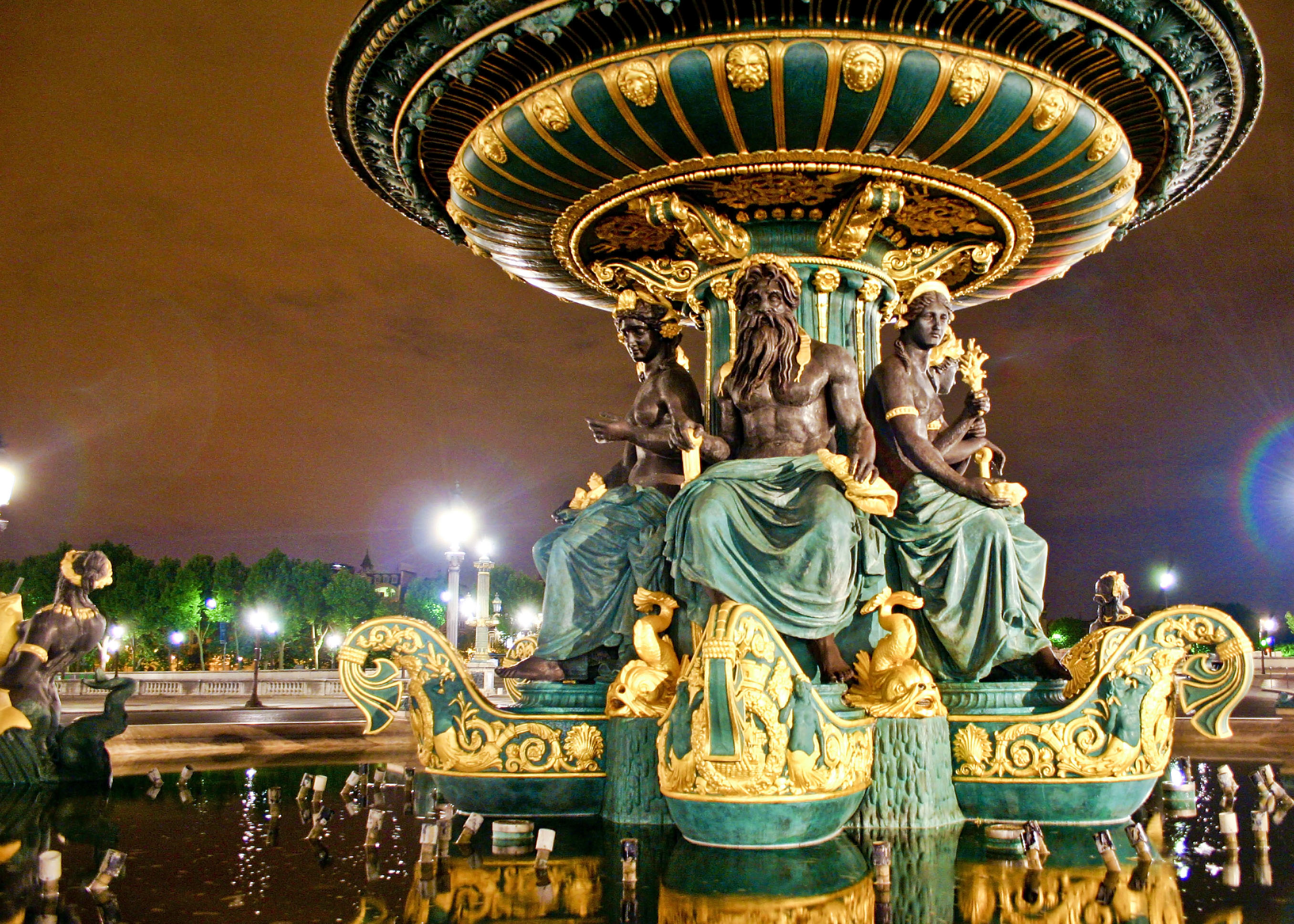
Fontaine des Mers sous les projecteurs.
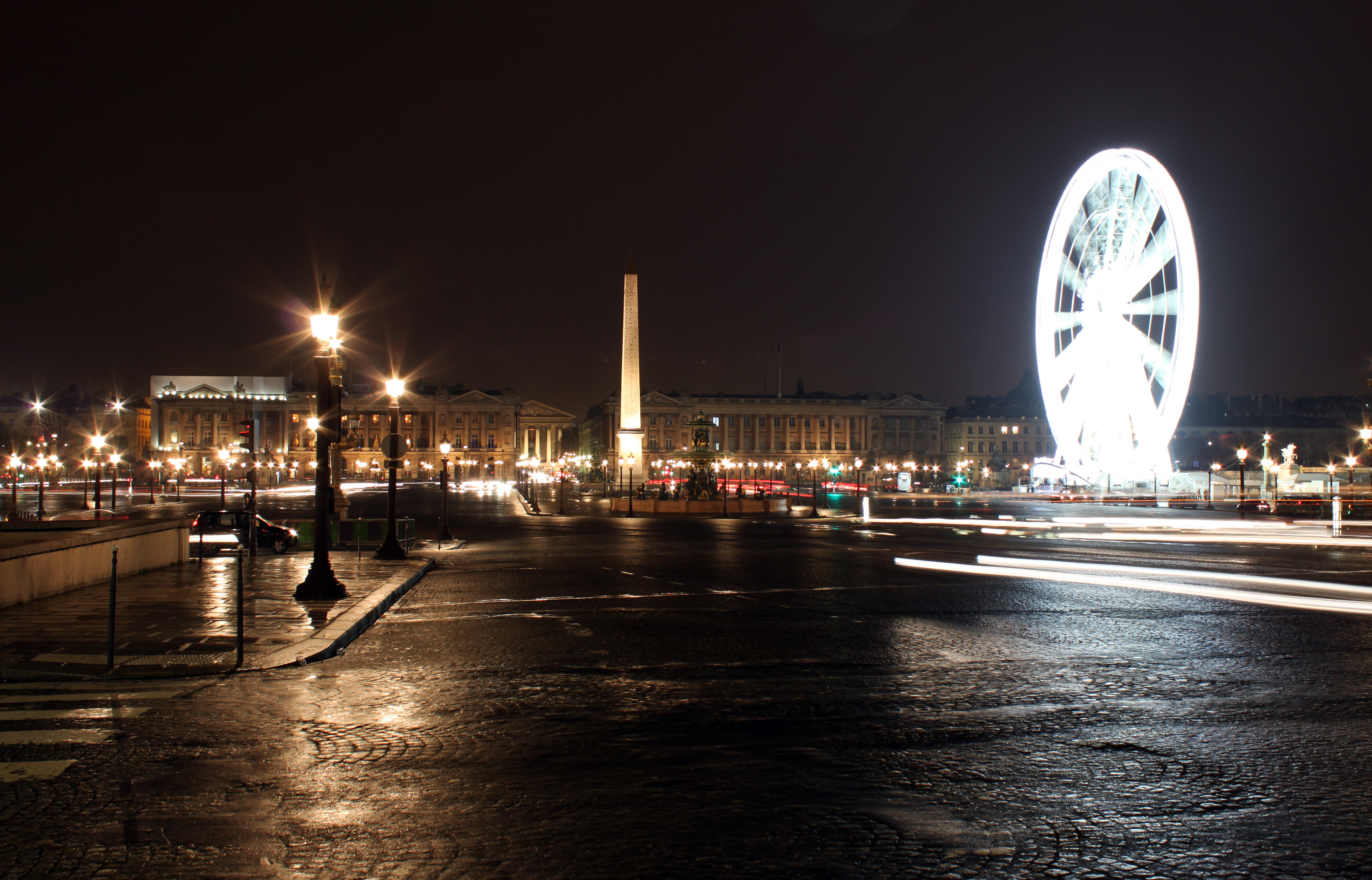
La place de nuit avec sa grande roue.
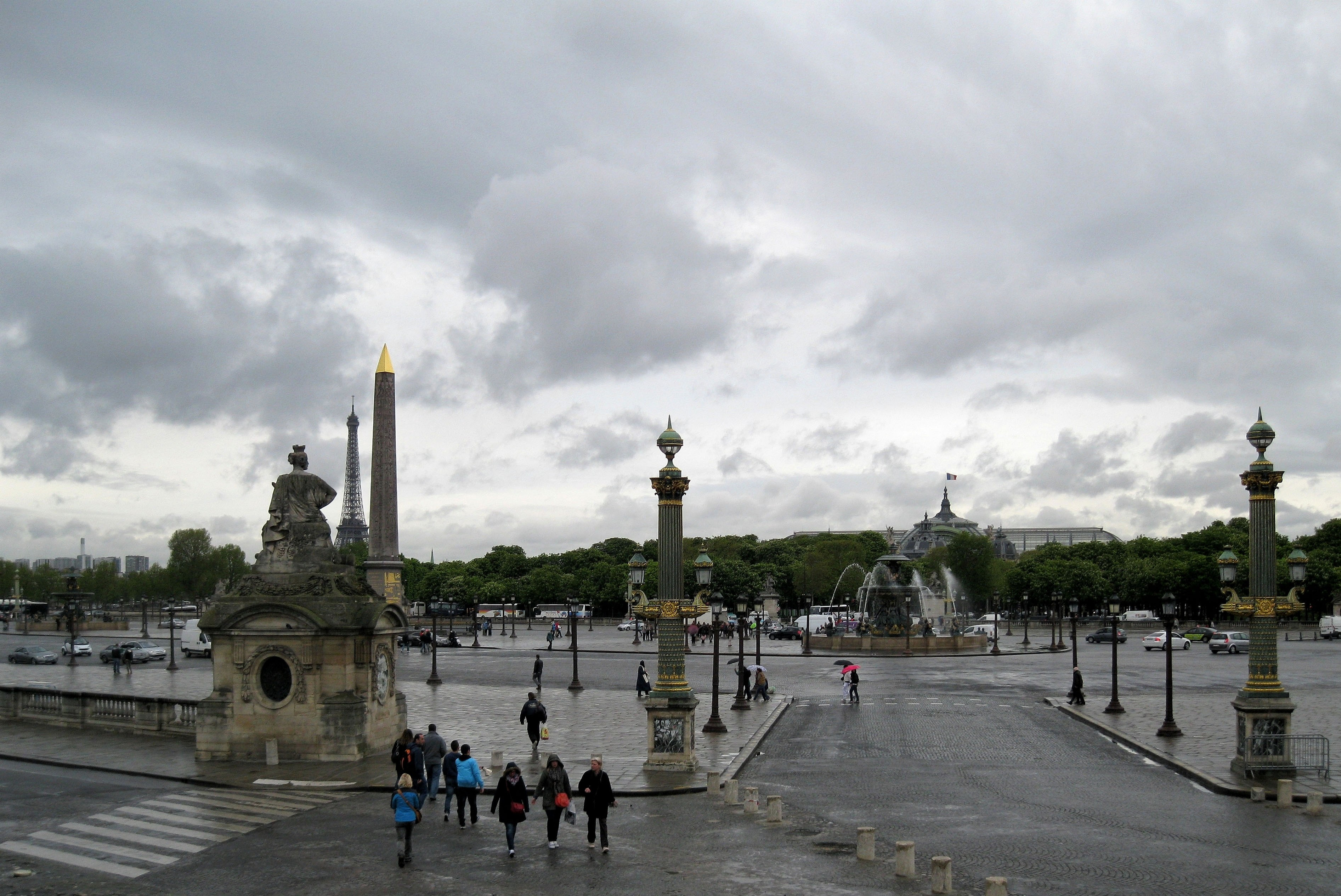
Place de la Concorde sous la pluie.
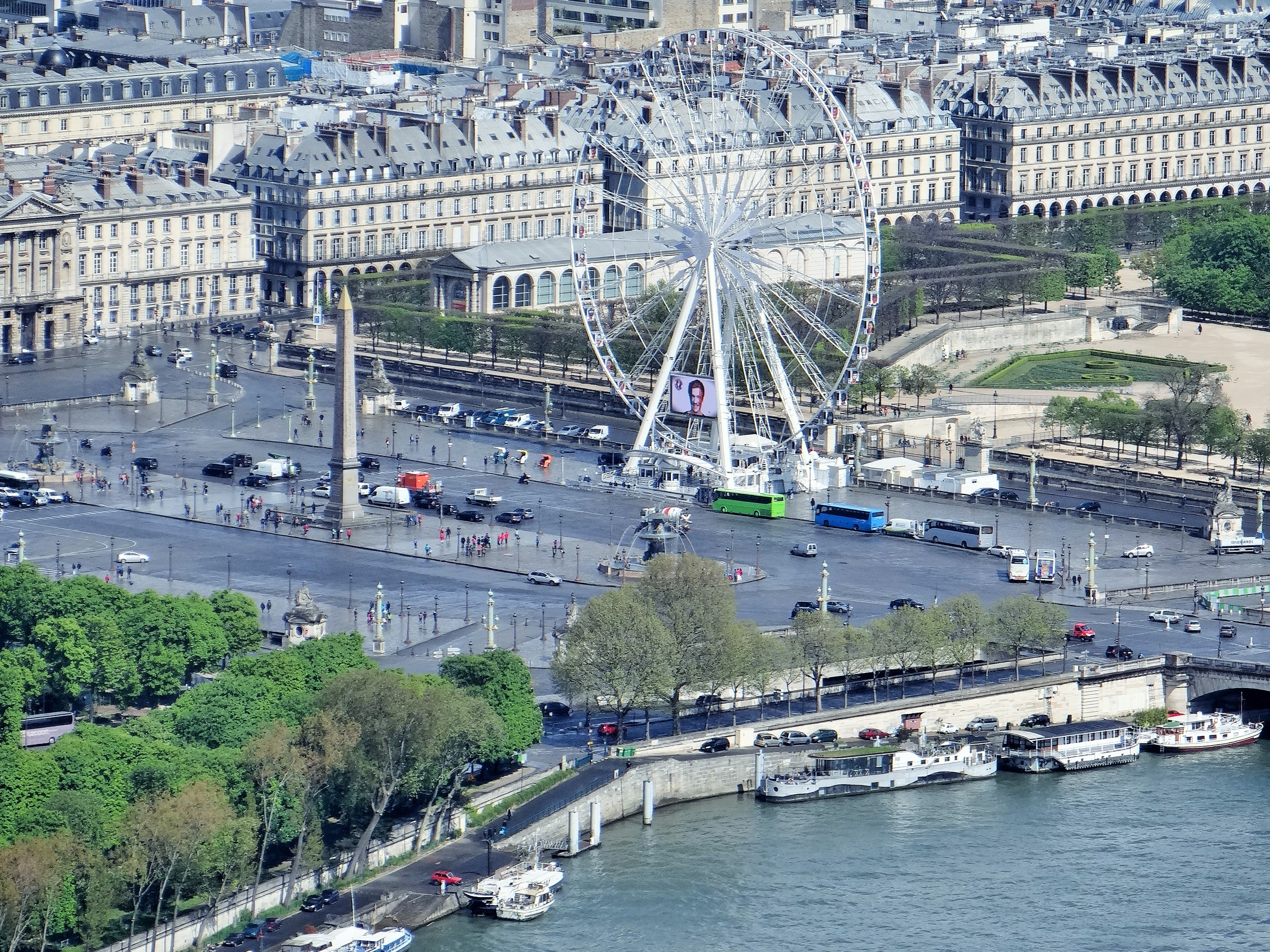
Place de la Concorde vue de la tour Eiffel.
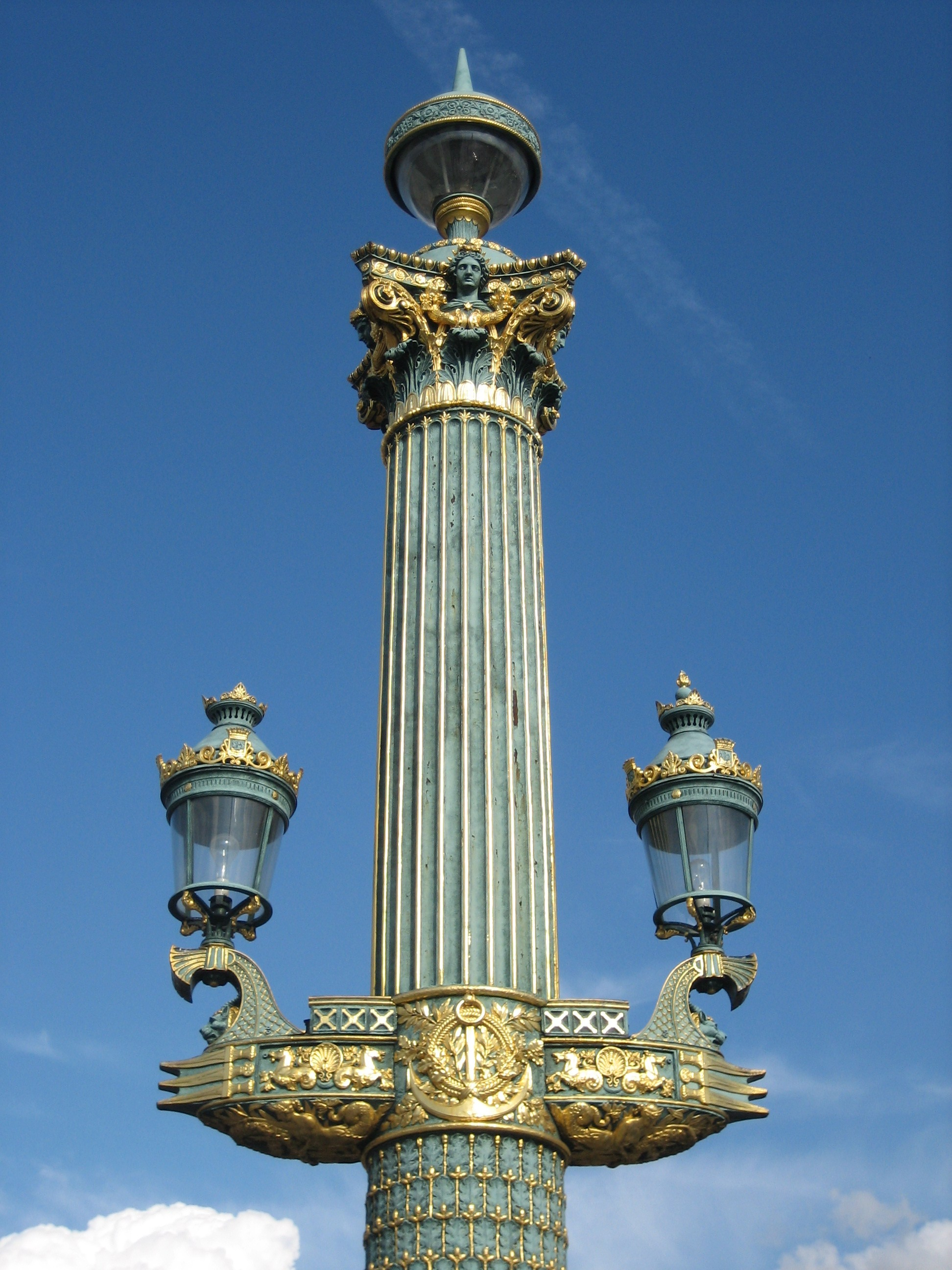
Illumination de la place de la Concorde, Paris.

## Au cinéma
- Place de la Concorde de Georges Méliès (1896, perdu).
- Place de la Concorde de Karel Lamač (1939).
- Un Américain à Paris de Vincente Minnelli (1951, au début du film).
- Fantomas d'André Hunebelle (1964, séquence d'ouverture).
- Le Cerveau de Gérard Oury (1969).
- Le Magnifique de Philippe de Broca (1973).
- Un éléphant ça trompe énormément d'Yves Robert (1976).
- Signé Furax de Marc Simenon (1981).
- La Soif de l'or de Gérard Oury (1993).
- Jet Set de Fabien Onteniente (2000).
- Les Rois mages de Bernard Campan et Didier Bourdon (2001).
- Dans l'univers de Star Trek, cette place abrite le siège de la présidence de la Fédération des planètes unies.
- Le Boulet d'Alain Berberian et Frédéric Forestier (2002).
- Good Grief de Dan Levy.
- Les Chemins de l'Audace de Martin-Roland.
- Blue Monkeys de Albert Pintó.
- Jusqu'ici tout va bien est une série de Nawell Madani et de Simon Jablonka sortie en 2023.
- L'Abbé Pierre - Une vie de combats de Frédéric Tellier.
- The Crown - saison 6 de Christian Schwochow et Alex Gabassi.
- Nouveaux riches de Julien Royal.
- D'après une histoire vraie.
- Time please de Nitesh Tiwari.
- Befikre de Aditya Chopra.

## Vue par les peintres
- Place de la Concorde, huile sur toile par Albert Lebourg, Paris, musée Marmottan
- Place de la Concorde, 1875, huile sur toile par Edgar Degas, Saint-Pétersbourg, musée de l'Ermitage
- Parisienne sur la place de la Concorde, vers 1885, par Jean Béraud, Huile sur bois, 35 × 26 cm, Paris, Musée Carnavalet
- Place de la Concorde, 1909, huile sur toile par Henri Le Sidaner, musée des beaux-arts de Tourcoing

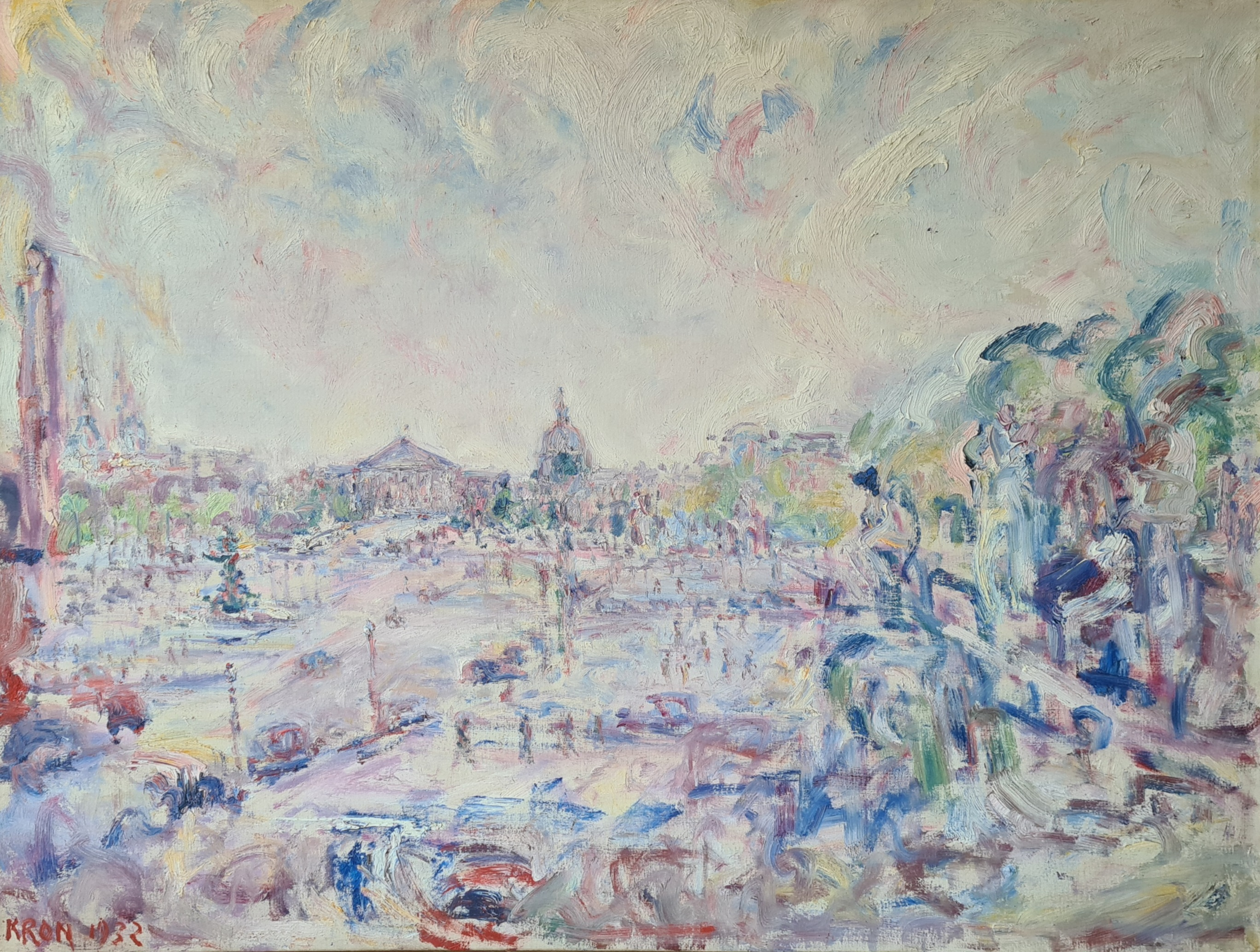
Paul Krôn, Place de la Concorde, 1932.
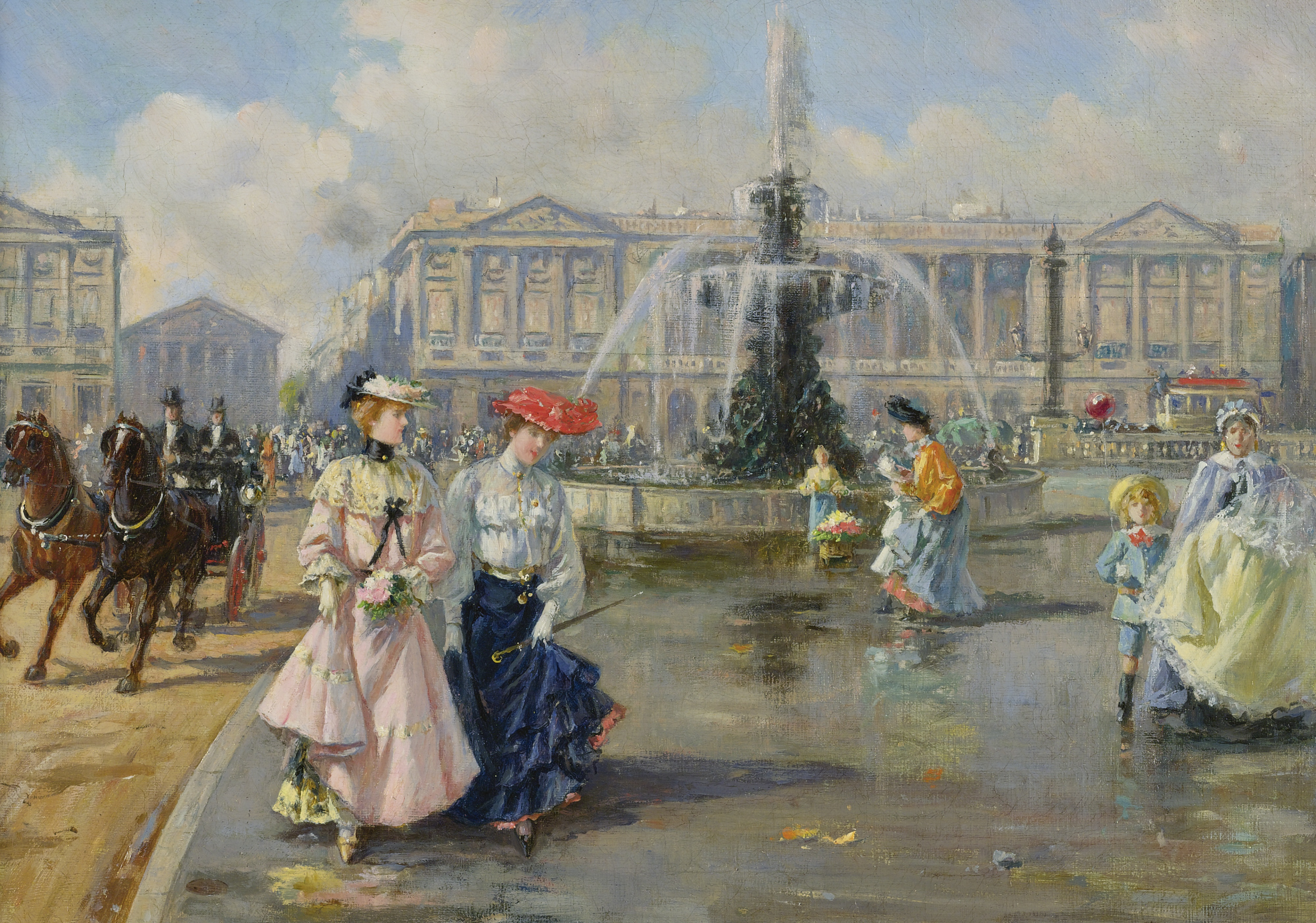
Joaquín Pallarés Allustante, Place de la Concorde, vers 1872
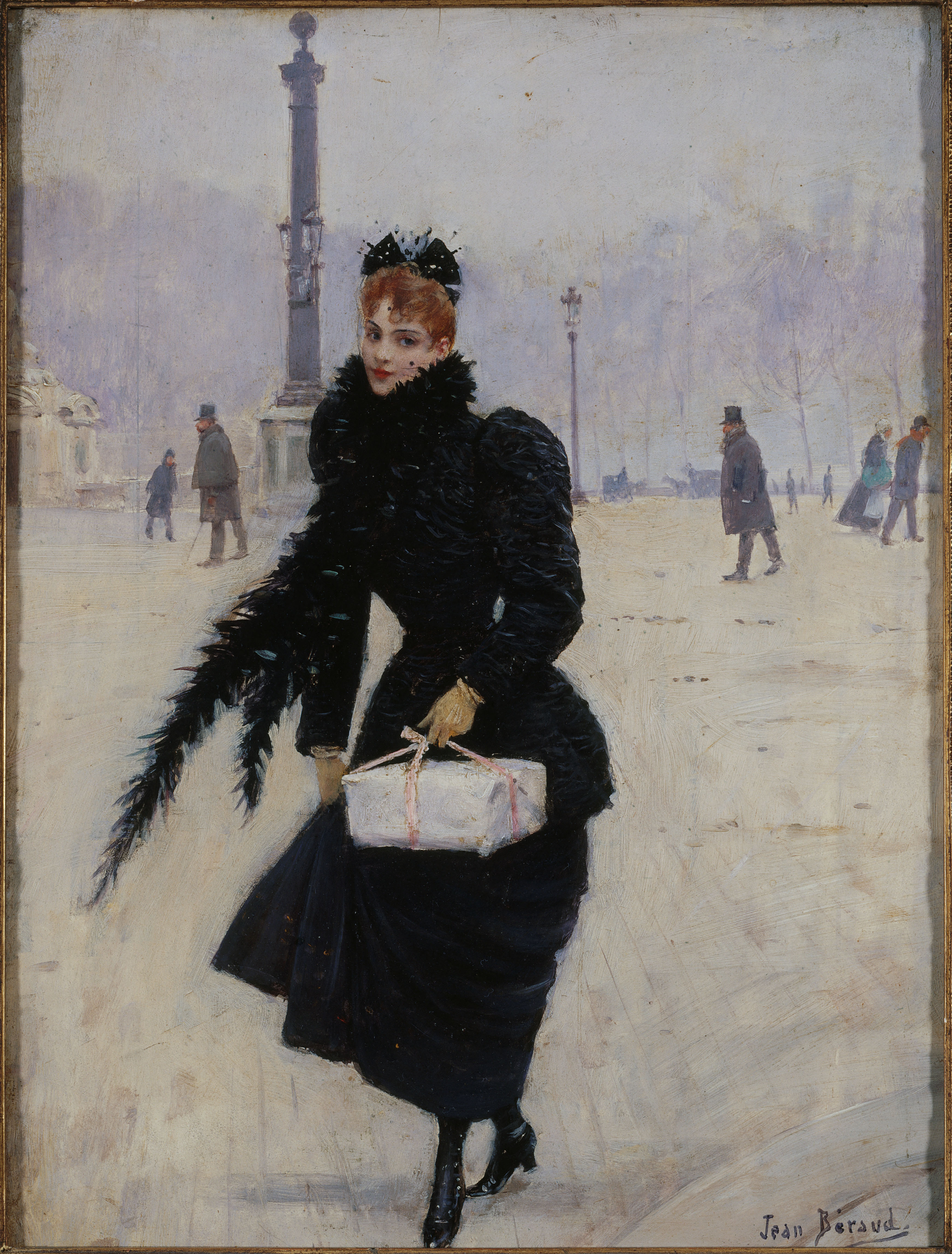
Parisienne sur la place de la Concorde, v. 1885 Jean Béraud Paris, Musée Carnavalet
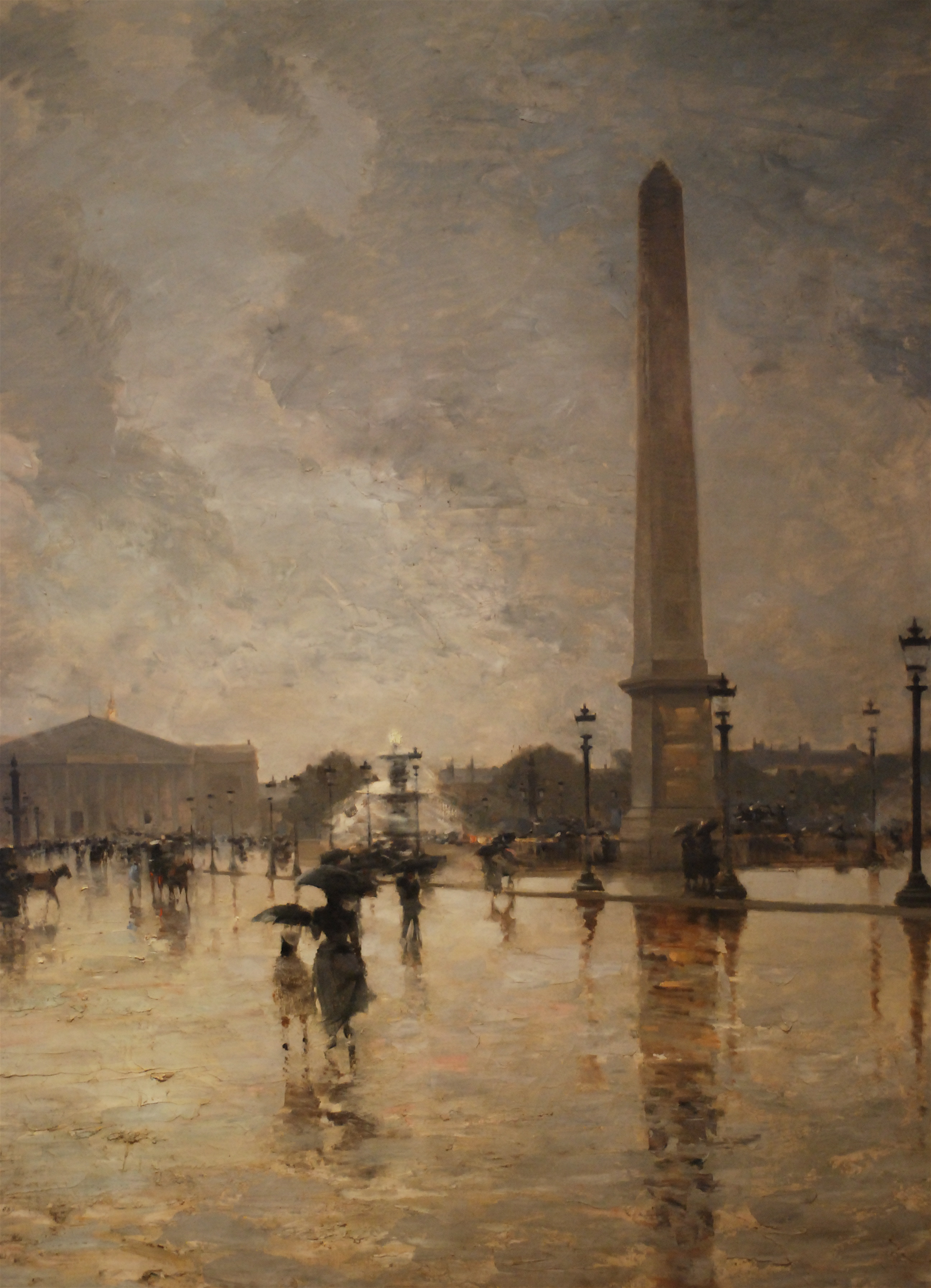
Alfred Smith, Averse place de la Concorde, 1888.
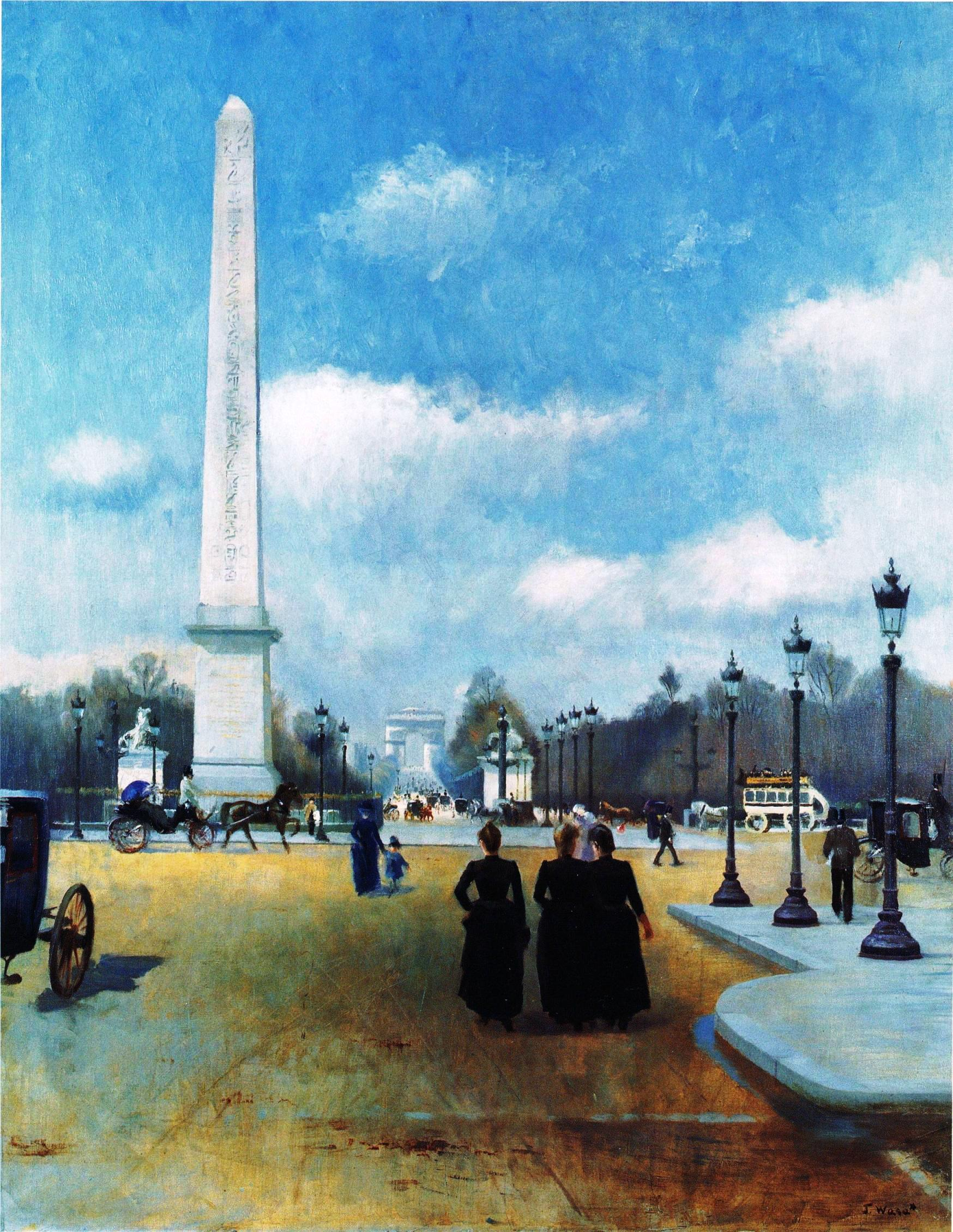
Torsten Wasastjerna, Place de la Concorde, 1890.
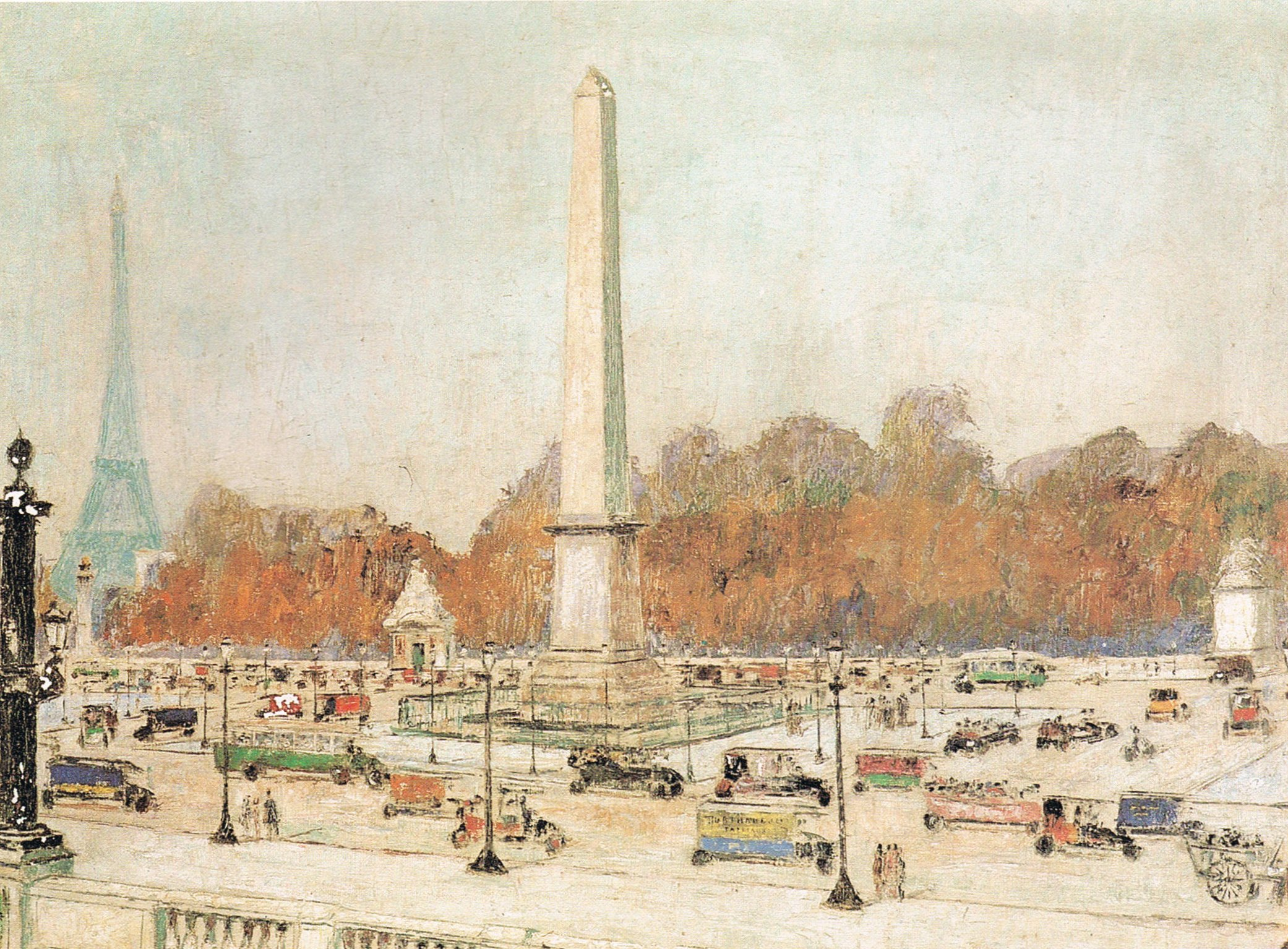
Pierre Thévenet, Place de la Concorde, 1922.